# Neckar
Der Neckar ist ein Nebenfluss des Rheins in Deutschland von 362 km Länge – mit dem längeren Oberlauf Eschach von 380 km –, der mit seinem annähernd 14.000 km² großen Einzugsgebiet den zentralen Teil Baden-Württembergs entwässert. An seiner Mündung fließen im Mittel 145 m³/s ab. Hydrologisch ist der Neckar damit nach Aare, Maas, Mosel und Main der fünftgrößte Nebenfluss des Rheins und nach Länge wie auch nach Wasserführung der zwölftgrößte Fluss Deutschlands.
Der Neckar entspringt auf der Baar bei Villingen-Schwenningen auf 705 m ü. NN. Zunächst fließt er zwischen Schwarzwald und Schwäbischer Alb nach Nordosten, ab dem „Neckarknie“ bei Plochingen nordwestwärts bis nordwärts durch die Ballungsräume von Stuttgart und Heilbronn, dann ab Eberbach im Odenwald westwärts bis Heidelberg und schließlich in der Oberrheinischen Tiefebene nordwestwärts bis Mannheim. Dort ⊙ mündet er auf 88 m Meereshöhe in den Rhein. Seine drei größten Nebenflüsse sind die Enz, der Kocher und die Jagst.
Der Neckar ist von Plochingen abwärts mittels Stauhaltungen zum Großschifffahrtsweg (Bundeswasserstraße) ausgebaut mit bedeutenden Häfen in Stuttgart, Heilbronn und Mannheim.
Durch Begradigungen, Eindeichungen und anderes haben die Gewässerstruktur und die Fließdynamik des vormaligen Naturflusses sehr gelitten und die strukturreichen Auenlandschaften sind oft verschwunden. Inzwischen wurden einige Altwasserabschnitte (Altneckar) renaturiert, die Wasserqualität hat sich seit den 1970er Jahren erheblich verbessert.
Der Neckar fließt fast nur durch Baden-Württemberg. Allein im Odenwald bei Neckarsteinach und bei Hirschhorn ist er abschnittsweise Grenzfluss zu Hessen. Der Stadtteil Ersheim von Hirschhorn, in einer engen nördlichen Neckarschlinge gelegen, und ein flussabwärtiger Abschnitt des linken Ufers sind die einzigen Landesteile Hessens links des Neckars.

## Name
Der Name Neckar wird von Albrecht Greule zu den alteuropäischen bzw. voreinzelsprachig-indogermanischen Gewässernamen gezählt, also zur ältesten fassbaren Namensschicht im mitteleuropäischen Raum. Er ist mithin eindeutig als indogermanisch, aber nicht eindeutig als keltisch zu identifizieren und mag also älter sein als die Besiedlung Süddeutschlands durch die Kelten bzw. die Herausbildung der protokeltischen Sprache bei den ebendort siedelnden Indogermanen. Als ursprüngliche indogermanische Namensform wird *Nik-r-os angenommen, was so viel wie „heftiger, schneller Fluss“ bedeutet (zur Wurzel *neik „nach vorne drängen“ oder auch „sich erheben“). Dieselbe Etymologie hat der Fluss Necker, ein Nebenfluss der Thur in der Nordostschweiz. Die Germanen, die ab dem 1. Jahrhundert v. Chr. auch im Neckarraum siedelten, übernahmen diesen Namen von den Kelten; schon im 8. Jahrhundert erscheint der Name Neckar in seiner heutigen Schreibung in althochdeutschen Urkunden, im Hochmittelalter – also im Mittelhochdeutschen – finden sich daneben Schreibungen wie Necker, Nekker und Negger. Der lateinische Name des Neckars lautet Nicer.

## Geographie

### Flusslauf

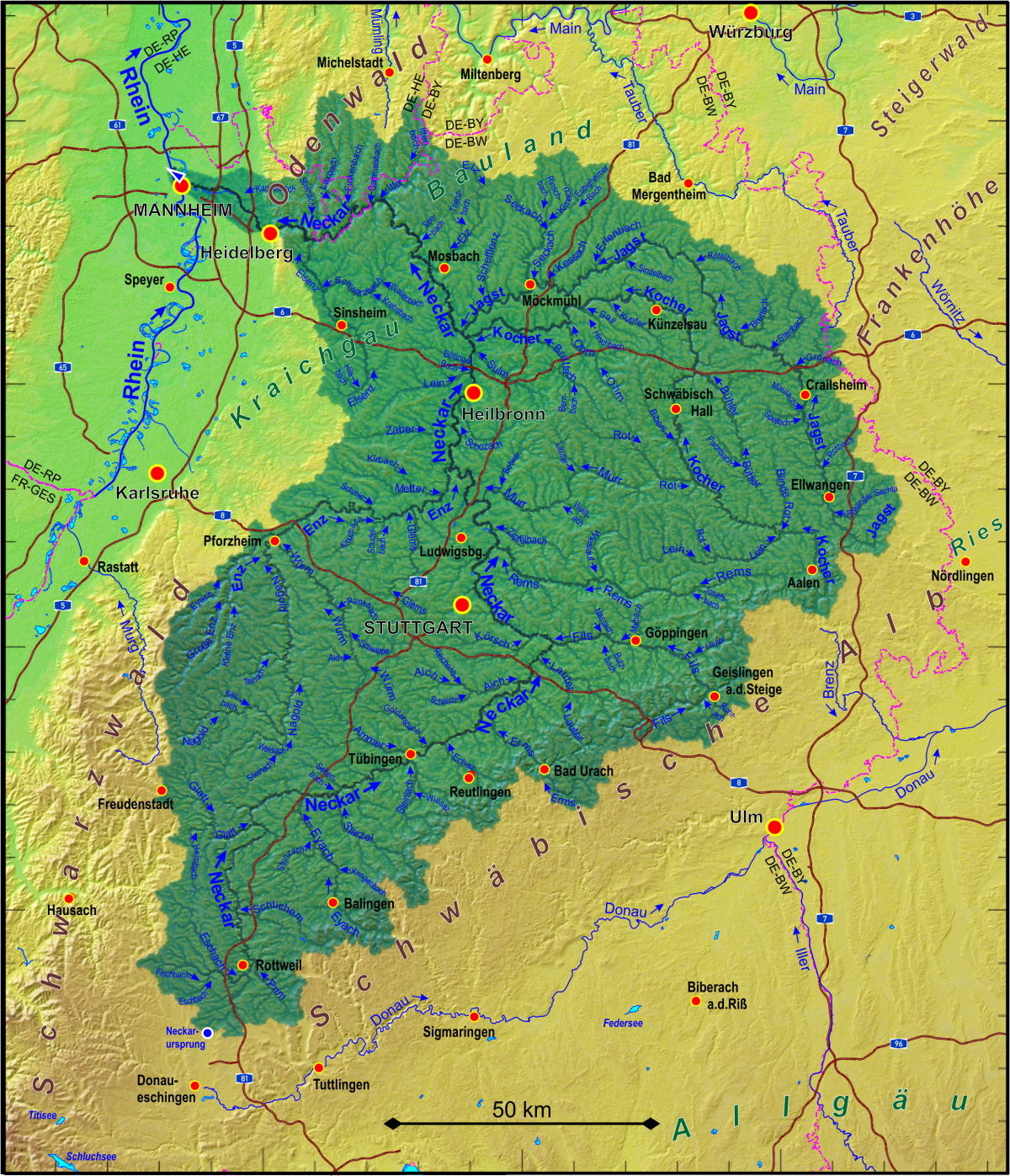
Einzugsgebiet des Neckars

#### Quelle

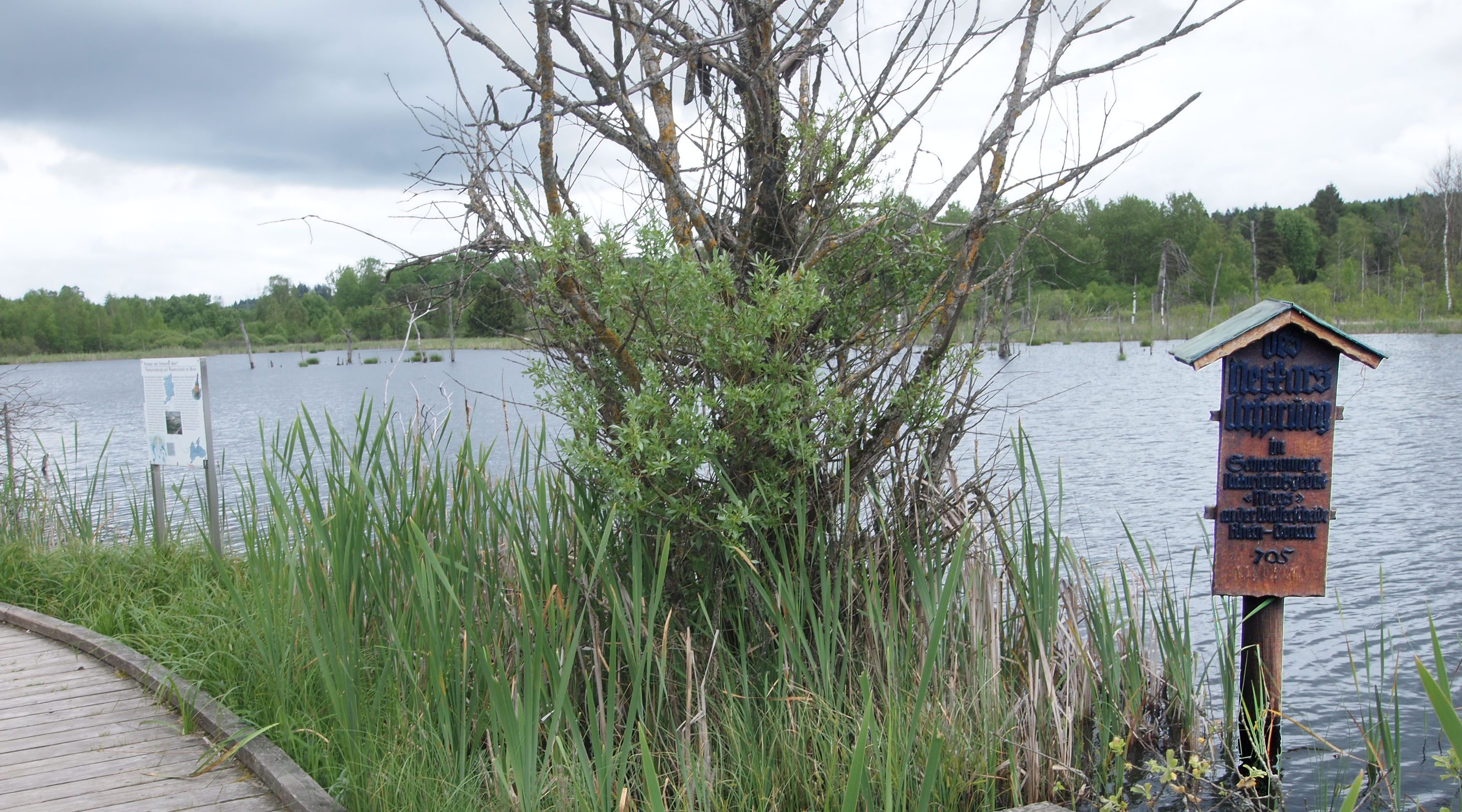
Quellgebiet des Neckars im Schwenninger Moos

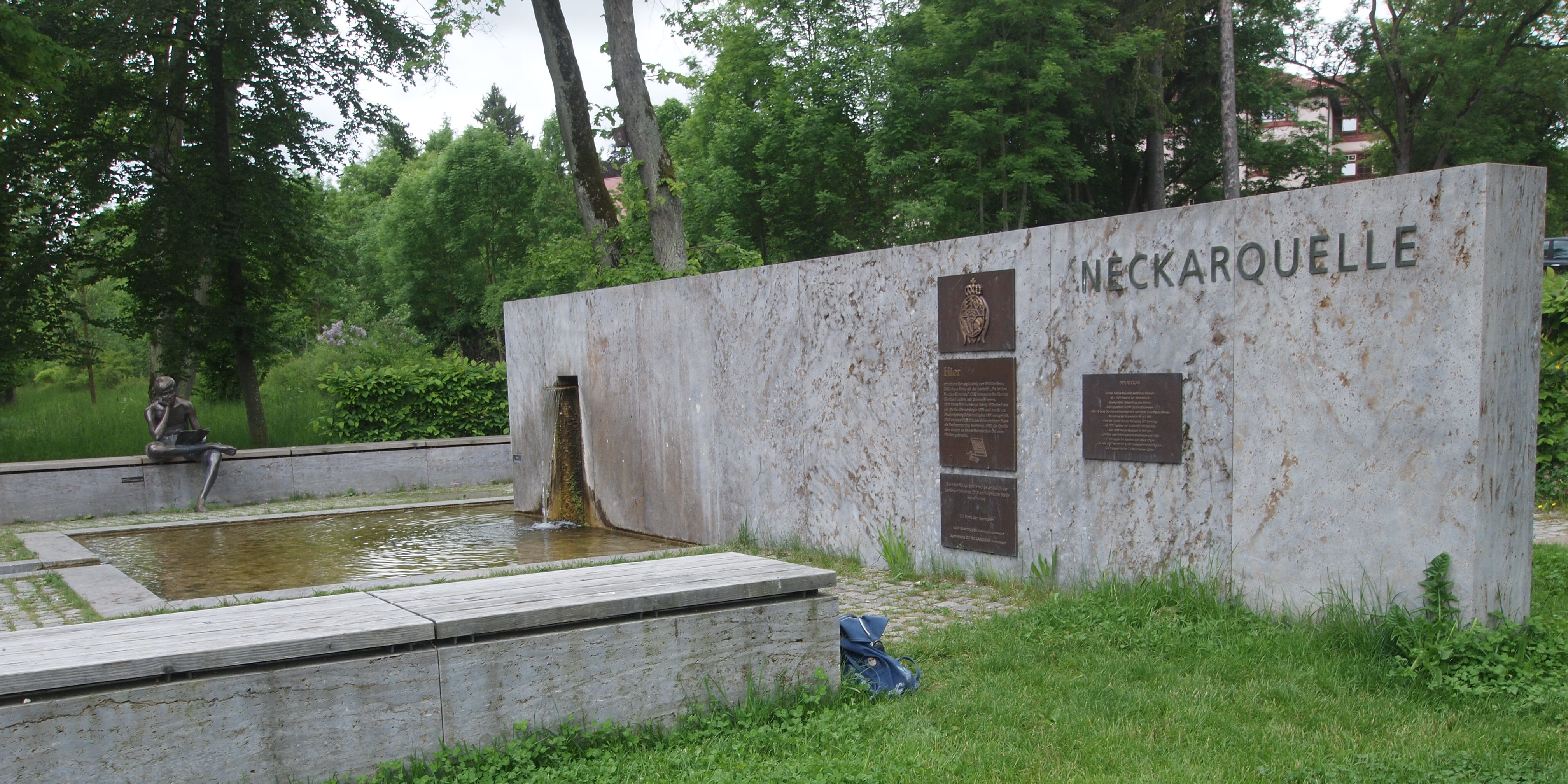
Neue Neckarquelle

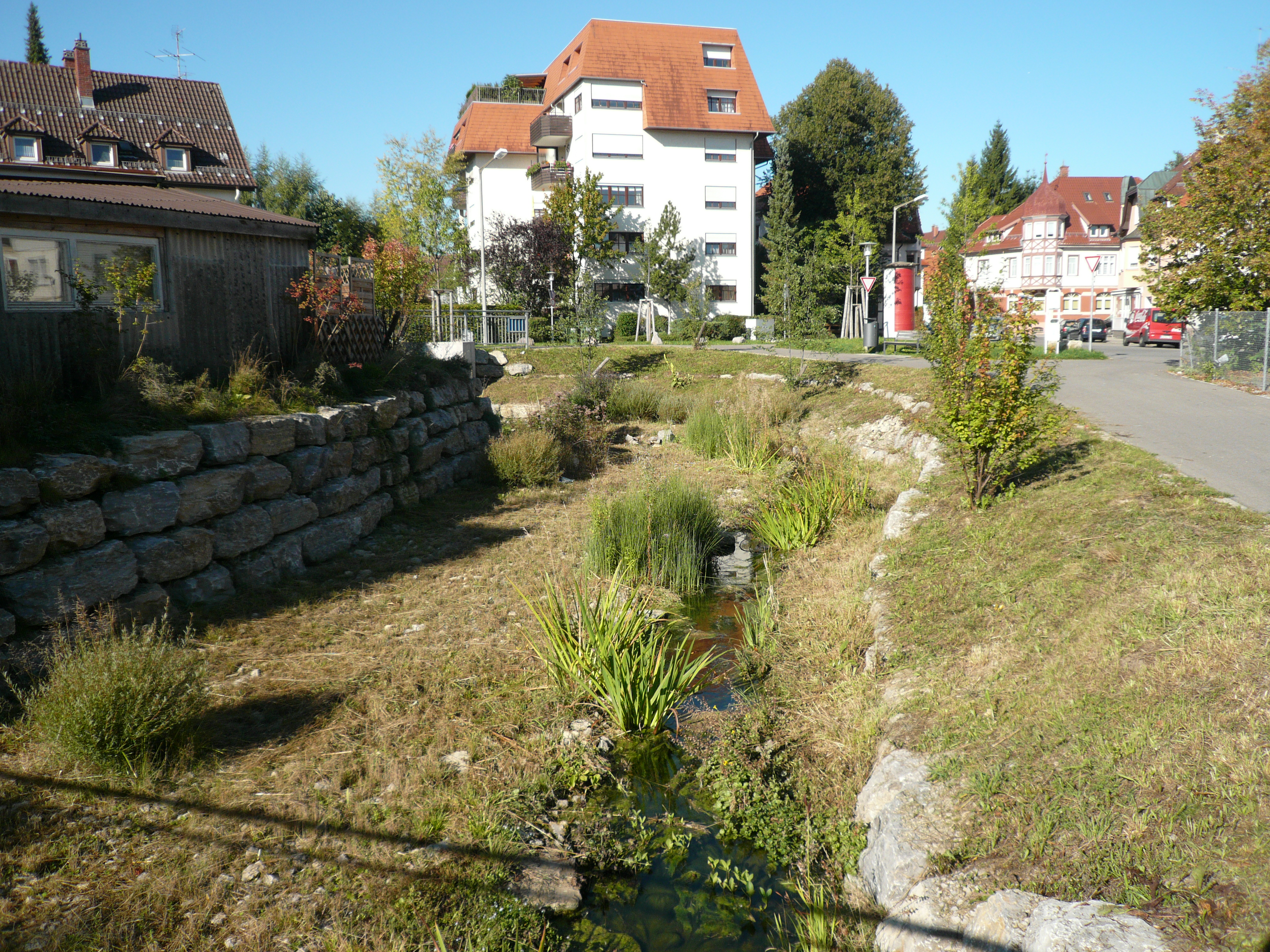
Der Neckar in Schwenningen

Das Quellgebiet des Neckars liegt im Schwenninger Moos zwischen Schwenningen und Bad Dürrheim. Die traditionell ausgewiesene Quelle des Flusses liegt im Stadtpark Möglingshöhe in Schwenningen. Vor der Landesgartenschau Villingen-Schwenningen 2010 war der Neckar innerhalb des Stadtgebiets Schwenningen weitestgehend verdolt. Um die Stadt besser gegen zuletzt gehäuft auftretende Hochwasser durch Überfüllung der Dolen zu schützen, wurde im Zuge der Landesgartenschau dem Fluss ab der Quelle mehr Stauraum und ein zumeist neues offenes Bachbett geschaffen, das weithin im neu angelegten Gartenschaugelände verläuft.

#### Oberlauf
Noch bis kurz vor Rottweil ist der Neckar nur ein kleiner Bach auf der Hochebene der Baar. In Deißlingen-Lauffen hatte er seinen einzigen, vier Meter hohen Wasserfall, der heute trockengelegt ist. Danach fließt der Neckar mit der von der Schwarzwald-Ostabdachung herziehenden und erheblich mehr Wasser führenden Eschach zusammen. Deren am Brogen entspringender Hauptquellast Glasbach ist, hydrografisch betrachtet, der Hauptfluss des Neckar-Flusssystems.
Mit diesem Zusammenfluss oberhalb von Rottweil tritt der Neckar in ein enges, waldreiches Tal ein und bahnt sich dann für die nächsten 80 km seinen Weg nach Norden zwischen den Höhenzügen des Schwarzwalds und der Schwäbischen Alb. Nördlich von Rottweil hat er bei der Neckarburg zwei Umlaufberge geschaffen, zwischen denen ihn die A 81 auf der Neckarburgbrücke überspannt. Weiter flussabwärts liegt hoch über dem Neckar die Altstadt von Oberndorf auf einer Kalksinterterrasse, die eines der kesselartigen Nebentäler ausfüllt. Bei Horb wendet er sich vor der Gäuplatte nach Nordosten und fließt dann in dessen Richtung vor dem Albtrauf. Bei Weitingen wird das Tal von der 127 m hohen Neckartalbrücke der A 81 überspannt. Bei Rottenburg tritt er in die Tübinger Talweitung ein. Hinter Tübingen verengt sich das Tal wieder. Ab hier sind die umliegenden Hochflächen wesentlich stärker besiedelt.

#### Mittellauf
Bei Plochingen knickt der Neckar am dortigen „Neckarknie“ bei der Mündung der rechts von der Alb her zufließenden Fils scharf nach Nordwesten ab. Von hier an ist er als Schifffahrtsstraße ausgebaut und verläuft bis Stuttgart in weiter, verstädterter, von Verkehrsbauten durchzogener und mit Industrie überbauter Flussaue, die erst im Bereich des Cannstatter Talknickes kurz von großen Parkanlagen unterbrochen wird. Auch hier wieder zeigen die Talränder Kalksinterbildungen.
Hinter Stuttgart schlägt er wieder die Generalrichtung nach Norden ein. In einem kurvenreichen und engen Talabschnitt durch den Landkreis Ludwigsburg fließen ihm von rechts bei Remseck die Rems, dann ebenfalls von rechts nördlich von Marbach die Murr zu; nach Passieren der Hessigheimer Felsengärten erreicht ihn danach von links bei Besigheim die wasserreiche Enz. Die einstige Stromschnelle am Lauffener Mäanderhalsdurchbruch ist heute überstaut. Im Unterland um Heilbronn durchläuft der Neckar dann in wieder breiter Aue eine offene Landschaft. Bei Bad Friedrichshall nimmt er auf nur zwei Kilometern Fließstrecke nacheinander von rechts die zwei anderen seiner großen Nebenflüsse auf: erst seinen wasserreichsten Nebenfluss Kocher und kurz darauf seinen offiziell längsten, die Jagst, was zusammen seine Wasserführung ungefähr verdoppelt.

#### Unterlauf

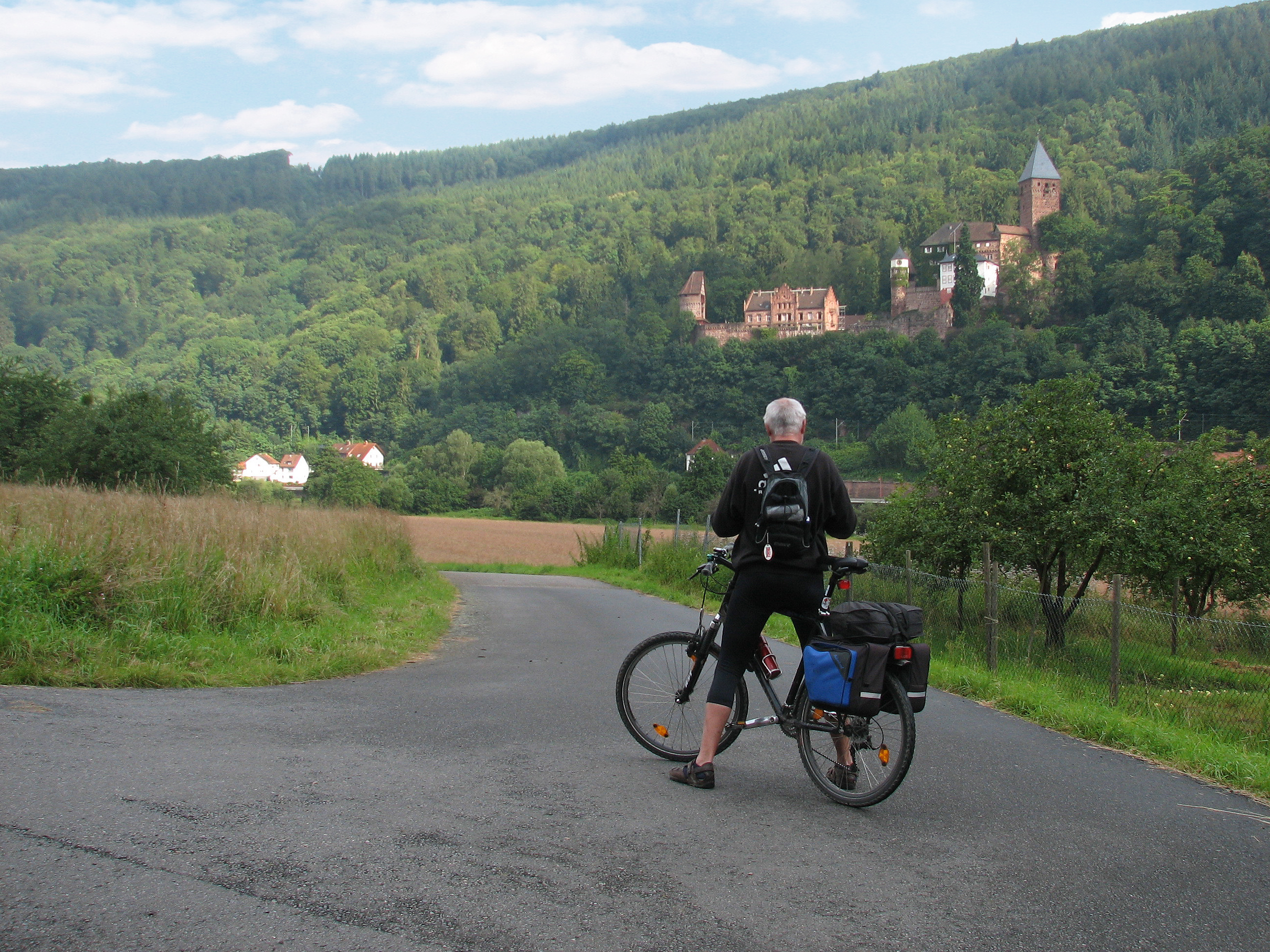
Neckar-Radweg bei Zwingenberg

Zwischen Bad Wimpfen mit seiner Stauferpfalz und Mosbach tritt der Neckar in den Odenwald ein, wo erneut in einem schluchtartigen Tal hohe, bewaldete Hänge seine Ufer säumen und vor allem rechtsseitig tief eingeschnittene Täler münden. Am letzten seiner markanten Knie bei Eberbach biegt er dabei nach Westen, tritt bei Hirschhorn kurz auf hessisches Gebiet über und ist anschließend bis nach Neckarsteinach auf langen Strecken die Landesgrenze zwischen Baden-Württemberg und Hessen. Bei Neckargemünd mündet von links die Elsenz, ihr Unterlauf nutzt den abwärtigen Teil der sich weit nach Süden ziehenden ehemaligen Maurer Talschlinge, die der Neckar nach einem Mäanderdurchbruch hinterlassen hatte. Bei der Stadt Heidelberg, die im Norden an den Odenwald und im Süden an das Königstuhlmassiv grenzt, ist das Neckartal zwischen beidseits über 400 Meter höheren Bergen am tiefsten eingeschnitten. Nach Passieren der Heidelberger Altstadt tritt der Strom in die weite Oberrheinische Tiefebene ein und mündet nach weiteren rund 25 Kilometern in Mannheim etwa in deren Mitte von rechts in den Rhein.

### Nebenflüsse

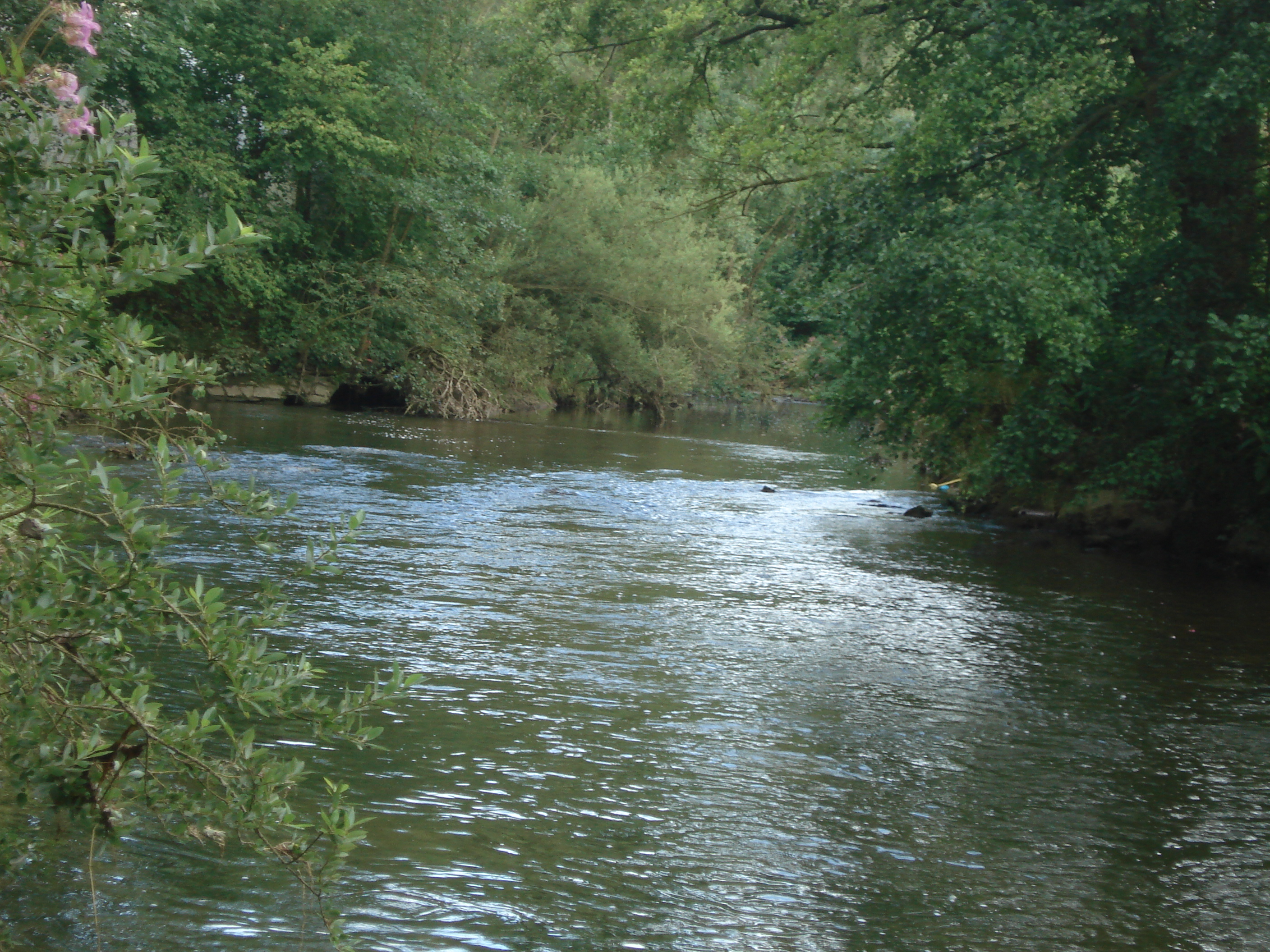
Eschachmündung in Rottweil

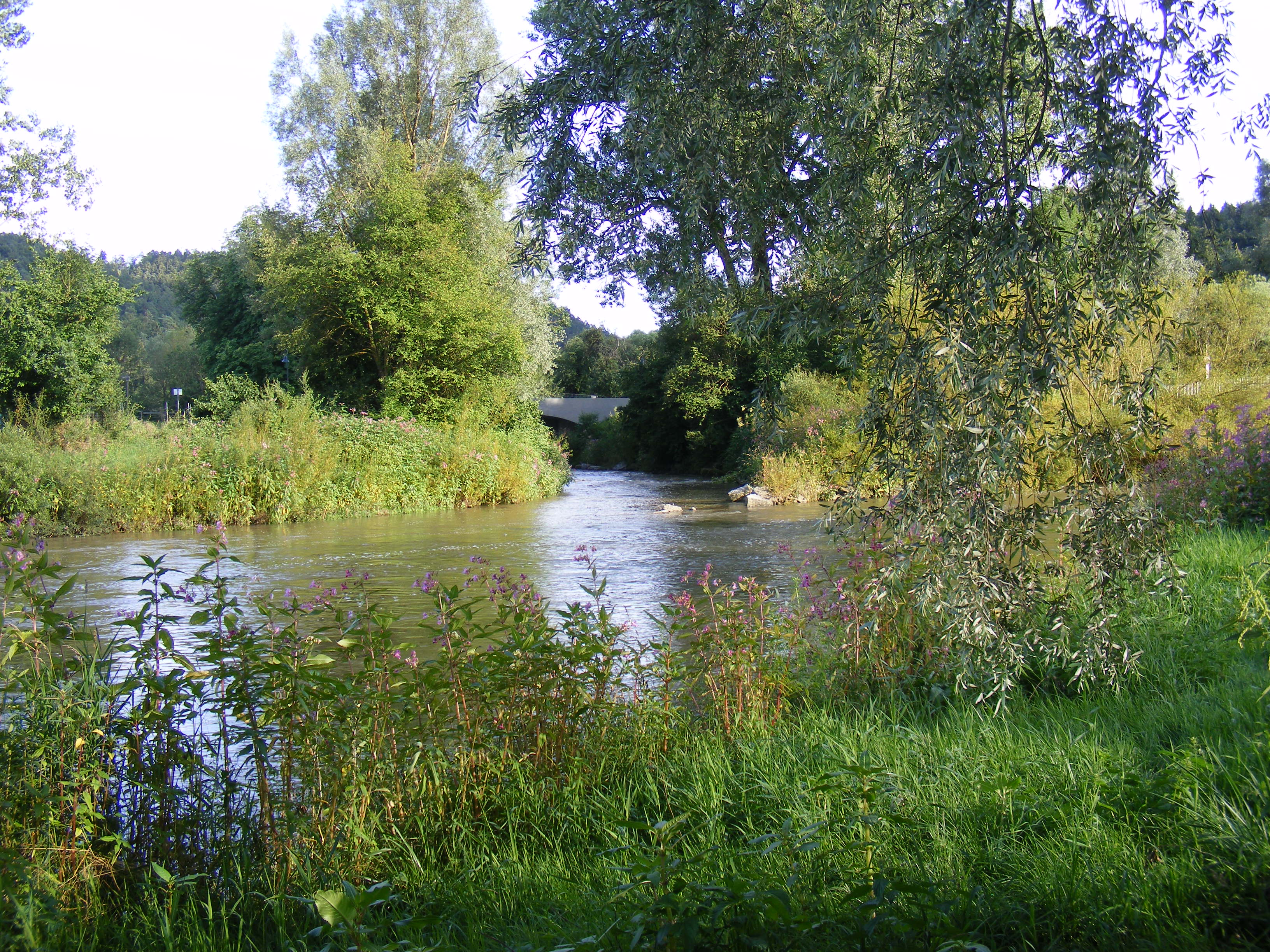
Starzelmündung in Bieringen

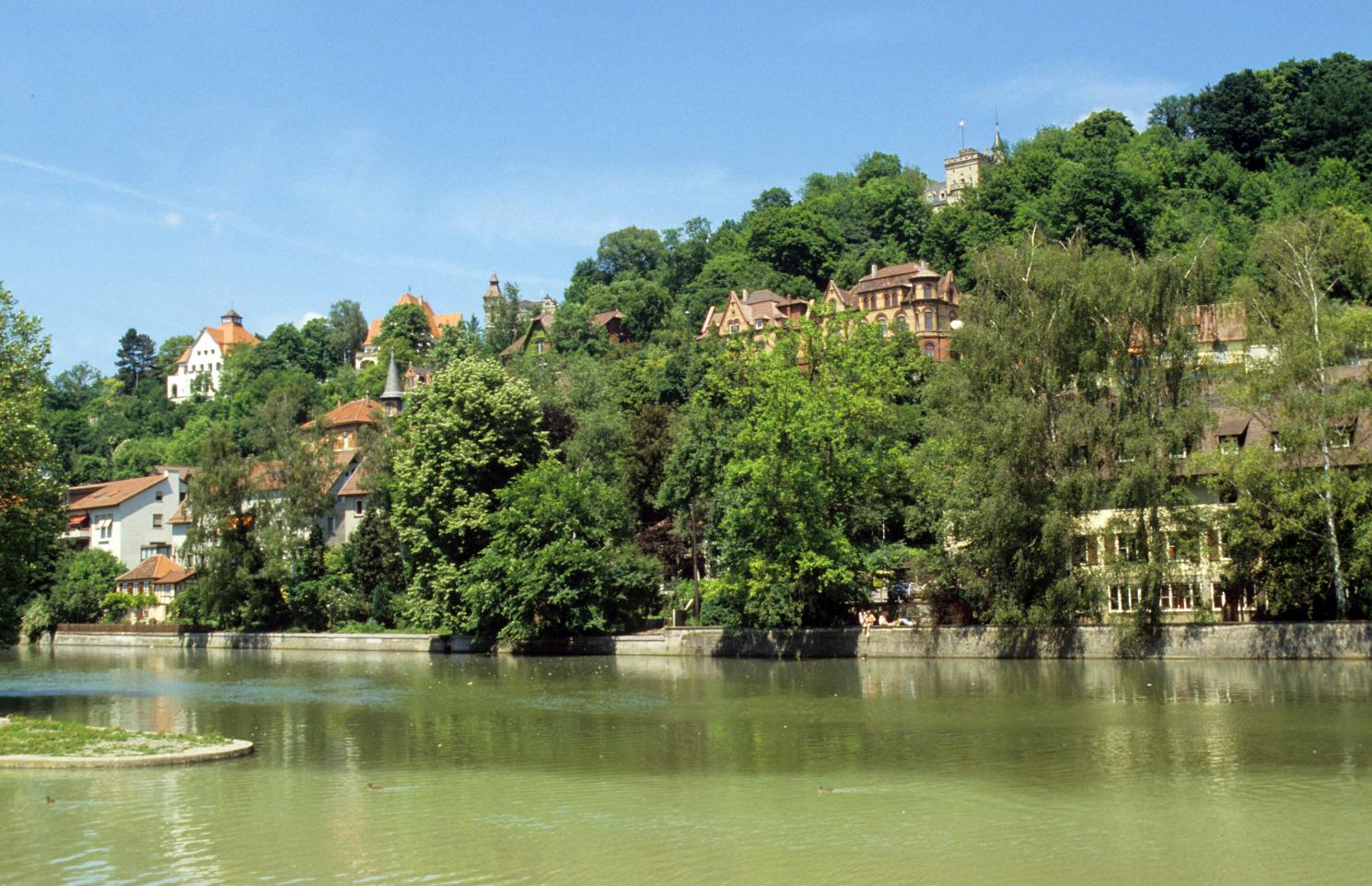
Steinlachmündung in Tübingen

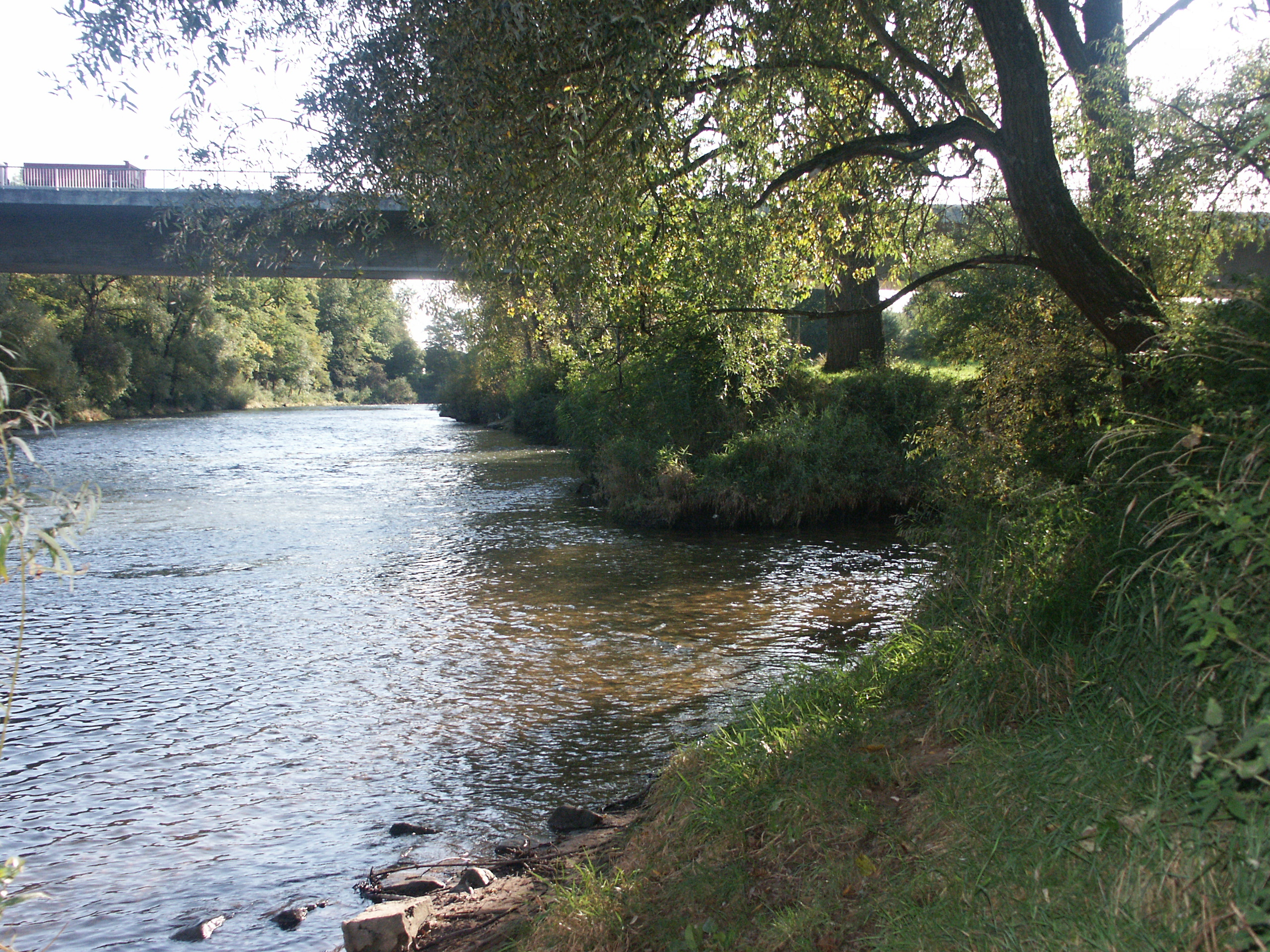
Aichmündung bei Nürtingen-Oberensingen

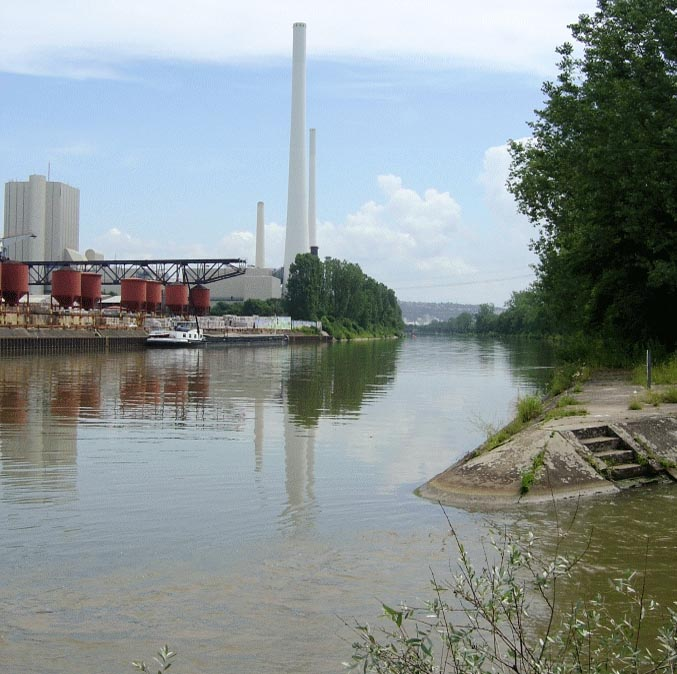
Mündung der Körsch rechts bei Deizisau

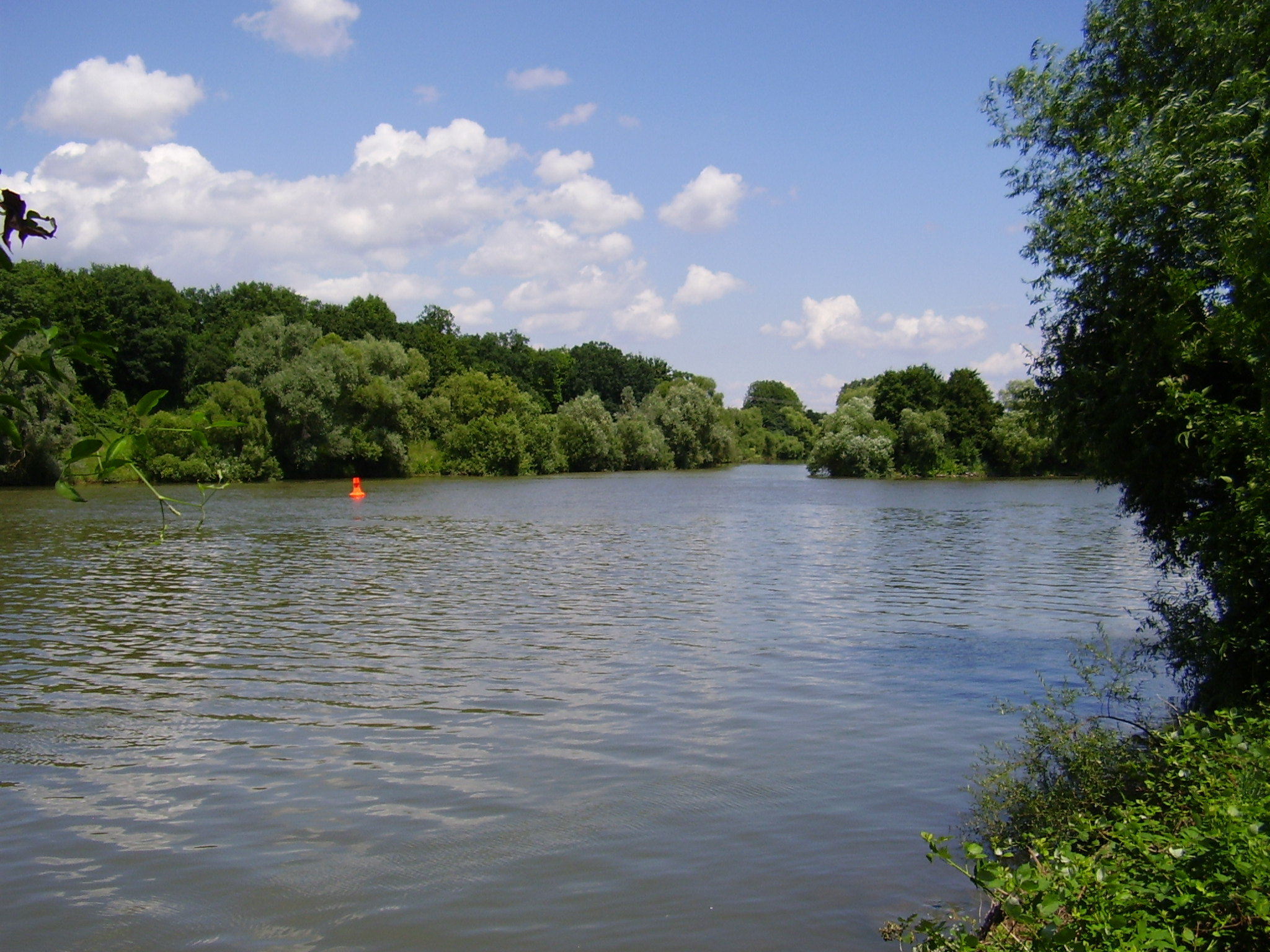
Letzter der großen Zuflüsse und längster überhaupt ist die Jagst bei Bad Friedrichshall Jagstfeld

Zur Diskussion der „wahren Quelle“ des Neckars siehe im vorigen Abschnitt.
Die größten unter den Zuflüssen des Neckars sind die Enz mit dem größten Einzugsgebiet, der Kocher mit der höchsten mittleren Wasserführung und die Jagst mit der größten Länge. Der Kocher-Nebenfluss Lein ist am Zusammenfluss nicht nur länger als der dortige Oberlauf des Kochers, sondern auch wasserreicher; nach hydrografischer Konvention wäre damit die Lein als Hauptfluss des Kochersystems anzusehen, das mit dann 201 Kilometern längstem Fließweg das der Jagst noch übertrifft.

#### Diagramm
| Zuflüsse des Neckars ab 50 km Länge                               | Zuflüsse des Neckars ab 50 km Länge | Zuflüsse des Neckars ab 50 km Länge | Zuflüsse des Neckars ab 50 km Länge | Zuflüsse des Neckars ab 50 km Länge |
| ----------------------------------------------------------------- | ----------------------------------- | ----------------------------------- | ----------------------------------- | ----------------------------------- |
| Quelle                                                            |                                     |                                     |                                     |                                     |
| Eyach                                                             | Eyach                               |                                     | 50 km                               | 50 km                               |
| Fils                                                              | Fils                                |                                     | 63 km                               | 63 km                               |
| Rems                                                              | Rems                                |                                     | 78 km                               | 78 km                               |
| Murr                                                              | Murr                                |                                     | 52 km                               | 52 km                               |
| Enz                                                               | Enz                                 |                                     | 106 km                              | 106 km                              |
| Enz (mit Nagold)                                                  | Enz (mit Nagold)                    |                                     | 149 km                              | 149 km                              |
| Kocher                                                            | Kocher                              |                                     | 169 km                              | 169 km                              |
| Kocher (mit Lein)                                                 | Kocher (mit Lein)                   |                                     | 201 km                              | 201 km                              |
| Jagst                                                             | Jagst                               |                                     | 190 km                              | 190 km                              |
| Elsenz                                                            | Elsenz                              |                                     | 53 km                               | 53 km                               |
| Mündung – dunkelblau: linke Zuflüsse, hellblau: rechte Zuflüsse – |                                     |                                     |                                     |                                     |

#### Zuflüsse mit 20 km Länge und mehr
Von der offiziellen Quelle bis zur Mündung aufgezählt.
- Eschach (linker Zufluss bei Rottweil-Bühlingen, 38,1 km)
- Prim (rechter Zufluss bei Rottweil, 21,1 km)
- Schlichem (rechter Zufluss bei Epfendorf, 34,4 km)
- Glatt (linker Zufluss bei Horb-Neckarhausen, 34,2 km)
- Eyach (rechter Zufluss beim Bahnhof Eyach, Gemeinde Eutingen im Gäu, 50,4 km)
- Starzel (rechter Zufluss bei Rottenburg-Bieringen, 42,8 km)
- Steinlach (rechter Zufluss bei Tübingen, 25,1 km)
- Ammer (linker Zufluss bei Tübingen-Lustnau, 22,5 km)
- Echaz (rechter Zufluss bei Kirchentellinsfurt, 22,8 km)
- Erms (rechter Zufluss bei Neckartenzlingen, 32,7 km)
- Aich (linker Zufluss bei Nürtingen-Oberensingen, 30,4 km)
- Lauter (rechter Zufluss bei Wendlingen, 25,7 km)
- Fils (rechter Zufluss bei Plochingen, 62,8 km)
- Körsch (linker Zufluss westlich von Deizisau, 26,3 km)
- Rems (rechter Zufluss bei Remseck, 78,4 km)
- Murr (rechter Zufluss bei Marbach, 51,5 km)
- Enz (linker Zufluss bei Besigheim, 105,5 km)
- Zaber (linker Zufluss bei Lauffen, 22,4 km)
- Schozach (rechter Zufluss bei Heilbronn-Sontheim, 25,6 km)
- Lein (linker Zufluss bei Heilbronn-Neckargartach, 27,3 km)
- Sulm (rechter Zufluss bei Neckarsulm, 26,2 km)
- Kocher (rechter Zufluss bei Bad Friedrichshall-Kochendorf, 168,7 km)
- Jagst (rechter Zufluss bei Bad Friedrichshall-Jagstfeld, 190,2 km)
- Elz (rechter Zufluss bei Mosbach-Neckarelz, 39,8 km)
- Itter (rechter Zufluss in Eberbach, 28,0 km)
- Laxbach (rechter Zufluss bei Hirschhorn, 30,0 km mit längstem Oberlauf)
- Steinach (rechter Zufluss bei Neckarsteinach, 21,9 km)
- Elsenz (linker Zufluss bei Neckargemünd, 53,4 km)

### Städte und Gemeinden am Neckar

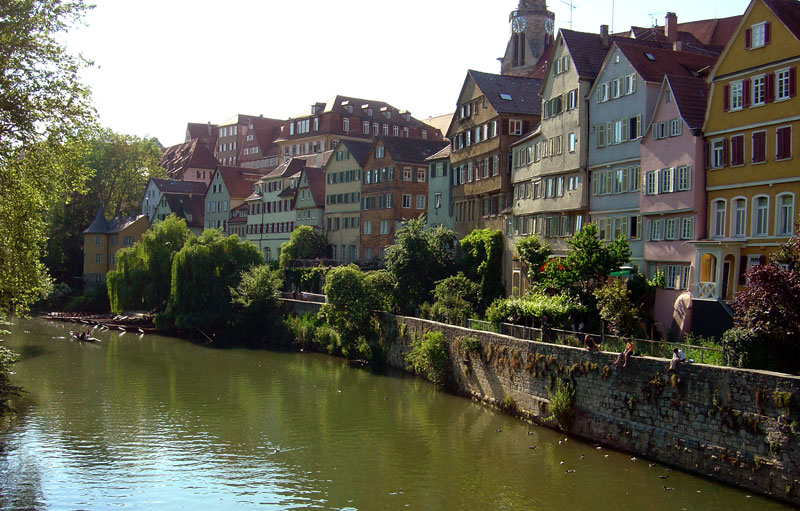
Blick auf den Neckar in Tübingen und die Silhouette der Tübinger Altstadt mit dem Hölderlinturm

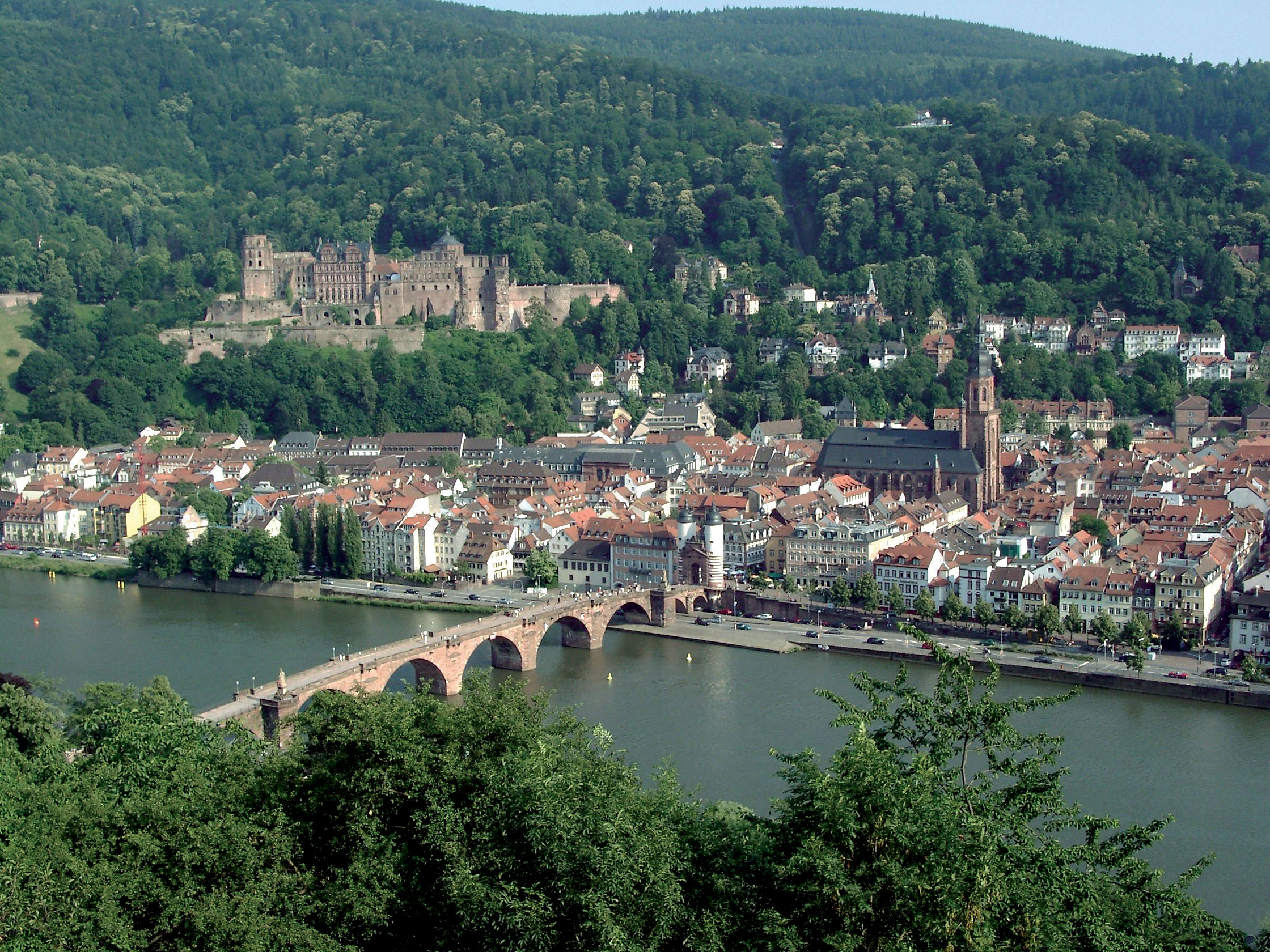
Blick vom Philosophenweg auf die Altstadt Heidelbergs mit Schloss und Alter Brücke

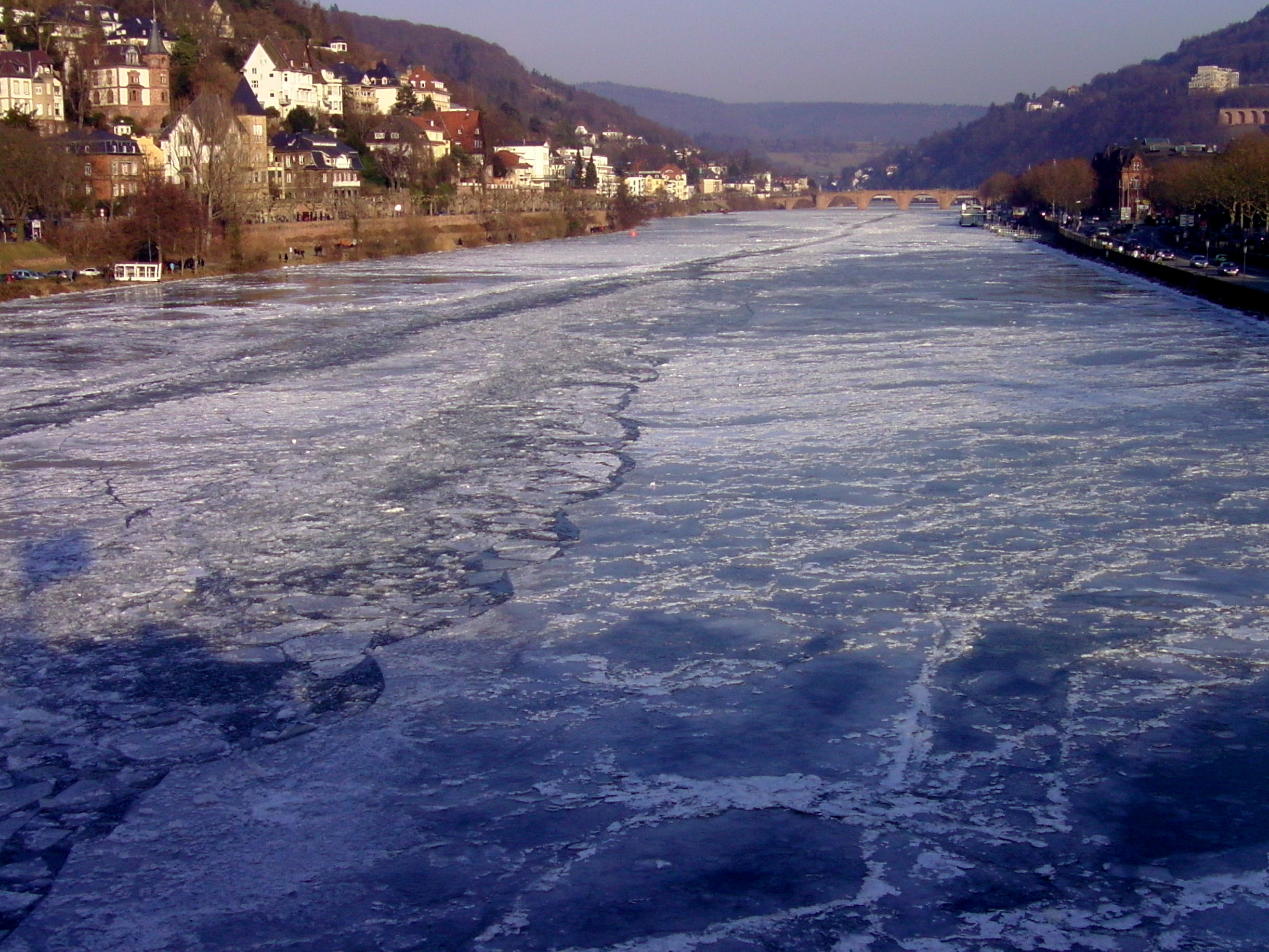
Blick auf den zugefrorenen Neckar und das Neuenheimer Ufer, die Alte Brücke und die Heidelberger Altstadt, Februar 2012

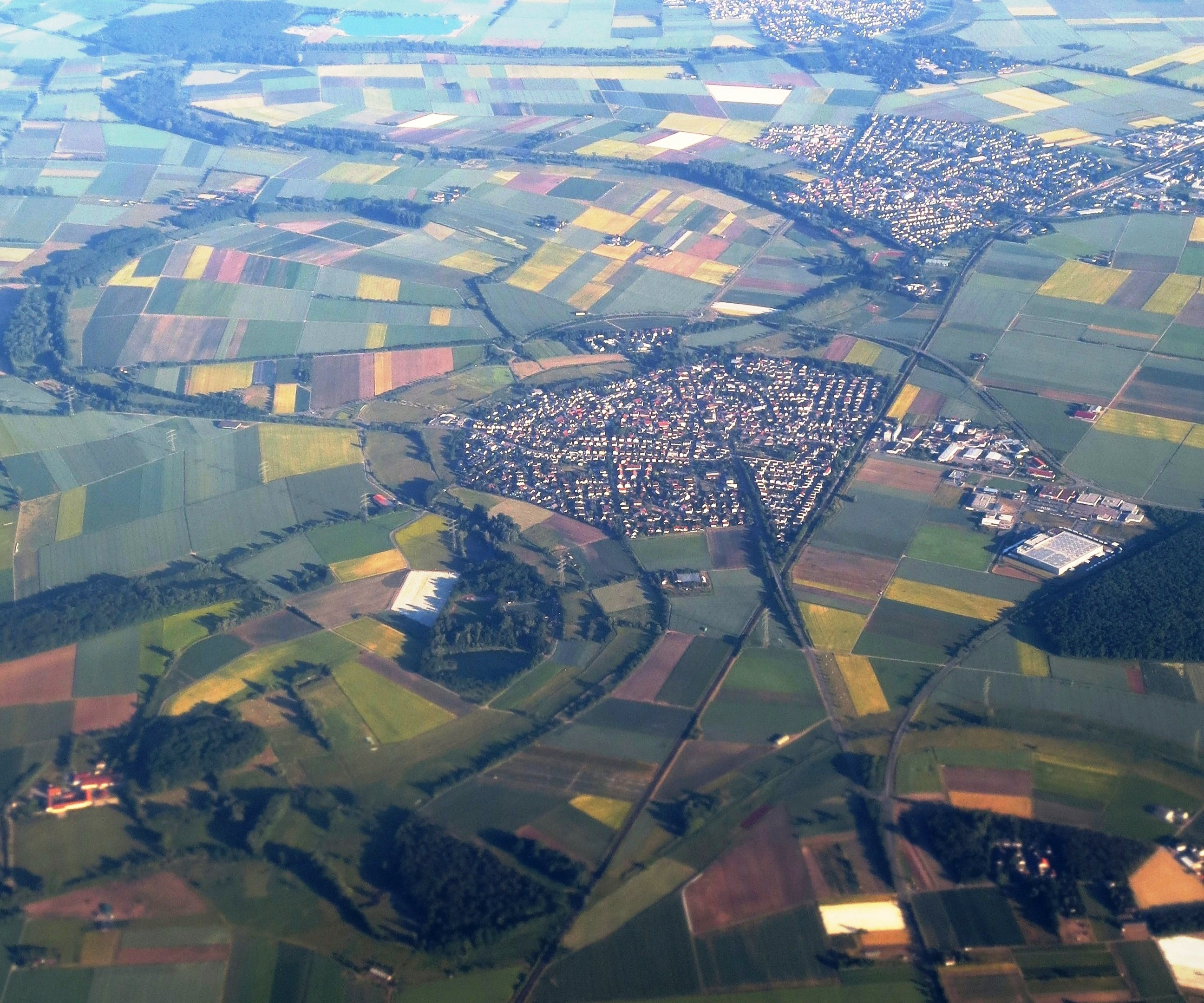
Blick auf die Neckarschleifen des Alt-Neckars im Bereich des hessischen Rieds

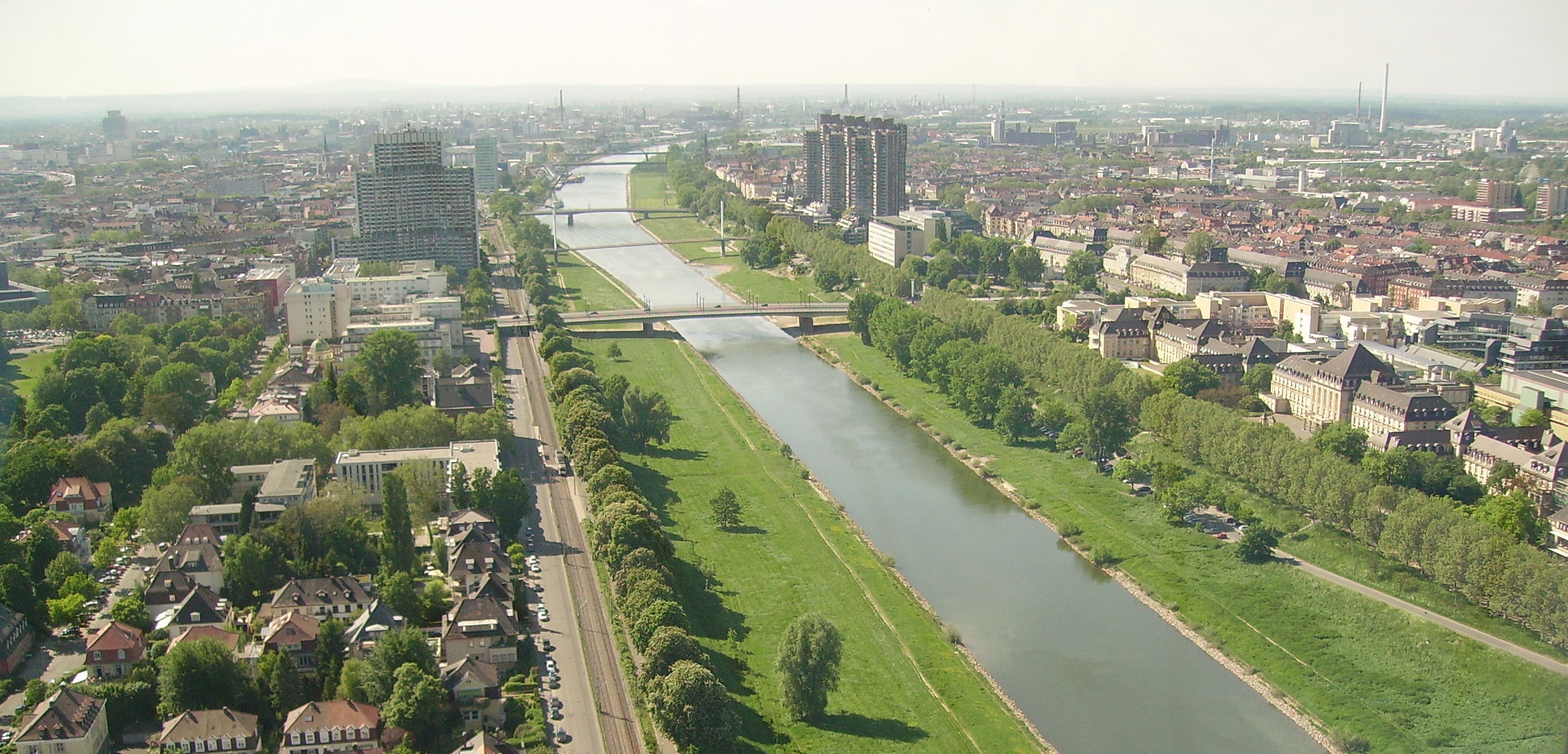
Neckar in Mannheim

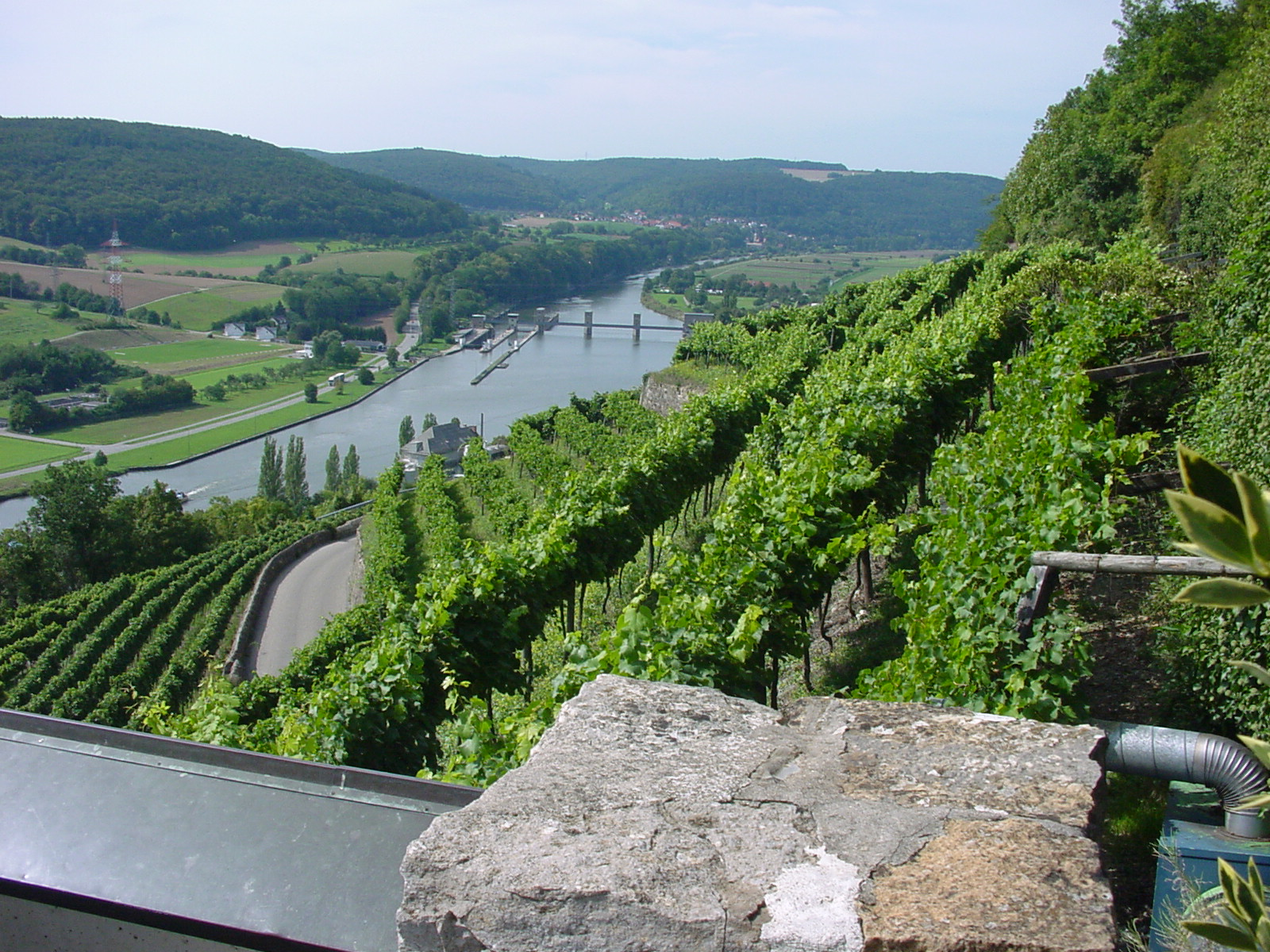
Blick auf den Neckar von der Burg Hornberg bei Neckarzimmern

Der Neckar berührt die nachfolgend in der Reihenfolge von der Quelle zur Mündung genannten Landkreise, Städte und Gemeinden:
- Schwarzwald-Baar-Kreis:
 Villingen-Schwenningen, Dauchingen
- Landkreis Rottweil:
 Deißlingen, Rottweil, Villingendorf, Epfendorf, Oberndorf am Neckar, Sulz am Neckar
- Landkreis Freudenstadt:
 Horb am Neckar, Eutingen im Gäu (Weitinger Mühle)
- Landkreis Tübingen:
 Starzach (Ortsteile Börstingen und Sulzau), Rottenburg am Neckar, Tübingen, Kirchentellinsfurt
- Landkreis Reutlingen:
 Reutlingen (Stadtteile Altenburg, Oferdingen und Mittelstadt), Pliezhausen
- Landkreis Esslingen:
 Neckartenzlingen, Neckartailfingen, Nürtingen, Oberboihingen, Unterensingen, Wendlingen am Neckar, Köngen, Wernau (Neckar), Plochingen, Deizisau, Altbach, Esslingen am Neckar
- Stuttgart (Stadtkreis):
 Stadtteile Obertürkheim, Hedelfingen, Wangen, Untertürkheim, Stuttgart-Ost, Bad Cannstatt, Münster, Hofen, Mühlhausen
- Rems-Murr-Kreis:
 Fellbach (Stadtteil Oeffingen)
- Landkreis Ludwigsburg:
 Remseck am Neckar, Ludwigsburg (Stadtteile Poppenweiler, Hoheneck und Neckarweihingen), Marbach am Neckar, Benningen am Neckar, Freiberg am Neckar, Pleidelsheim, Ingersheim, Mundelsheim, Hessigheim, Besigheim, Walheim, Gemmrigheim, Kirchheim am Neckar
- Landkreis Heilbronn:
 Neckarwestheim, Lauffen am Neckar, Talheim, Nordheim
- Heilbronn (Stadtkreis):
 Stadtteile Horkheim, Klingenberg, Böckingen, Sontheim, Heilbronn, Neckargartach
- Landkreis Heilbronn:
 Neckarsulm, Untereisesheim, Bad Friedrichshall, Bad Wimpfen, Offenau, Bad Rappenau (Stadtteil Heinsheim), Gundelsheim
- Neckar-Odenwald-Kreis:
 Haßmersheim, Neckarzimmern, Mosbach (Stadtteile Neckarelz und Diedesheim), Obrigheim, Binau, Neckargerach, Zwingenberg
- Rhein-Neckar-Kreis:
 Eberbach, Schönbrunn (Baden)
- Landkreis Bergstraße (Hessen):
 Hirschhorn (Neckar), Neckarsteinach
- Rhein-Neckar-Kreis:
 Neckargemünd
- Heidelberg (Stadtkreis):
 Stadtteile Schlierbach, Ziegelhausen, Neuenheim, Altstadt, Bergheim, Wieblingen
- Rhein-Neckar-Kreis:
 Dossenheim (Ortsteil Schwabenheim), Edingen-Neckarhausen, Ladenburg, Ilvesheim
- Mannheim (Stadtkreis):
 Stadtteile Seckenheim, Feudenheim, Neuostheim, Oststadt, Neckarstadt-Ost, Innenstadt/Jungbusch, Neckarstadt-West

## Flussgeschichte

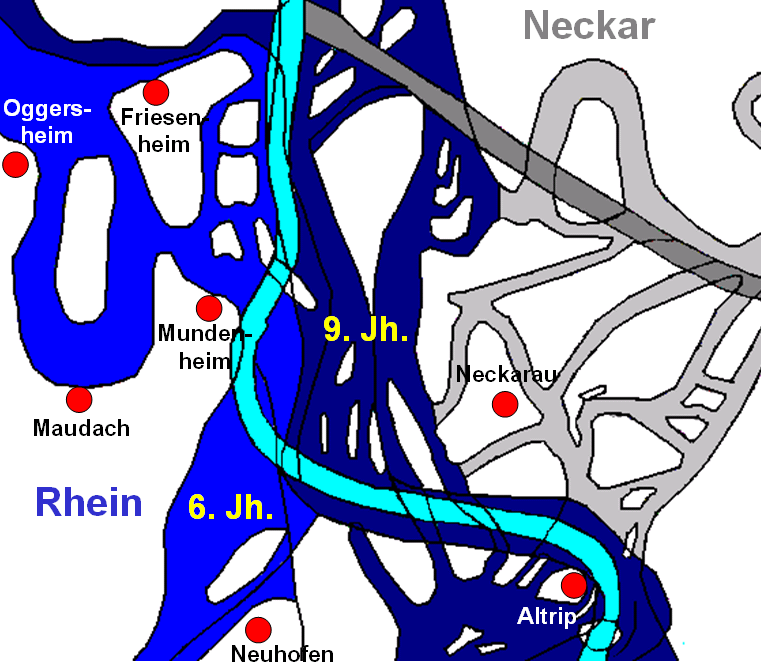
Historische Neckarläufe an der Mündung

Neckarmündung

Der Ur-Neckar entstand als Stufenrand-Gerinne infolge der allmählichen Heraushebung des Schwarzwaldes und der damit verbundenen erosiven Rückverlegung der Stufen des südwestdeutschen Schichtstufenlandes. Er floss lange Zeit auf der durch die harten Kalke des Muschelkalks bedingten Hochfläche der verschiedenen Gäulandschaften. Bei Horb wurde der Flusslauf durch die Grabenstruktur des sogenannten Schwäbischen Lineaments, das in etwa parallel zum Stufenrand der Schwäbischen Alb verläuft, nach Nordosten abgelenkt. In der Folge tiefte sich der Neckar in die Muschelkalk-Hochflächen zwischen Rottweil und Rottenburg sowie in die jüngeren Keuper- und Juraschichten im Nordosten ein und schuf im Bereich der morphologisch harten Kalke und Sandsteine enge Durchbruchstäler. Die Flussvertiefung wurde noch durch das weitere Aufdringen des Schwarzwaldes sowie durch rückschreitende Erosion des von Norden angreifenden jüngeren Neckarlaufs vorangetrieben, der bei Plochingen das Urneckar-System anzapfte (daher das Neckarknie), das über die Urlone zur Urdonau floss. Begünstigend in diesem Flussabschnitt wirkte auch der Schurwaldgraben, eine Randverwerfung des Fildergrabens, die sich als Gewässerleitlinie auswirkte.
Der heutige Unterlauf des Neckars war ehemals die Ur-Enz, bevor durch rückschreitende Erosion eines bei Besigheim in die Ur-Enz fließenden Nebenflusses das Fluss-System des Ur-Neckars angezapft wurde. Die Enz wurde dadurch zum Nebenfluss des Neckars. Einen Hinweis auf das ehemals weit nach Nordwesten reichende Flusssystem der Donau gibt auch die von Nordwesten nach Südosten, also zur (Ur-)Donau hin verlaufende Eschach. Mit der Rückverlagerung der Schichtstufen wurde sie von einem Neckar-Nebenbach angezapft und um etwa 90° nach Osten abgelenkt. Sie war also aus flusshistorischer Sicht nie ein Quellfluss des Neckars.
Bis noch etwa vor 2000 Jahren floss der Neckar im Bereich der Oberrheinischen Tiefebene durch eine Auenlandschaft mit einem Gewirr von Mäandern, Schlingen, Altwässern und verlandeten Armen zwischen Rhein im Westen und Odenwaldfuß im Osten nach Norden und mündete erst nördlich von Darmstadt bei Trebur in den Rhein, also ungefähr 50 Kilometer nördlich der heutigen Mündung in Mannheim. Auf Luftbildern ist das über weite Strecken noch sehr gut zu erkennen.
Im 13. Jahrhundert lag die Mündung in den Rhein südlich von Mannheim. In der Folge einer großen Überschwemmung änderte der Neckar um 1275 seinen Lauf und mündet seitdem nördlich der Stadt in den Rhein. Die „Charte des alten Flußlaufs im Ober-Rhein-Thal“ zeigt die unterschiedlichen Flussverläufe vom 6. Jhd. bis 1850 zwischen Speyer und Worms bzw. Heidelberg und Mannheim. Die letzte Änderung erfuhr der Neckar hier im Zusammenhang mit der Rheinbegradigung durch den „Friesenheimer Durchstich“ westlich der heutigen Friesenheimer Insel. Zuvor mündete der Neckar im Bereich des heutigen Industriehafens Mannheim in den Rhein. Dessen neues Flussbett bedingte auch eine Verlegung des Neckars. Nachdem der Altneckar Anfang 1869 abgetrennt war, nahm der Neckar seinen Lauf durch den neuen Neckardurchstich, der 1880 endgültig fertiggestellt war.

## Flusslandschaft

### Naturlandschaft
Bemerkenswert ist der Wechsel zwischen Engtalabschnitten und Talweitungen. Die Engtäler sind überwiegend durch die Eintiefung des Neckars in die Muschelkalkhochfläche und den darunter liegenden Buntsandstein entstanden. Talweitungen bildete der Fluss im Bereich morphologisch weicher Tone und Mergel. Breite Talauen entstanden auch durch die starke Auffüllung mit Auelehmen seit Beginn der Besiedlung in der Jungsteinzeit und die damit einhergehende Entwaldung und Bodenerosion.
Im Bereich der Engtäler fallen die Talmäander und Umlaufberge auf. Die Mäander wurden vom Ur-Neckar gebildet, der auf der fast ebenen Muschelkalk-Hochebene träge dahinfloss. Sie bildeten während der Eintiefungsphasen die morphologischen Grundstrukturen und sind im harten Muschelkalkgestein als Talmäander vom Fluss herausgearbeitet worden. Der bekannteste Umlaufberg ist der von Lauffen, dessen Mäanderhals noch in historischer Zeit durchbrach und einen Wasserfall, ein Laufen, entstehen ließ. An den Prallhängen finden sich häufig Felsen, die von den Kalken des oberen Muschelkalks gebildet werden, wie beispielsweise die Felsengärten bei Hessigheim. Sie lagern auf den Mergeln und Tonen des mittleren Muschelkalks und können in ganzen Gesteinspaketen, sogenannten Schollen, hangabwärts zum Neckar hin absacken. Im Odenwald laufen von beiden Seiten enge Schluchten und Klingen auf den Neckar zu, so zum Beispiel die Wolfschlucht und die Margarethenschlucht.

### Kulturlandschaft

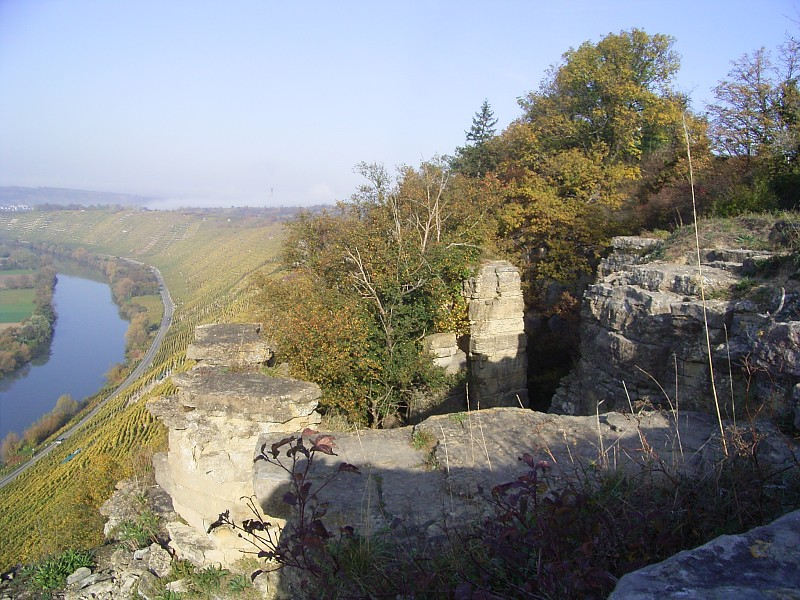
Blick von den Hessigheimer Felsengärten ins Neckartal

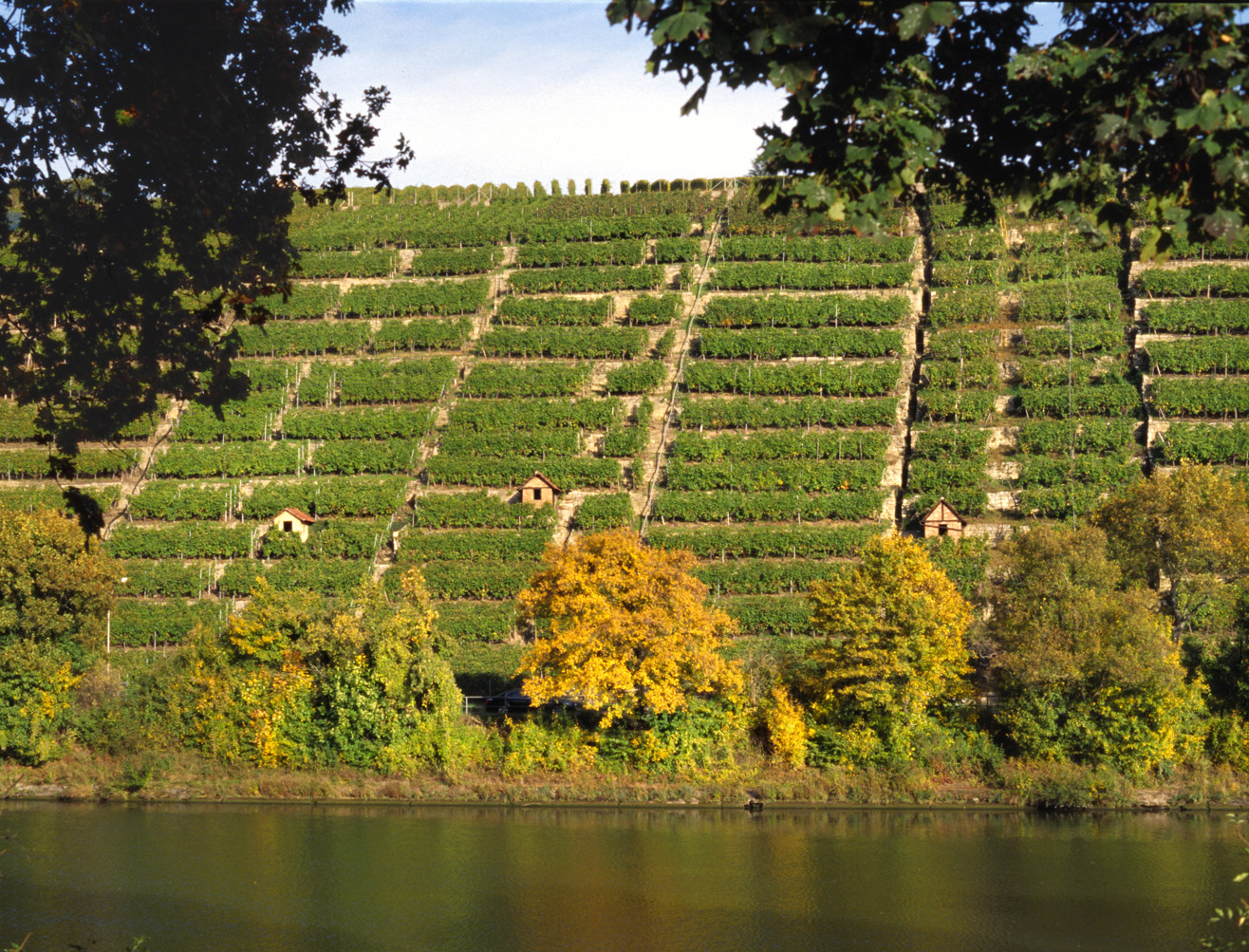
Am Neckar gelegene Mauerterrassen des Cannstatter Zuckerle in Stuttgart

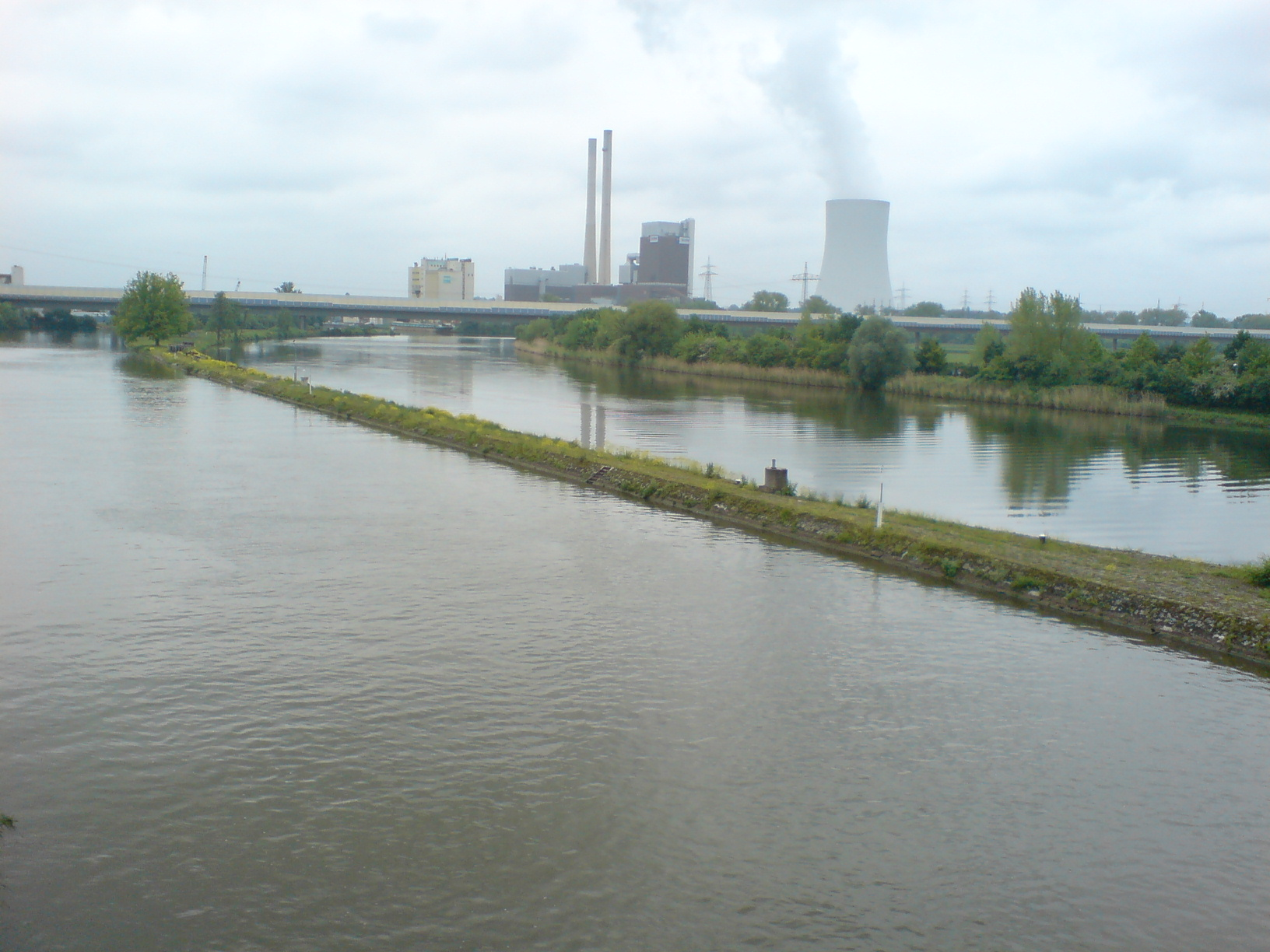
Der Neckar in Neckarsulm, im Hintergrund das Heilbronner Kohlekraftwerk.

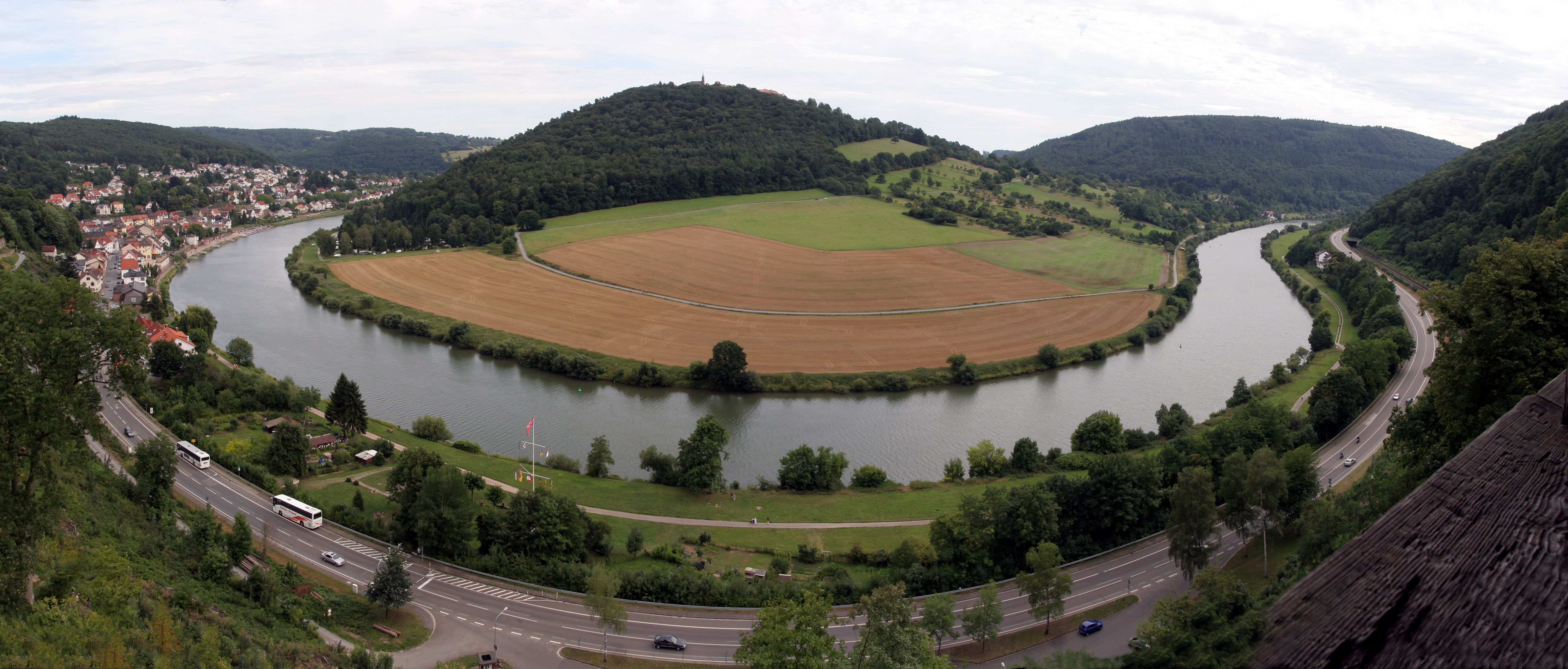
Die Neckarschleife um den Dilsberg, von der Hinterburg aus gesehen

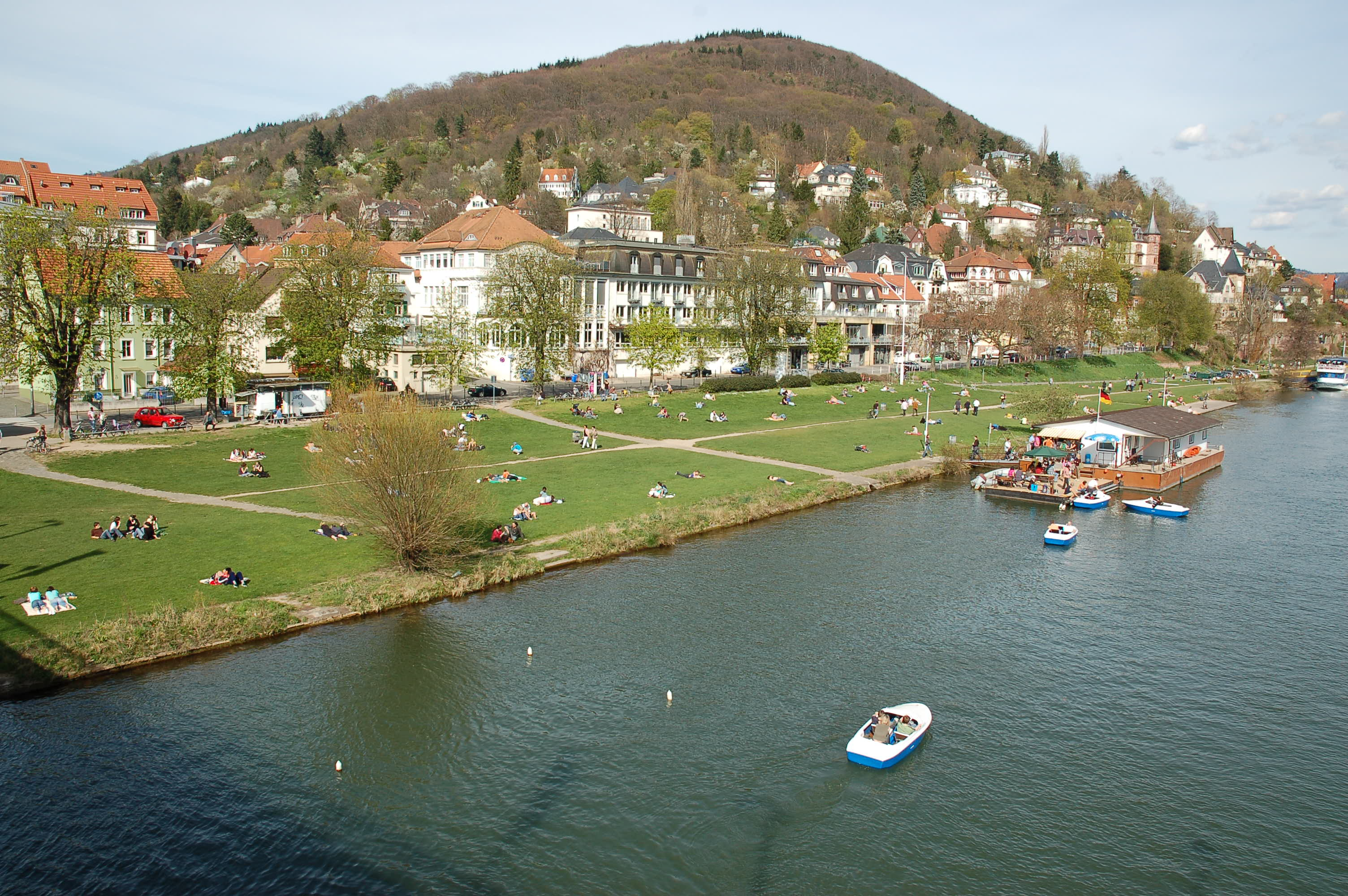
Heidelberg, das Neuenheimer Ufer mit der Neckarwiese und dem Heiligenberg

Über die Landnutzung der ebenen Talniederungen bestehen Konflikte. Es befinden sich dort nährstoffreiche und aufgrund ihres günstigen Gefüges für den Ackerbau sehr gut geeignete Böden. Im stark reliefierten Neckarraum stellt das Neckartal aber die einzige Möglichkeit zum Bau von Verkehrsinfrastruktur dar. Große ebene Flächen sind allerdings auch für die Anlage von Gewerbe- und Industrieanlagen gesucht. Des Weiteren unterliegen die Tallagen der Dynamik des Neckars und seiner Nebenflüsse. Hochwässer können menschliche Nutzungen einschränken oder gefährden. Der Fluss selbst erfüllt schließlich auch eine Funktion als Lebensraum für zahlreiche Tier- und Pflanzenarten.
Die Tallagen blieben aufgrund der Hochwassergefährdung lange Zeit unbesiedelt, wurden aber intensiv landwirtschaftlich genutzt. Die Wegeverbindungen verliefen meist über die Höhen und querten die Täler nur, wo Furten über den Neckar führten. Erst die einsetzende Industrialisierung im 19. Jahrhundert brachte einen grundlegenden Nutzungswandel. Der Neckar wurde weitgehend begradigt, um der Hochwasser Herr zu werden und Flächen für Industriebauten zu gewinnen. Gleichzeitig erfolgte der Bau von Bahnstrecken und Chausseen auch im Neckartal. In weiten Teilen wandelte sich die Landschaft des Neckartals von einer Kultur- in eine Industrielandschaft. Ein Beispiel dafür ist das Neckartal zwischen Plochingen und Bad Cannstatt, das von großen Verkehrsadern durchzogen ist. Auch Freizeiteinrichtungen mit großem Flächenbedarf wie die MHPArena, die Hanns-Martin-Schleyer-Halle oder der Cannstatter Wasen, Austragungsort des zweitgrößten Volksfests Deutschlands, haben dort ihren Platz gefunden. Der Begriff Wasen gibt einen Hinweis darauf, dass sich dort ehedem eine Auenwiese befand, auf der das Fest ausgetragen wurde. Markante Punkte der Industrielandschaft im Neckartal sind die hohen Schornsteine der Kohlekraftwerke Altbach/Deizisau und Heilbronn sowie die Montagehallen des Daimler-Motorenwerks in Untertürkheim und das Audi-Werk in Neckarsulm.
Zum großen Teil werden die Tallagen aber auch heute noch ackerbaulich genutzt. Häufig erlauben sie den Anbau lukrativer Sonderkulturen wie Gemüse oder Hopfen, beispielsweise zwischen Rottenburg und Tübingen.
Ein Reibungspunkt ist der Kiesabbau in den Talniederungen. Einerseits werden dadurch landwirtschaftliche Flächen der Nutzung entzogen. Andererseits entstanden dadurch große Seen, die heute als Freizeiteinrichtungen gerne genutzt werden, zum Baden, Windsurfen und Angeln. Diese Baggerseen wurden auch zum Lebensraum von Vögeln, Amphibien und anderen Wasserlebewesen. Solche großen Baggerseen befinden sich beispielsweise im Neckartal bei Kirchentellinsfurt und zwischen Freiberg am Neckar und Pleidelsheim. Die Schotterkörper des Neckars haben aber auch eine bedeutende Rolle als Wasserspeicher. Sie werden vielerorts zur Trinkwassergewinnung genutzt.
Mit den Tallagen kontrastieren die meist steilen Hänge, die überwiegend bewaldet sind und daher unter forstwirtschaftlicher Nutzung stehen. Die sonnenexponierten Südlagen sind häufig mit Wein bebaut und durch Trockenmauern terrassiert. Dort werden die regionalen Rotwein-Rebsorten Trollinger, Schwarzriesling und Lemberger angebaut, die traditionell in Württemberg auch am meisten getrunken werden. Besonders der mittlere Neckar um Besigheim und Lauffen ist durch teils extreme Steillagen geprägt, die nur in Handarbeit bewirtschaftet werden können.
Die Weinterrassen am Neckar liefern mit den Einzugsgebieten der Nebenflüsse den größten Teil der Anbaufläche des Weinbaugebietes Württemberg. Die Weinlagen im Unterlauf von Heinsheim bis Heidelberg zählen zum Anbaugebiet Baden. Bis Ende des 19. Jahrhunderts war der Weinbau im Neckartal noch weiter verbreitet. Von der Aufgabe früherer Weinberge künden heute noch die vielen Weinbergsbrachen insbesondere in ungünstigen Anbaulagen. Dort hat sich oft eine artenreiche Vegetation und Tierwelt wieder eingefunden. Ein Beispiel sind die Südhanglagen des oberhalb des Neckars gelegenen Spitzbergs bei Tübingen.
Die Hanglagen des Neckartals sind oft auch bevorzugte Gebiete für Wohnbebauung gehobener Ansprüche, da sie weite und unverbaubare Ausblicke ermöglichen.
Der Fluss selbst wurde aufgrund seiner großen Bedeutung für die Binnenschifffahrt (siehe unten) über Jahrhunderte hinweg immer weiter ausgebaut. Mit dem Ausbau zur Großschifffahrtsstraße im 20. Jahrhundert verschwanden zwischen Plochingen und der Mündung auch die letzten freifließenden Abschnitte, der ganze Fluss ab Plochingen besteht heute nur noch aus staugeprägten Bereichen.

## Renaturierung

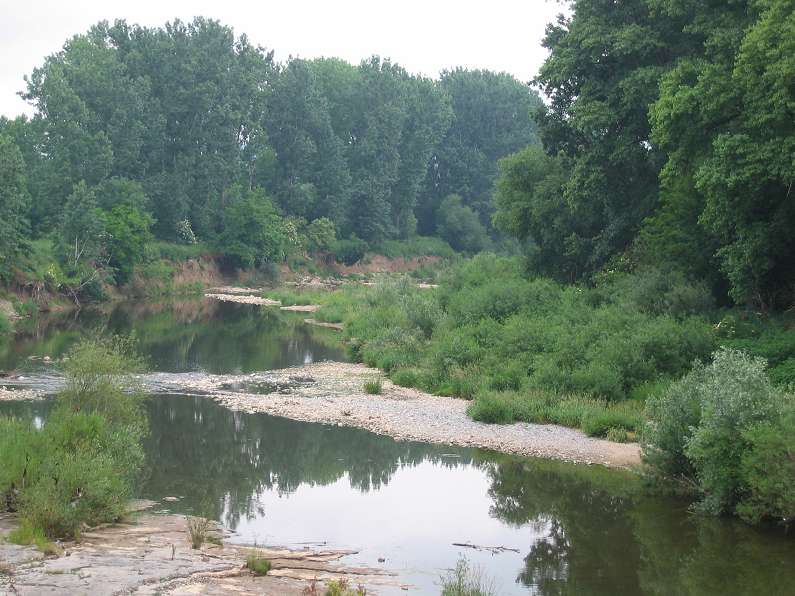
Der nicht staugeregelte Altneckar bei Freiberg am Neckar

Die vielfältige Nutzung als Brauchwasserressource und Wasserstraße sowie zur Wasserkraftgewinnung brachte erhebliche Eingriffe in das ökologische Gefüge des Flusses mit sich. Mehrere Initiativen setzen sich für die Renaturierung des Neckars, die ökologische Aufwertung des Flusssystems, die Verbesserung der Wasserqualität, verbesserten Hochwasserschutz und die Schaffung attraktiver Naherholungsgebiete entlang des Flusses ein. Auch wenn erst unlängst damit begonnen wurde, den Neckar im Rahmen der bundesweiten Kampagne Lebendige Flüsse und der Aktion Lebendiger Neckar von seinem teilweise vorhandenen Betonkorsett zu befreien, so konnte der Fluss doch schon als Naherholungsgebiet und als Lebensraum für Tiere und Pflanzen streckenweise neu entwickelt werden. Der Neckar gilt zwar weithin als Symbol bedrohter Natur – nirgendwo in Deutschland findet sich etwa eine höhere Kraftwerksdichte –, doch wurden inzwischen zahlreiche Naturschutzgebiete ausgewiesen und einzelne Uferabschnitte renaturiert.
Bei einem Sauerstoffgehalt unterhalb von 4 mg/l werden die Kraftwerksbetreiber dazu veranlasst, mit speziell ausgelegten Turbinen das Wasser zu belüften. Dadurch gab es im Neckar in den letzten 20 Jahren (2003) kein Fischsterben mehr durch Sauerstoffmangel.

## Naturschutz

### Naturschutzgebiete

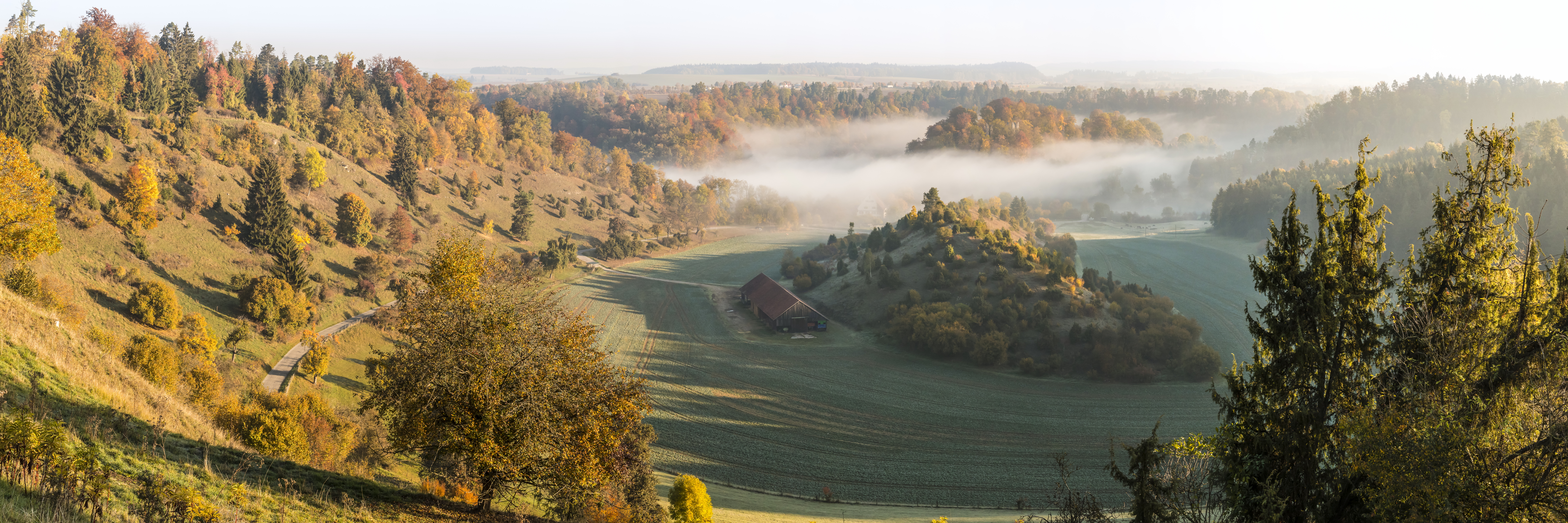
Das Naturschutzgebiet Neckarburg

Im Neckartal gibt es zahlreiche Naturschutzgebiete. Allerdings umfassen nur wenige auch tatsächlich Abschnitte des Gewässerbetts des Neckars selbst. Dies trifft nur in neun Schutzgebieten zu:
- Schwenninger Moos, Schwarzwald-Baar-Kreis, ca. 1 km
- Neckarburg, Landkreis Rottweil, ca. 1,7 km
- Altneckar, Landkreis Ludwigsburg, ca. 4,3 km
- Altneckar Horkheim, Landkreis Heilbronn und Stadt Heilbronn, ca. 3,4 km
- Altneckar Heidelberg-Wieblingen, Heidelberg, ca. 3,0 km
- Altneckar Wörth-Weidenstücker, Heidelberg, Rhein-Neckar-Kreis ca. 1,5 km
- Neckaraue zwischen Botzheimer Wasen und Obere Wörth, Rhein-Neckar-Kreis, ca. 600 m
- Altneckarschleife-Neckarplatten, Rhein-Neckar-Kreis, ca. 2,8 km
- Wörthel, Mannheim, ca. 900 m.

Damit stehen ca. 19,2 km von 362,3 km und damit 5,3 % der gesamten Fließstrecke des Neckars unter Naturschutz.

### Natura 2000
Ungefähr 82,7 km der Fließstrecke des Neckars liegen innerhalb von FFH-Gebieten, das entspricht 22,8 %. Die FFH-Gebiete, die vom Neckar durchflossen werden, sind:
- Baar, Eschach und Südostschwarzwald, ca. 3,3 km
- Neckartal zwischen Rottweil und Sulz, ca. 27,4 km
- Horber Neckarhänge, ca. 0,5 km
- Neckar und Seitentäler bei Rottenburg, ca. 17,1 km
- Spitzberg, Pfaffenberg, Kochhartgraben und Neckar, ca. 5,0 km
- Nördliches Neckarbecken, ca. 7,8 km
- Odenwald bei Hirschhorn, ca. 9,2 km
- Unterer Neckar Heidelberg-Mannheim, ca. 12,8 km

Der Neckar ist Lebensstätte mehrerer durch die FFH-Richtlinie geschützter Tierarten. Im Oberlauf zwischen Rottweil und Tübingen lebt die Groppe im Neckar. Der Altneckar bei Pleidelsheim und Horkheim ist Lebensstätte des Bitterlings. Im Unterlauf bei Mannheim und Heidelberg wurden zudem Rapfen, Meerneunauge und Flussneunauge nachgewiesen. Auch der Biber lebt mittlerweile wieder im Neckar.
Der Neckar fließt zudem durch die drei europäischen Vogelschutzgebiete Baar, Pleidelsheimer Wiesental mit Altneckar und Unteres Neckartal bei Hirschhorn, insgesamt auf einer Strecke von 19,1 km oder 5,3 % der Gesamtstrecke.

## Klima
Das Neckartal wirkt als Kaltluftsenke, das heißt bei Strahlungswetterlage fließt die schwerere nächtliche Kaltluft, die sich auf wenig bewachsenen Hochflächen und Kuppen gebildet hat, in die Tallagen ab und sammelt sich dort. Derartige „Kaltluftseen“ können besonders in der kalten Jahreszeit zur Nebelbildung beitragen, während auf den Höhen ringsum die Sonne scheint. Die Orographie des Neckartales begünstigt solche Inversionswetterlagen.
Andererseits ist das Neckartal berühmt für sein Weinbauklima. Der Anbau des Württemberger Weins ist im Wesentlichen auf die südexponierten Hanglagen mit hohem Strahlungsgewinn im Neckartal und seinen Nebentälern beschränkt. Zu früheren Zeiten war der Weinbau im Neckarraum weiter verbreitet. Der Weinbau ist sehr arbeitsintensiv und in Württemberg heute nur noch in den besten Lagen gegen das Ausland konkurrenzfähig.

## Schifffahrt

### Römerzeit
Der Verlauf des Neckars ist vom Flusstypus her aufgrund gänzlich veränderter Abflussbedingungen nicht mehr mit dem Zustand römischer Zeit vergleichbar. In den Jahrhunderten wurde der Flusslauf dem Schiffsverkehr durch weitgehende Begradigungen und Flussbettvertiefungen angepasst und in der Gegenwart meist durch Befestigungen und Deiche künstlich begradigt und eingeengt, sodass die ursprünglichen Flusslaufabschnitte meist kaum noch zu erkennen sind. Römische Funde am modernen Wasserlaufs weisen nicht unbedingt um eine Anlegestelle hin, auch wenn vielleicht technische Einrichtungen in diese Richtung deuten, Schiffslandeplätze waren oft von der eigentlichen Hafensiedlung erheblich entfernt. Die Römer pflegten Furten mit einem Pflaster aus Steinplatten zu versehen. Da im Laufe der Zeit auch der Tiefgang der Schiffe zunahm, vertiefte man das Flussbett besonders an solchen Furten und entfernte das Pflaster. Aus diesen Gründen sind viele Anlegestellen heute zweifelsohne gar nicht mehr zu erkennen. Überall dort, wo im frühen Mittelalter Schifffahrt belegt ist, kann auch in römischer Zeit mit Schifffahrt gerechnet werden. Zum Treideln in römischer Zeit wurden noch keine Zugtiere eingesetzt, die Schiffe in vormittelalterlicher Zeit wurden von Menschen gezogen, da Ochsen oder Pferde beim Treideln in der Antike noch keine große Rolle spielten, sind in den römischen Häfen auch weder für Zugtiere geeignete befestigte Wege am Ufer, noch Ställe zur Unterbringung der Tiere zu erwarten. Im ersten nachchristlichen Jahrhundert bestand der Flussverkehr mit kleinen Nachen oder Flößen, talaufwärts für den Nachschub und die Versorgung der Soldaten am Odenwald- und Neckarlimes der am Neckar gelegenen Kastelle, talabwärts besonders auf dem unteren Neckar vornehmlich zum Transport von Holz als Baumaterial durch Flöße.

### Entwicklung seit dem frühen Mittelalter
Eine Urkunde des Kaisers Ludwig des Frommen vom 11. September 829 befreit die Städte Ladenburg und Wimpfen vom Wasserzoll und belegt, dass bereits im 7. Jahrhundert auf dem Neckar Handelsschifffahrt betrieben wurde. Ursprünglich waren Plattbodenschiffe und kleine Flöße die Transportfahrzeuge, hauptsächlich für Holz und Steine, auch Menschen wurden damit befördert, allerdings nur zu Tal. In der Mitte des 16. Jahrhunderts gewann der Neckar mit dem einsetzenden oberdeutschen Handel als Schifffahrtsweg an Bedeutung, mit dem Aufkommen von Schiffen begann der Bergverkehr. Vor allem mit Korn, Wein und Salz beladen, wurden diese von Menschen flussaufwärts gezogen – „getreidelt“, ab etwa 1100 ist die Nutzung des Neckars als Wasserstraße mit Treidelkähnen und Holzflößen belegt. Der Fluss war schon im Hochmittelalter im Bereich einiger Städte durch Stauwehre gesperrt. In Heilbronn wurde erstmals im Jahr 1146 ein Hafen erwähnt. Das Neckarprivileg Kaiser Ludwigs des Bayern gewährte 1333 der Reichsstadt das Recht auf den Bau eines Stauwehres. Dieses blockierte den durchgehenden Verkehr auf dem Fluss, was über mehrere Jahrhunderte ein Ärgernis für andere Anrainer war. Das Durchfahrtsrecht für Flößer musste daher vertraglich festgelegt werden. 1342 schlossen Württemberg, die Markgrafschaft Baden und die Reichsstadt Heilbronn einen Floßvertrag zur Öffnung des Neckars für Flöße zwischen Besigheim und Heilbronn. Ein Vertrag von 1476 zwischen der Reichsstadt Esslingen, Württemberg und Österreich vereinbarte ebenfalls freien Floßhandel. Das letzte Floß fuhr am 26. Oktober 1899 durch Tübingen den Neckar hinab.
Die Schiffbarmachung des oberen Neckars betrieb dann Herzog Christoph von Württemberg, der 1553 von Kaiser Karl V. die nötige Erlaubnis erhielt. Die Stadt Heilbronn beharrte jedoch weiterhin auf ihren Rechten, so dass der Fluss bei Heilbronn versperrt und der obere Neckar und damit auch Württemberg vom Schiffsverkehr vom Rhein her abgeschnitten blieben. Alle verschifften Güter unterlagen dem Heilbronner Stapelrecht. Im späten 16. Jahrhundert verfolgte Herzog Friedrich von Württemberg ebenfalls Pläne zur Schiffsdurchfahrt, verwarf diese jedoch 1598 und plante stattdessen, in Kochendorf einen württembergischen Handelshafen aufzubauen – ebenso erfolglos wie sein Nachfolger Eberhard III., der einen württembergischen Hafen in Untereisesheim anstrebte. In den Notzeiten des 17. Jahrhunderts war die Schifffahrt unbedeutend. Unmittelbar oberhalb von Mannheim waren wegen häufiger Hochwasser Regulierungen notwendig. Nach 1622 wurden kleinere Korrekturen bei den damaligen Neckarschleifen zwischen Feudenheim und der heutigen Friedrich-Ebert-Brücke vorgenommen. Hochwasser überflutete weiterhin die Stadt bedrohlich, zuletzt 1784 und 1789. Entspannung brachte ab 1794 die Begradigung mit vier Durchstichen, verbunden mit Absenkungen der Flusssohle sowie Befestigungsmaßnahmen und Dämmen.

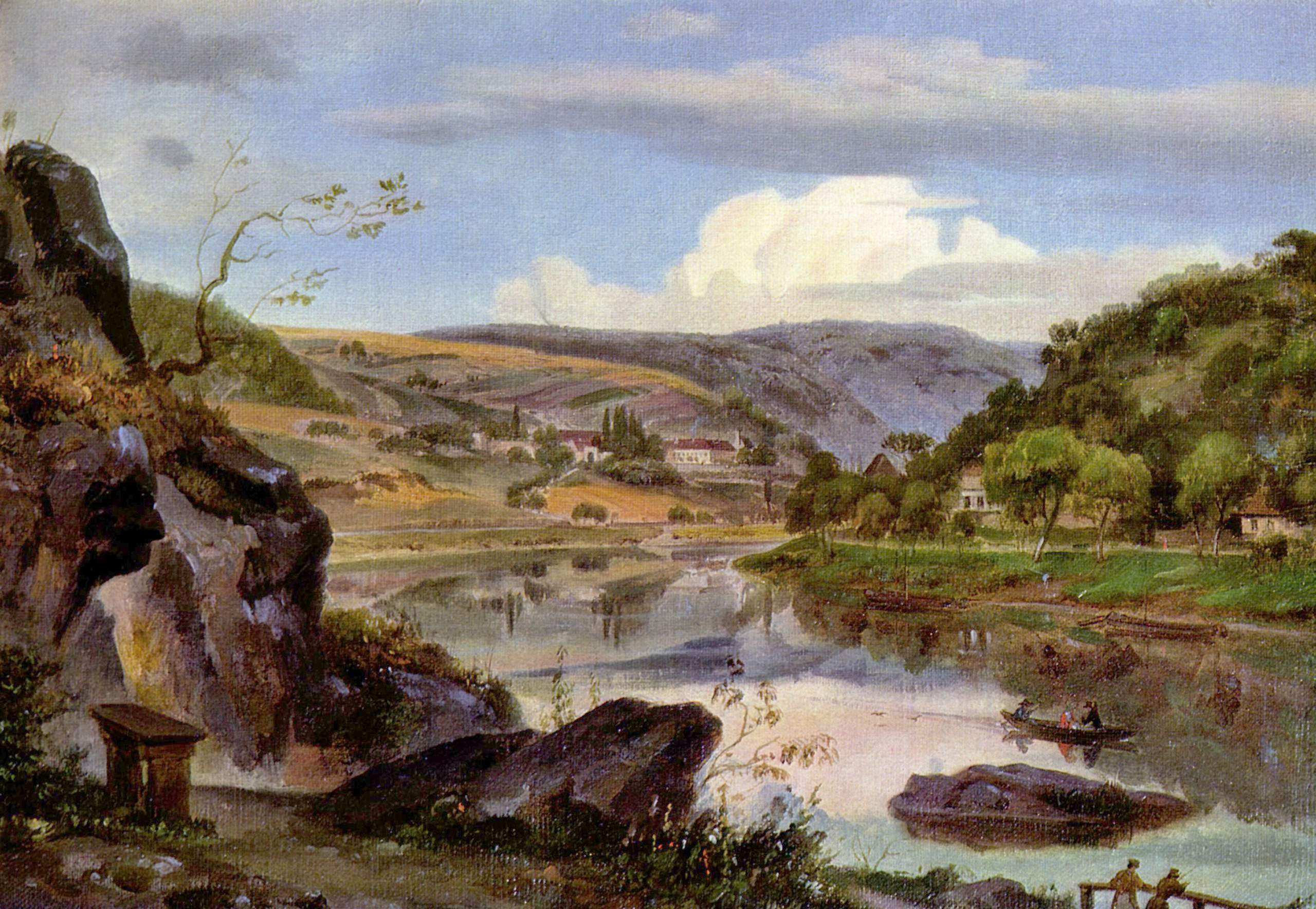
Stift Neuburg und das Neckartal, Ernst Fries, um 1830

Im 18. Jahrhundert verkehrten auf dem unteren Neckar regelmäßig kurpfälzische Marktschiffe. Auf dem oberen Neckar fuhren um 1720 für einige Jahre regelmäßig Schiffe zwischen Heilbronn und Cannstatt; die Ausdehnung der Neckarschifffahrt auf das württembergische Plochingen und den Flusslauf oberhalb scheiterte an der Reichsstadt Esslingen. Während der kurpfälzische Schiffsverkehr auf dem unteren Neckar recht erfolgreich war, wurde derjenige auf dem oberen Neckar rasch wieder eingestellt, da der Fluss hier noch nicht zureichend für eine Schifffahrt ausgebaut war und auch keine Mittel für den weiteren Ausbau zur Verfügung standen. Während einer Zeit wirtschaftlichen Aufschwungs im späten 18. Jahrhundert schlossen Württemberg und die Kurpfalz einen Handelsvertrag, um die Neckarschifffahrt zwischen Mannheim und Cannstatt in Gang zu bringen. 1782 einigten sich Württemberg, die Kurpfalz und die Reichsstadt Heilbronn bei einer Konferenz in Heidelberg auf Erleichterungen im Neckarhandel, die jedoch nur administrativer Natur waren. Der Neckar bei Heilbronn blieb weiterhin durch das dortige Wehr versperrt.
Die Zeiten Napoleons um 1800 brachten in Südwestdeutschland der Neckarschifffahrt einen Niedergang. Zwar behinderten nun – weil weite Teile des unteren Neckargebiets an Baden gefallen waren und die Reichsstädte Heilbronn und Esslingen an Württemberg – die vielen Streitigkeiten und Hindernisse der vorigen Kleinstaaten nicht mehr den Handel. Doch wurden während der Kontinentalsperre die Schifffahrt beschränkt und Schiffe und Schiffsgerät beschlagnahmt. Die Einrichtung des Mannheimer Stapels im Jahre 1808 verschaffte Mannheimer Kaufleuten die Kontrolle über nahezu den gesamten Neckarhandel. Während der Befreiungskriege verkehrten lediglich noch kleine Schiffe auf dem Neckar, überwiegend für militärische Transporte. Der Wiener Kongress forderte 1814/15 die Freiheit des Verkehrs auf Neckar und Rhein.

#### Flößerei
Das Holz aus dem östlichen Nordschwarzwald verbrachten die Flößer über Neckar und Rhein bis nach Holland, wo der Schiffbau wegen der dort aufblühenden Seefahrt viel Holz benötigte. Das Brennholz aus dem Schurwald wurde in Plochingen zu bis zu 260 Meter langen Flößen zusammengestellt. In Tübingen wurden die Neckarflößer von den Studenten mit dem Spottruf „Jockele sperr, sonscht gibt’s an saumäßige Elleboge“ geneckt, was so viel heißt wie „Jockele brems, sonst gibt es einen schlimmen Ellenbogen“, ein durch Unachtsamkeit entstandenes klappmesserartiges Verklemmen der miteinander vertäuten Flöße im Fluss.

#### Treidelwesen
Flussaufwärts mussten die Schiffe gegen die Strömung vom Ufer aus an einer langen Leine, der Treidel, gezogen werden. Bereits die Römer legten schon die ersten Treidel- oder Leinpfade als schmale Knüppeldämme an. Seit Beginn des 18. Jahrhunderts, als Schiffe und Ladung größer wurden, dienten Pferde zum Treideln. „Halfreiter“ trieben die Pferde in oft roher, tierquälerischer Weise auf dem Treidel- oder Leinpfad dem Ufer entlang an. Die Leine war am Mast befestigt und mit dem Vorschiff verbunden, um den Schiffsbug in Richtung zu halten. Es bildete sich ein eigener Berufsstand der „Schiffszieher“ oder „Karcher“. Die Schiffszieher trugen einen breiten Brustgurt aus geflochtenem Hanf, Leder oder Segeltuch, an dem das Zugseil angehängt werden konnte. Zwischen zwei und zwanzig Menschen waren notwendig, um ein Schiff zu treideln.
Die Leinpfade wechselten mehrfach die Uferseiten, dann mussten die Schiffszieher, später auch die Pferde und Reiter, ungeachtet der Wassertiefe und der Wassertemperatur den Fluss durchqueren. Die Treidler schafften bei einer Durchschnittsgeschwindigkeit von 2 km/h höchstens Etappen von fünfzehn bis zwanzig Kilometer am Tag, sechs bis acht Tage dauerte eine solche Reise von Mannheim bis Heilbronn. Bis etwa in die 2. Hälfte des l8. Jahrhunderts wurden Schiffe am Neckar von Menschen gezogen.

#### Pferdetreidelei
Mit der Größenzunahme der Schiffe reichte die menschliche Kraft zum Treideln nicht mehr aus, ein Pferd ersetzte vier Männer. Für eine Fracht von zwei bis zu dreieinhalb Tonnen wurden zehn bis zwölf Pferde benötigt. Für die Pferdetreidelei waren geeignete Treidelwege von etwa 1,5 m Breite mit starker Befestigung erforderlich, denn die Pferde bewegten sich paarweise schräg zum Ufer. Wegen der ungünstigen Bedingungen im Neckartal schafften sich nur wenige Schiffer Pferde an. Später entwickelte sich aber ein eigener Berufsstand der „Schiffsreiter“ oder „Halfterer“. Bei Stromschnellen wurden zusätzlich Pferde angeleint, sogenannte „Stichlingspferde“.
Die Pferdetreidelei war ebenfalls eine Quälerei für Mensch und Tier. Bei häufigen Unfällen ertranken beide im Fluss. Um 1870 war die Mehrzahl der Halfterer mit vierzig selbständigen Schiffsreitern und 105 Pferden in Neckarhausen beheimatet (in Haßmersheim 15-20 Pferde, in Ilvesheim 40, am Schwabenheimer Hof 20). Die Abfahrt der Treidelzüge in Mannheim erfolgte zwischen vier und acht Uhr oberhalb der Kettenbrücke. Gewöhnlich fuhren zwei bis vier Schiffszüge hintereinander los, um sich bei Schwierigkeiten zu helfen. Von Mannheim bis Neckargemünd wurde auf dem rechten Ufer getreidelt. Die erste Übernachtung war am Schwabenheimer Hof, die zweite Nacht wurde in Neckargemünd, die dritte in Eberbach, die vierte in Haßmersheim und die fünfte Nacht in Wimpfen verbracht. Am sechsten Tag war Heilbronn meist erreicht, flussabwärts ging es in einem bis zwei Tagen zurück nach Mannheim, talwärts fuhren die Schiffe „auf sich“, sie trieben mit der Strömung.
Der Mietlohn für ein Paar Pferde und einen Reiter kostete im Jahr 1865 für die 113 km lange Strecke von Mannheim nach Heilbronn 46 Gulden, zehn Jahre später 63 Gulden. 1870/71 waren noch 30 bis 40 Treidelzüge täglich auf Bergfahrt. Aber die Treidelschifffahrt wurde zu teuer und sie war vor allem zu schwerfällig in Hinblick auf die Konkurrenz von Eisenbahn und Kettenschlepper. Das Ende der Pferdetreidelei kam 1878, als die Kette im Neckar verlegt war. Aber auch am Anfang des 20. Jahrhunderts war gelegentlich noch ein Pferdetreidler unterwegs, wenn Kettenschlepper und Dampfboote verhindert waren.

#### Neckarschiffe
Über Jahrhunderte gab es zwei Arten von Schiffen auf dem Neckar: Das „große Neckarschiff“ mit bis 42,5 Tonnen Ladefähigkeit, das bis Bingen und zur Frankfurter Messe fuhr und den „Hümpelnachen“ mit bis acht Tonnen, der nur auf dem Neckar fahren durfte. Die Schiffe ohne Verdeck aus Eichenholz hatten einen flachen Boden, ein Seiten- bzw. Streichruder, einen über neun Meter hohen Mast zum Befestigen der Treidelleine und eine in den Schiffsraum gestellte Schlafkajüte. Nachdem in den Napoleonischen Kriegen fast alle Neckarschiffe verloren gegangen waren, kam seit etwa 1825 vom Niederrhein die neue Schiffsart „Neckaraak“ mit großem Heckruder und einer Tragfähigkeit von 180 Tonnen auf den Neckar.

### Durchgängige Schiffbarkeit mit dem Wilhelmskanal 1821

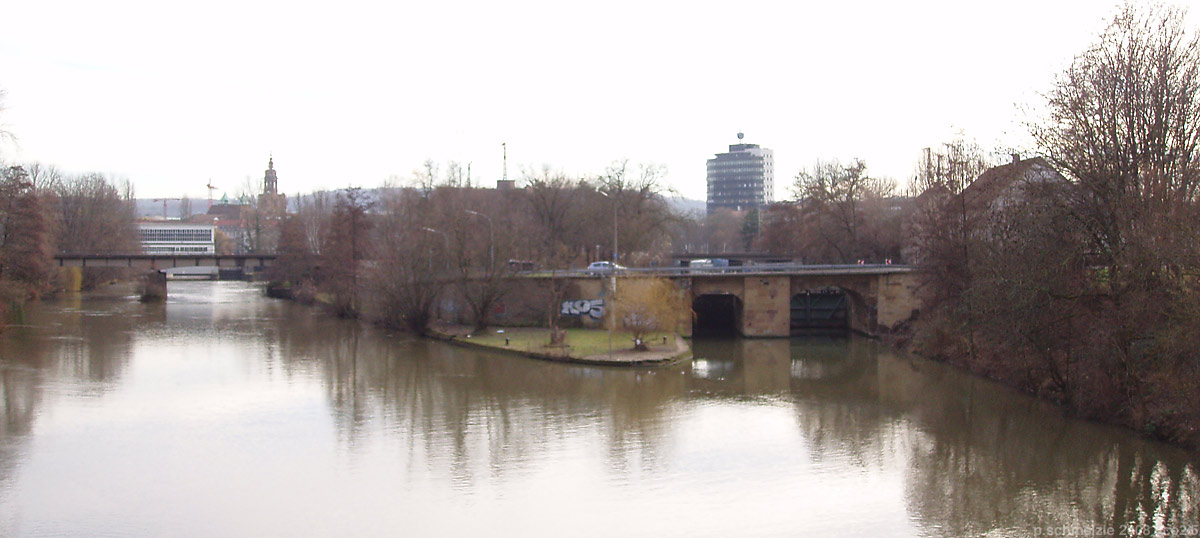
Einmündung des Heilbronner Wilhelmskanals (rechts) in den Nebenarm Heilbronn (Altneckar) (links). Der Kanal machte den Neckar 1821 durchgängig schiffbar. Brückenschleuse von 1884.

1819–1821 wurde in Heilbronn der 550 Meter lange Wilhelmskanal zur Umgehung des gesamten Wehrbereichs mit den vielen Mühlen gebaut, der so den Neckar vom Rhein und nach weiteren Flussbaumaßnahmen bis hinauf nach Cannstatt durchgängig schiffbar machte. Ein Sperrtor am oberen Ende des Kanals konnte ihn bei Hochwasser zum Schutzhafen machen, der schon 1829 zu einem Umschlaghafen ausgebaut wurde. 1827 wurde der Mannheimer Stapel aufgehoben, wodurch die Neckarschiffer wieder freien Zugang zum Rhein erhielten. Die Rheinschiffahrtsakte von 1831 und in deren Folge die Neckarschiffahrtsordnung von 1832 brachten durch vereinfachte Regelungen und Zölle einen erheblichen Aufschwung für die Schifffahrt. Doch galt der Fluss wegen seiner Untiefen und Stromschnellen als einer der gefährlichsten in Deutschland. 1836 wurde die Neckarschiffergilde aufgelöst, die seit 1810 versucht hatte, ein Monopol auf den Neckarhandel zu gewinnen. Mit der Ratifizierung der Neckarschiffahrtsordnung 1842 wurden alle Gilden und Zünfte aufgehoben und damit Gewerbefreiheit auf dem Neckar geschaffen.

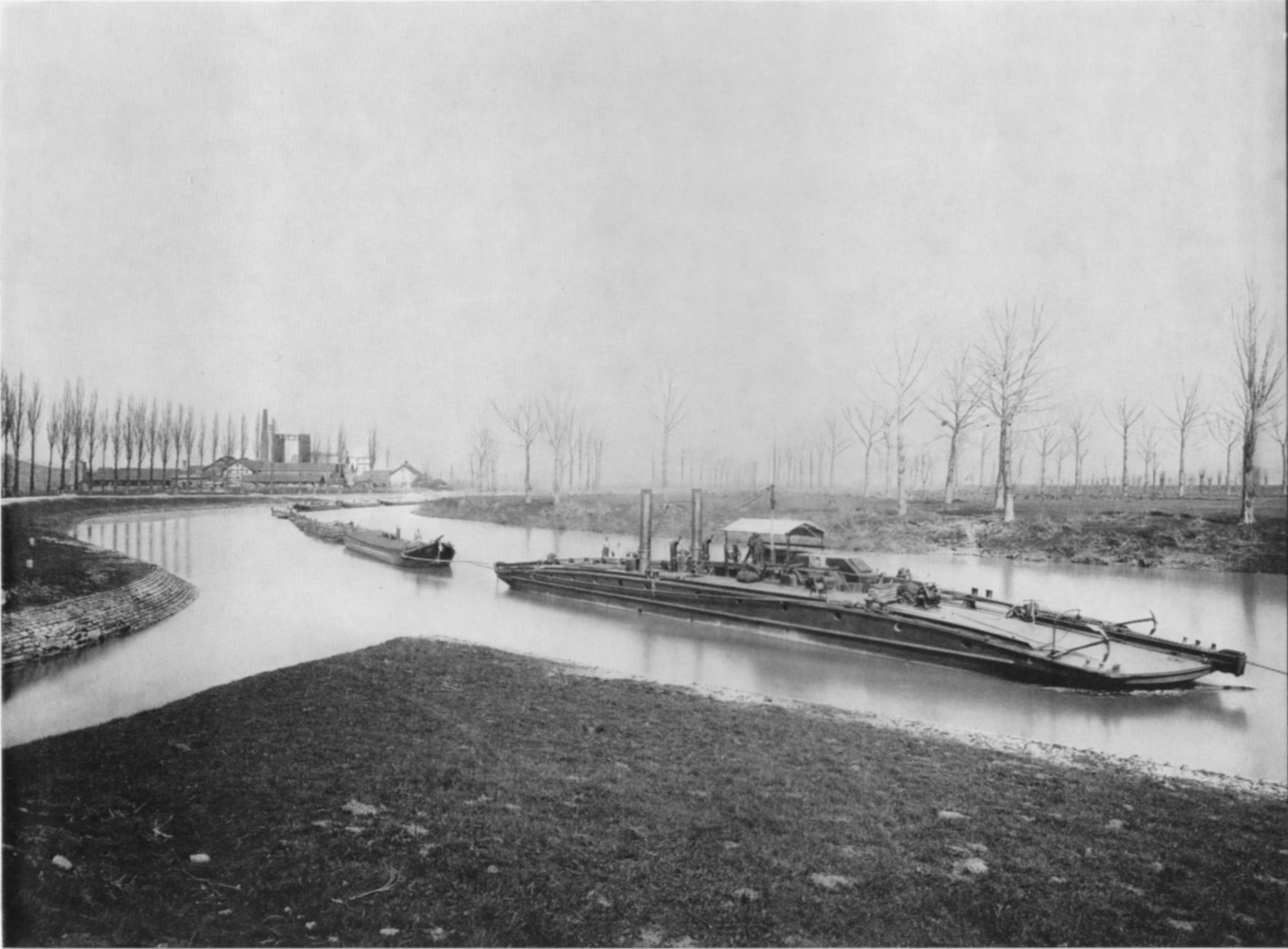
Kettenschleppschiff auf dem Neckar bei Heilbronn

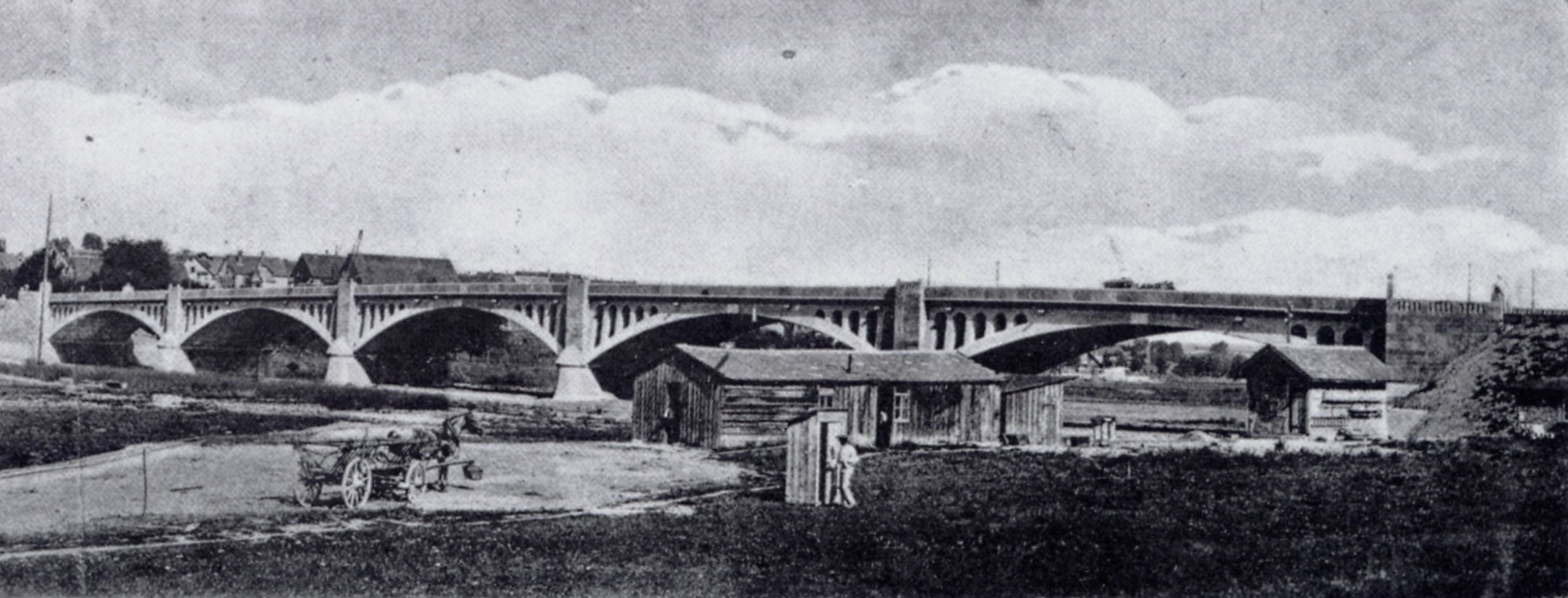
Die Neckargartacher Neckarbrücke war 1905 die größte Neckarbrücke

Ab 1841/42 betrieb die Heilbronner Neckar-Dampfschifffahrt einen regelmäßigen Personen- und Stückgutverkehr auf dem Neckar von Heilbronn bis Mannheim. Obwohl hierfür moderne Dampfschiffe eingesetzt wurden, zogen weiterhin Pferde auf dem Leinpfad die schwereren Lastkähne flussaufwärts, weil die Dampfschiffe dafür noch nicht stark genug waren.
Die Konkurrenz der Eisenbahn machte Dampfer wie Treidelkähne in der zweiten Hälfte des 19. Jahrhunderts nach und nach unwirtschaftlich. Ihre Bedeutung behielt dagegen die Neckarflößerei, die sich jedoch auch an die Eisenbahnzeit anpasste. Weil die Stämme aus dem Schwarzwald mehr und mehr mit der Bahn nach Heilbronn gelangten und erst von dort ihre Weiterreise auf dem Wasser antraten, wurde in Heilbronn noch 1875 ein neuer Floßhafen errichtet. Oberhalb Esslingens hatte die Flößerei nur noch geringe Bedeutung, das letzte Floß passierte die Stadt am 28. Oktober 1899.
Einen neuen Aufschwung, trotz des Baus der Bahnlinie am Neckar entlang, brachte der Neckarschifffahrt die 1878 begonnene Neckar-Kettenschleppschifffahrt. Zwischen Mannheim und Heilbronn konnten sich Dampfschlepper mit angehängten Kähnen nun an einer 115 km langen, im Fluss verlegten Kette flussaufwärts ziehen. Die Dauer der Fahrt von Mannheim nach Heilbronn verkürzte sich dadurch auf zwei bis drei Tage; auf den von Pferden gezogenen Schiffen hatte sie vorher fünf bis acht Tage gedauert. Oft mangelte es aber an der notwendigen Wassertiefe. Der Volksmund nannte die Kettenschlepper Neckaresel. Die letzte Kettenschifffahrt wurde noch 1933–1935 zwischen Neckargerach und der Schleuse Kochendorf betrieben.
Die motorisierte Güterschifffahrt auf dem Neckar begann im Jahre 1925. Das erste Motorgüterschiff überhaupt auf dem Fluss wurde von den Brüdern Ludwig (1887–1955) und Jakob Götz (1890–1977) bereits 1924 auf der Anderssen-Werft in Auftrag gegeben sowie 1925 in Dienst gestellt und auf den Namen Gebrüder Götz getauft. Das Gütermotorschiff fuhr für die 1920 gegründete Reederei Ludwig und Jakob Götz, eine der erlauchtesten Reedereien am Neckar, die ebenfalls am Ausbau des Flusses zur Großschifffahrtsstraße beteiligt war.
1946 wurde die erste Ladung Kohlen nach dem Zweiten Weltkrieg, die für den Neckar als Ladungsauftrag vergeben wurde, von Johann Friedrich Boßler mit seinem Motorgüterschiff Elisabeth transportiert.

### Ausbau zur Großschifffahrtsstraße ab 1921 bis 1968

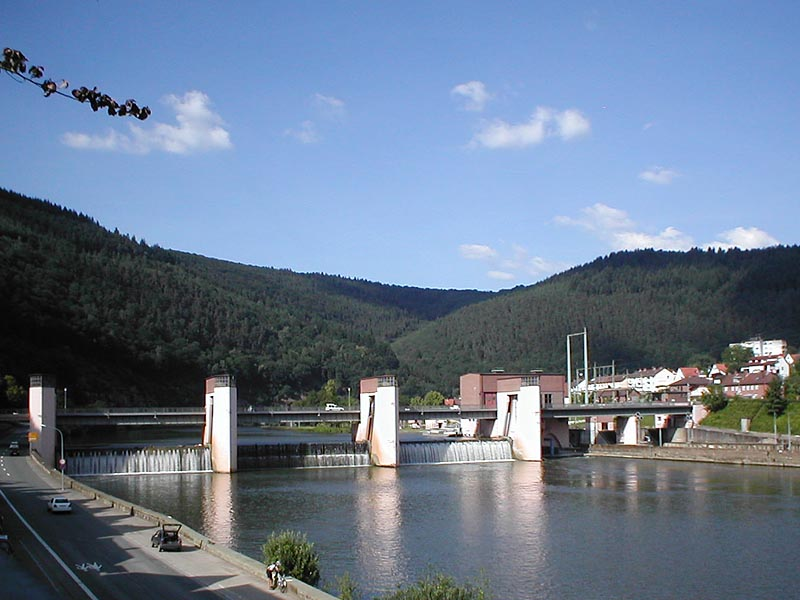
Neckar-Staustufe Hirschhorn mit Wehr und Doppelschleuse

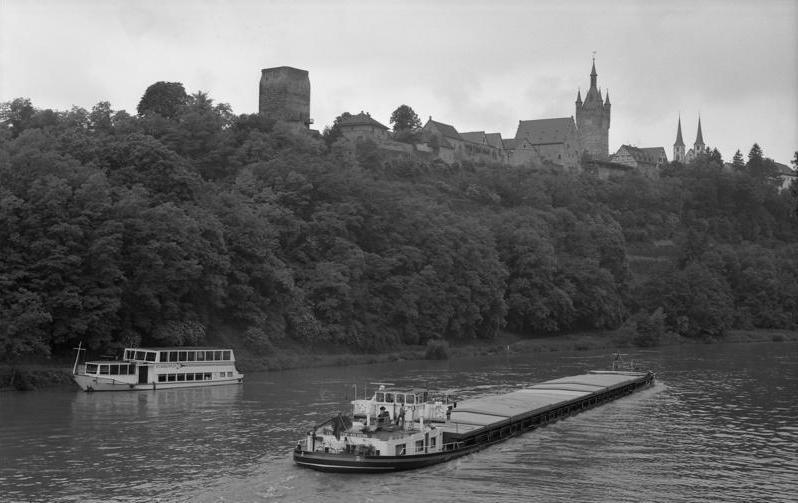
Schiffsverkehr auf dem Neckar bei Bad Wimpfen aus dem Jahr 1988 mit dem Passagierschiff Neckarbummler der Personenschifffahrt Stumpf

Um besonders dem aufstrebenden Industrierevier um Stuttgart einen vollschiffigen Wasserstraßenanschluss zu verschaffen, begannen erste Planungen zur Stauregelung (früher: Kanalisierung) des Neckars zwischen Mannheim und Plochingen bereits 1904 mit dem Ziel, weitgehend unabhängig von Natureinflüssen wie Niedrigwasser und Treibeis verkehren zu können. Mit dem württembergischen Beitrag wurde 1905 Otto Konz (1875–1965) beauftragt, der dem Neckarausbau zeitlebens verbunden blieb. Eine Denkschrift von 1910 sah die Auslegung für Schiffe bis zu 1000 Tonnen vor; nach Plänen von 1919 wurde der Verkehr für das 1200-t-Schiff vorgesehen.
Da in der Weimarer Reichsverfassung 1919 der Neckar als Reichswasserstraße vorgesehen war (offiziell ab 1. April 1921), wurde 1920 eine reichsunmittelbare Neckarbaudirektion errichtet, deren Leiter Otto Konz wurde. 1921 vereinbarten das Reich, die Neckaruferstaaten Württemberg, Baden und Hessen in einem Staatsvertrag den Ausbau des Neckars zur Großschifffahrtsstraße. Im selben Jahr gründeten sie zur Finanzierung der Bauvorhaben die Neckar AG mit Darlehen vom Reich, den drei Ländern und einigen Kommunen. Als Gegenleistung erhielt die AG das Recht, die von ihr zugleich ausgebauten Wasserkräfte bis 2034 auszunutzen und mit dem Gewinn die Baudarlehen zu tilgen; dieses Recht geht dann auf die Bundesrepublik Deutschland über. Zum Vorstand der Neckar AG wurden Otto Hirsch aus dem württembergischen Innenministerium und Otto Konz gewählt. Für die Gestaltung der Staustufe Heidelberg mit Rücksicht auf das weltberühmte Stadtbild und um die weiteren Staustufen bis Heilbronn mit Natur und Landschaft in Einklang zu bringen, fungierte Paul Bonatz (1877–1956) als Architekt.
1921 begannen umgehend die Bauarbeiten auf der ganzen Strecke. 1935 waren auf 113 km Länge die ersten elf Staustufen zwischen Mannheim und dem neuen Kanalhafen in Heilbronn vollendet. Dieser Kanalhafen wurde beim späteren Weiterbau zum Schleusenkanal Heilbronn.
Durch die Erweiterung des Neckars zur Großschifffahrtsstraße entwickelte sich ein Schiffsbau exklusiv für den Passagierverkehr auf dem Fluss. Bereits im Jahr 1926 gründeten die Brüder Georg (1881–1946) und Andreas Boßler (1884–1961) die Personenschifffahrt Gebr. Bossler, damit zählen sie zu den Pionieren der Passagierschifffahrt am Neckar.
Während der Fluss ausgebaut und die Staustufen am Neckar errichtet wurden, entstand von 1935 bis 1938 die Neckar-Enz-Stellung, eine aus rund 450 Bunkern bestehende Verteidigungsanlage gegen von Westen anrückende Feinde, die sich zwischen Eberbach und Besigheim auf das natürliche Hindernis des Neckars stützte und von dort weiter aufwärts bis Enzweihingen dem Lauf der Enz folgte.
Auch bei Plochingen am oberen Ende der vorgesehenen Schifffahrtsstraße begann man mit Ausbauarbeiten, und es gab darüber hinausgehende Pläne, auch noch die Fils zwischen Plochingen und Göppingen schiffbar zu machen. Das Gelände für einen Hafen bei Göppingen blieb bis 1978 raumplanerisch reserviert. Neckar-Baudirektor Konz ließ auch eine Untertunnelung der Schwäbischen Alb für eine Schifffahrtsverbindung nach Ulm an der Donau planen, um so einen Wasserweg zwischen Oberrhein und oberer Donau zu schaffen, wie es der Staatsvertrag von 1921 vorsah. Diese Pläne wurden aber ab 1968 nicht weiter verfolgt.
Nach 1935 ging der Ausbau nur zögerlich weiter; bis 1943 wurden noch sechs Staustufen oberhalb Heilbronn gebaut, doch ohne Schleusen. Hirsch wurde aus dem Amt gedrängt und 1941 im KZ Mauthausen ermordet, Konz ging aufgrund nationalsozialistischer Repressionen 1938 freiwillig in einstweiligen Ruhestand. Die Bauarbeiten blieben während des Zweiten Weltkrieges weitgehend eingestellt.
Erst ab 1948 wurde die Stauregelung des Neckars oberhalb von Heilbronn fortgeführt, bis 1952 abermals durch Otto Konz. Der Abschnitt bis Stuttgart war 1958 vollendet, und der Hafen Stuttgart wurde durch den Bundespräsidenten Theodor Heuß gemeinsam mit Otto Konz eröffnet. Nach Eröffnung des Hafens Plochingen 1968 war das Ausbauziel für den Neckar nach 47-jähriger Bauzeit erreicht. Der Fluss war an insgesamt 27 Stufen aufgestaut und damit von Mannheim bis Plochingen zur Großschifffahrtsstraße geworden.
Jede Staustufe besteht aus einem Flusswehr mit zwei bis sechs Öffnungen und unterschiedlichen Verschlusskörpern, einer Doppelschleuse und einem ferngesteuerten Wasserkraftwerk nebeneinander. An sieben Staustufen, wo ein größerer Aufstau geländehalber nicht möglich war, gibt es einen parallelen Schleusen- und Kraftwerkskanal von 1,5 bis 7,5 km Länge, das Flussbett selbst dient als Wehrarm. An weiteren zwei Stufen gibt es einen Durchstich, der eine Flusskrümmung abschneidet. Insgesamt verlaufen von der Strecke vom Rhein bis hinauf zur Remsmündung lediglich 17 % in einem künstlichen Gewässerbett, es dominiert hier also der Flusscharakter. Auf den letzten 32 km der Wasserstraße im Bereich des wasserarmen Flussoberlaufs, der gleichzeitig wirtschaftlich stark beansprucht ist, musste sie dagegen fast vollständig künstlich angelegt werden.

### Heutige Nutzung

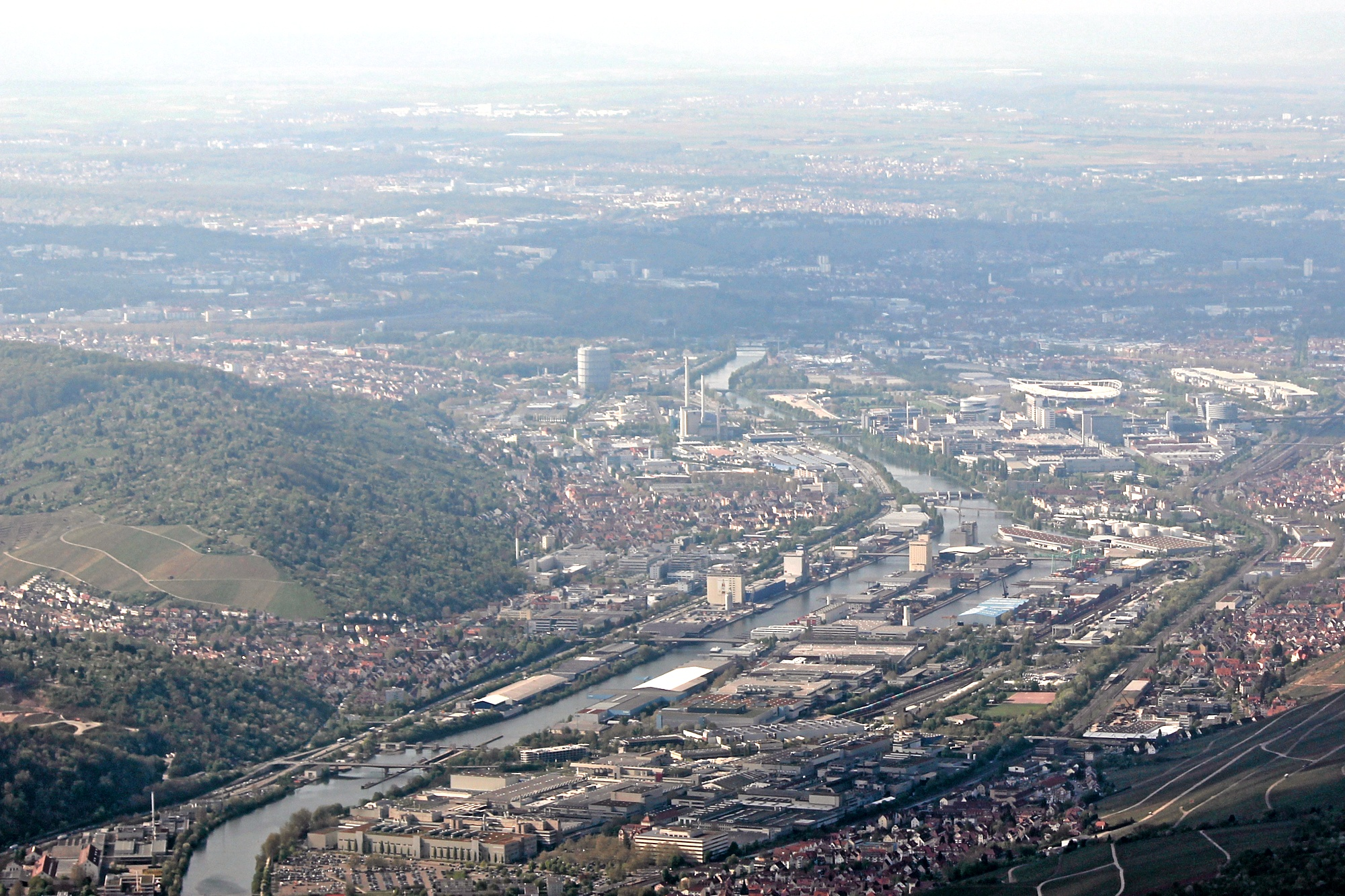
Neckarverlauf bei Stuttgart-Untertürkheim durch stark industriell geprägtes Gebiet

Der Neckar (Ne) wird nach abschnittsweiser Übernahme von der Neckar AG seit 1970 von Mannheim bis Plochingen als Bundeswasserstraße von den Wasser- und Schifffahrtsämtern Stuttgart und Heidelberg verwaltet. Der Bund ist Eigentümer der Wasserstraße. Auch Sportboote einschließlich Paddel- und Ruderbooten unterliegen der auf dem Neckar geltenden Binnenschifffahrtsstraßen-Ordnung, die beispielsweise die Kennzeichnungspflicht und die Vorfahrtsregeln umfasst. 159 Wasserentnahmen und 628 Wassereinleitungen zeigen die starke wasserwirtschaftliche Nutzung an.
Auf dem Neckar, der vom km 201,5 bei Plochingen bis zur Mündung (km 0) heute als Wasserstraße des Typs Va klassifiziert ist, transportierten im Jahr 2012 7332 Binnenschiffe insgesamt 7,5 Millionen t. Den größten Ladungsanteil hatten Baustoffe (1,9 Millionen t) und Kohle (1,6 Millionen t) sowie Salz (1,3 Millionen t). Es wurden 21.000 TEU-Container transportiert. Für Touristen verkehren Ausflugsschiffe verschiedener Unternehmen. Auf dem Oberen Neckar wird die Personenschifffahrt durch das Unternehmen Neckar-Käpt’n abgewickelt.
Von 2008 bis 2021 reduzierte sich die an der Eingangsschleuse Feudenheim gemessene Fracht von 7,5 auf 5,0 Mio. Tonnen.

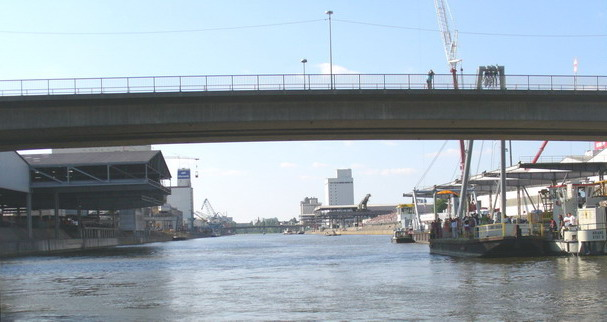
Stuttgarter Neckarhafen

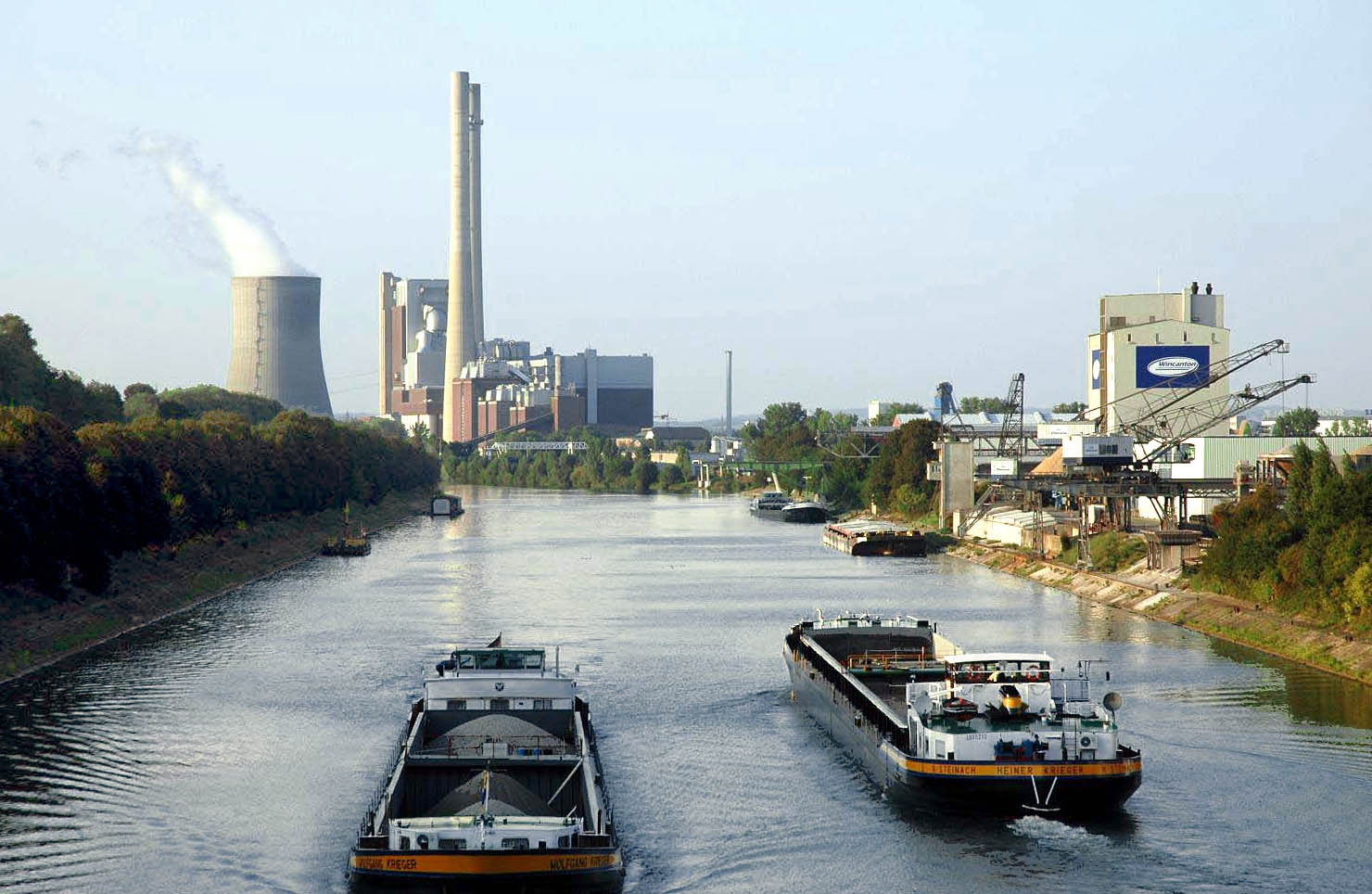
Kanalhafen Heilbronn mit Schiffsverkehr durch die Gütermotorschiffe Wolfgang Krieger und Heiner Krieger der Reederei Gebr. Krieger

### Hafenanlagen

#### Hafen Plochingen
Am 8. Dezember 1954 wurde die Neckarhafen Plochingen GmbH gegründet. Von 1960 bis 1963 wurde die letzte Staustufe bei Deizisau gebaut. Der Bau des Neckarhafens Plochingen begann am 29. April 1964. Das erste Schiff legte am 12. Juli 1968 in Plochingen an, nachdem es zuvor von Gertrud Hartung, der Frau des Bürgermeisters, auf den Namen Plochingen getauft worden war. Im Hafen erwirtschafteten 2004 etwa 15 Firmen einen summierten Jahresumsatz von etwa 500 bis 600 Millionen Euro.

#### Hafen Stuttgart
Der Neckarhafen Stuttgart wurde in zwei Abschnitten erbaut, von 1954 bis 1958 und von 1966 bis 1968. Das Hafengebiet erstreckt sich über eine Gesamtfläche von 100 ha, seine drei Becken bedecken einschließlich der Bundeswasserstraße eine Wasserfläche von 30,7 ha.

#### Hafen Cannstatt
Den ersten Cannstatter Hafen am Mühlgrün weihte Herzog Eberhard Ludwig im Jahre 1713 ein. Er blieb unbedeutend.

#### Hafen Heilbronn
Der Hafen Heilbronn ist mit einer Betriebsfläche von 78 ha und einer Kailänge von 7,2 Kilometern der nach dem Umschlag siebtgrößte Binnenhafen Deutschlands (Stand 2010) und der größte Hafen am Neckar. Über 50 % des Umschlags am Neckar erfolgen hier, das sind rund 4 Millionen Tonnen pro Jahr. Etwa 60 % des Umschlags fallen auf den Binnenhandel, der Rest auf internationale Güter und Waren. Neben Roh- und Baustoffen (Kohle, Salz) werden unter anderem Getreide, Eisen, Stahl und Holz verladen.

#### Hafen Mannheim
Der Mannheimer Hafen ist einer der bedeutendsten Binnenhäfen Europas und der zweitgrößte in Deutschland. Der Hafen hat eine Wasserfläche von 267,9 ha, dazu kommen 863,5 ha Landfläche. Knapp 500 Unternehmen mit 20.000 Arbeitsplätzen haben sich im Hafengebiet niedergelassen. 1968 wurde hier das erste Container-Terminal in einem Binnenhafen eröffnet. Hinzu kommt eine RoRo-Anlage und seit 1991 ein KLV-Terminal. 2010 wurden wasserseitig 7,64 Millionen t Güter umgeschlagen. Den größten Anteil daran hatten Steinkohle mit 2,2 Millionen t, Nahrungs- und Futtermittel mit 0,92 Millionen t und chemische Erzeugnisse mit 1,59 Millionen t. Am Containerterminal wurden wasserseitig 120.568 Einheiten umgeschlagen.
Die Hafenbecken verteilen sich rund um die Neckarmündung an Rhein und Neckar. Den Gesamtkomplex ergänzt der Ludwigshafener Rheinhafen, der sich direkt gegenüber auf der linksrheinischen Seite befindet.

### Schleusen
Die maximale Größe der auf dem Neckar fahrenden Binnenschiffe ist durch die Abmessungen der Schleusenkammern der 27 Staustufen begrenzt, die in der Regel 110 Meter lang und 12 Meter breit sind; die zulässigen Fahrzeugabmessungen sind deshalb 105 m × 11,45 m. Seit 1952 erhielten fast alle Schleusen eine zweite Kammer und wurden so zu Doppelschleusen. An 23 von ihnen wird zur Wasserersparnis im Verbund geschleust, d. h. fast 50 Prozent des Wassers aus der jeweils vollen Kammer wird zum Füllen der leeren Kammer verwendet (sog. Zwillingsschleusen). Zur Vermeidung von Schiffsstau an der Neckarmündung erhielt die Eingangstaustufe Feudenheim 1973 eine weitere Schleuse mit den Abmessungen 190 m × 12 m. Die Staustufen folgen einander im mittleren Abstand von gut sieben Kilometern (zwischen 0,9 und 13,7 km, siehe Tabelle) und dienen der Überwindung eines Höhenunterschieds von 160,70 m bis zum Rhein bei Niedrigwasser. Die Fahrrinnentiefe beträgt seit 2000 durchgehend 2,80 m, so dass etwa der Hafen Stuttgart von Großmotorschiffen des Rheins (Typ Va) angelaufen werden kann, die bei einem Tiefgang von 2,60 m eine Tragfähigkeit von rund 2200 t haben.
Es gibt den Beschluss, die Schleusen zu renovieren und teilweise zu erweitern. Insgesamt wollte der Bund für dieses Projekt 575 Millionen Euro investieren. Für die Umsetzung wurde 2007 das Amt für Neckarausbau Heidelberg (seit 2020 Wasserstraßen-Neubauamt Heidelberg) gegründet. Um den Neckar für 135 m lange Schiffe befahrbar zu machen, sollte an jeder Doppelschleuse eine Kammer verlängert werden. Darüber hinaus sollen die alten Kammern saniert sowie einzelne Streckenabschnitte und Wendestellen ausgebaut werden. Die Schleusen zwischen Mannheim und Heilbronn sollten bis 2026 verlängert werden. Im September 2023 wurde bekannt, dass das Bundesverkehrsministerium die Pläne zur Verlängerung der Schleusen vorerst gestoppt hat.
Neben dem Rhein sind mit Main, Main-Donau-Kanal, der Donau, Mosel und Saar fast alle Bundeswasserstraßen im Süden und Südwesten Deutschlands für 135-m-Schiffe befahrbar. Einzig der Neckar kann nicht von 135-m-Schiffen befahren werden.
Die Schleuse Gundelsheim wurde 2012 mit dem Titel „wassersportfreundlichste Schleuse“ ausgezeichnet.
Tabelle der Schleusen am Neckar mit Flusskilometern und Stauzielen in Metern über Normalnull (NN) und Fallhöhen in Metern.

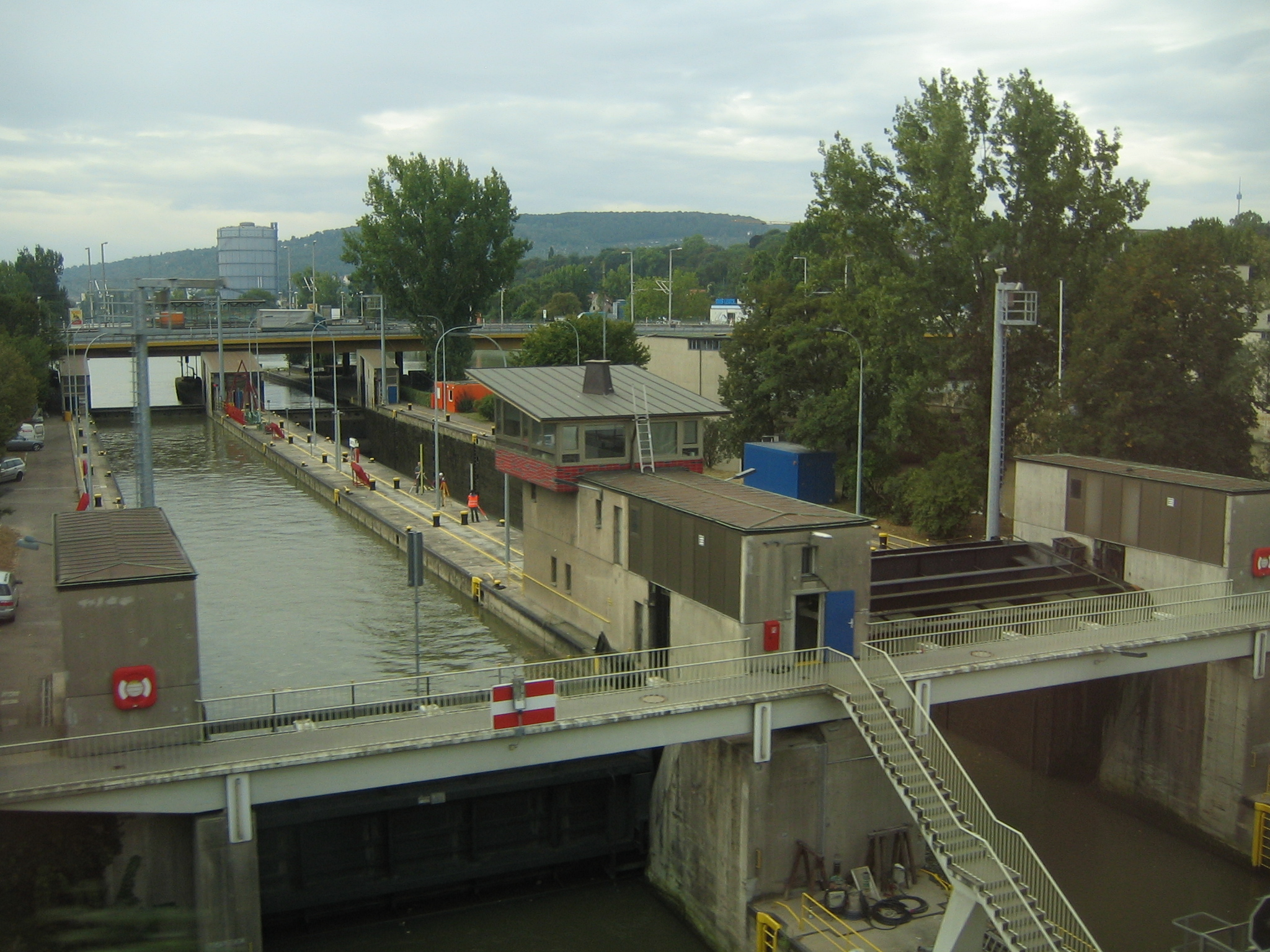
Die Doppelschleuse Cannstatt

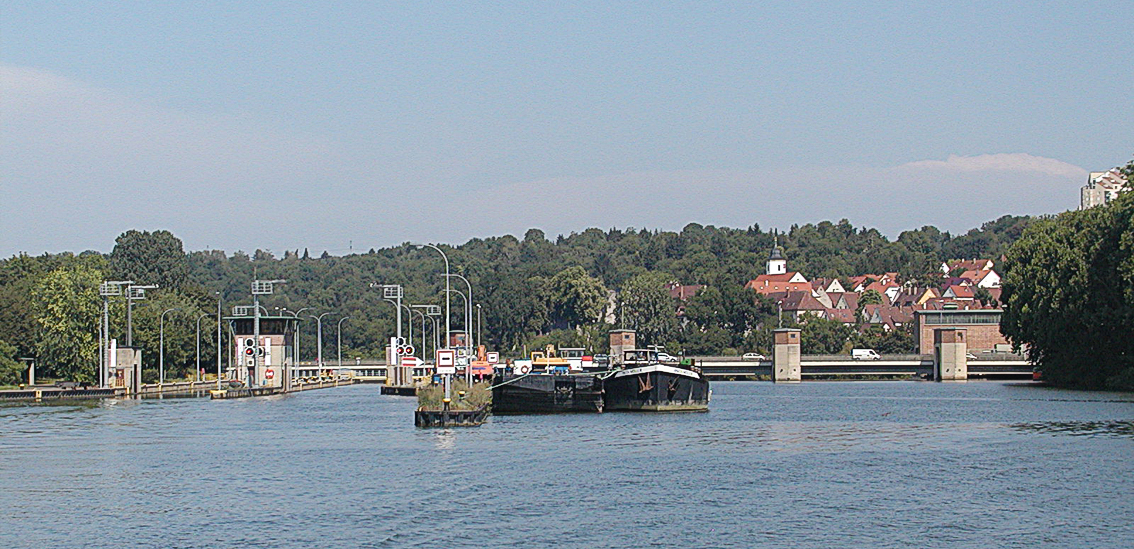
Die Staustufe Hofen

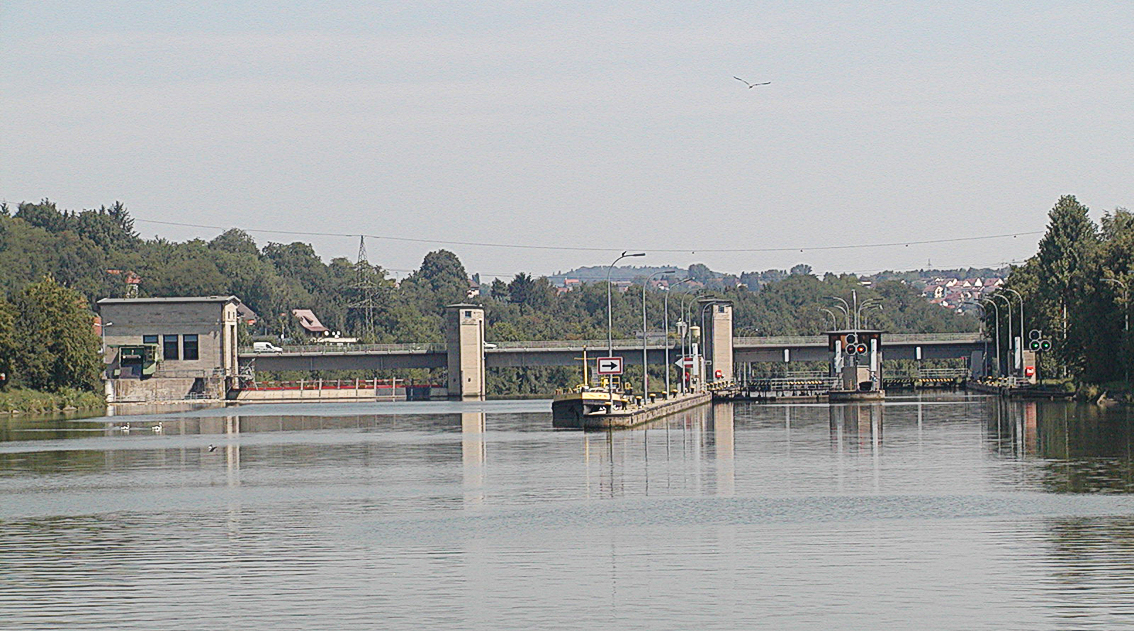
Die Staustufe Aldingen

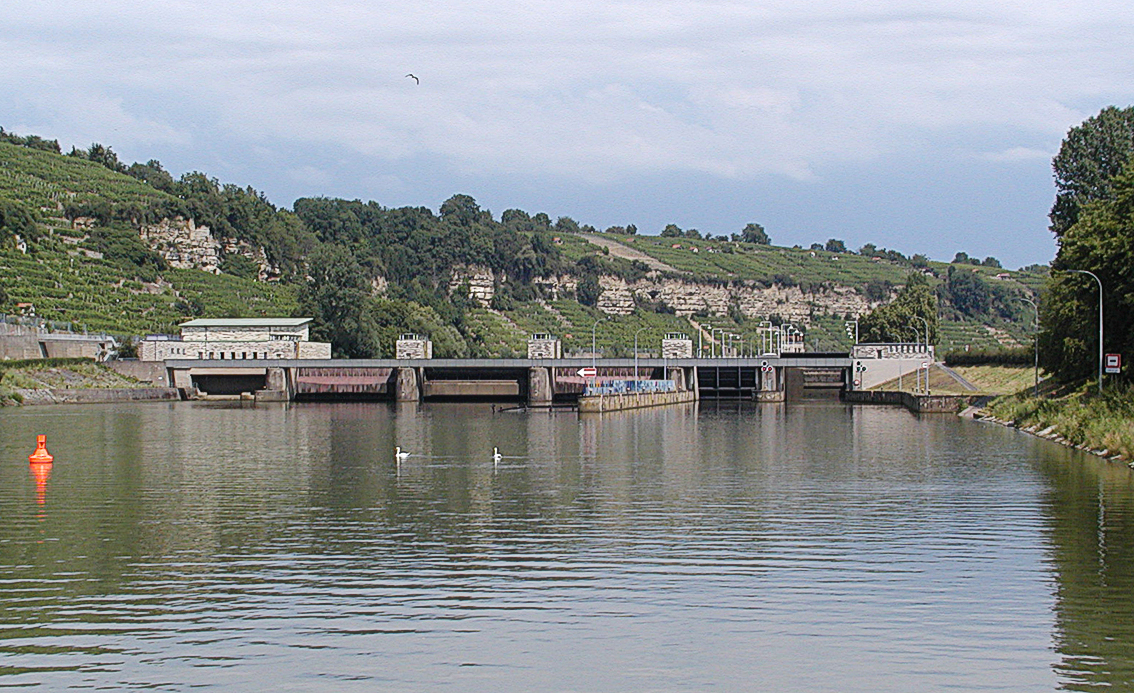
Die Staustufe Poppenweiler

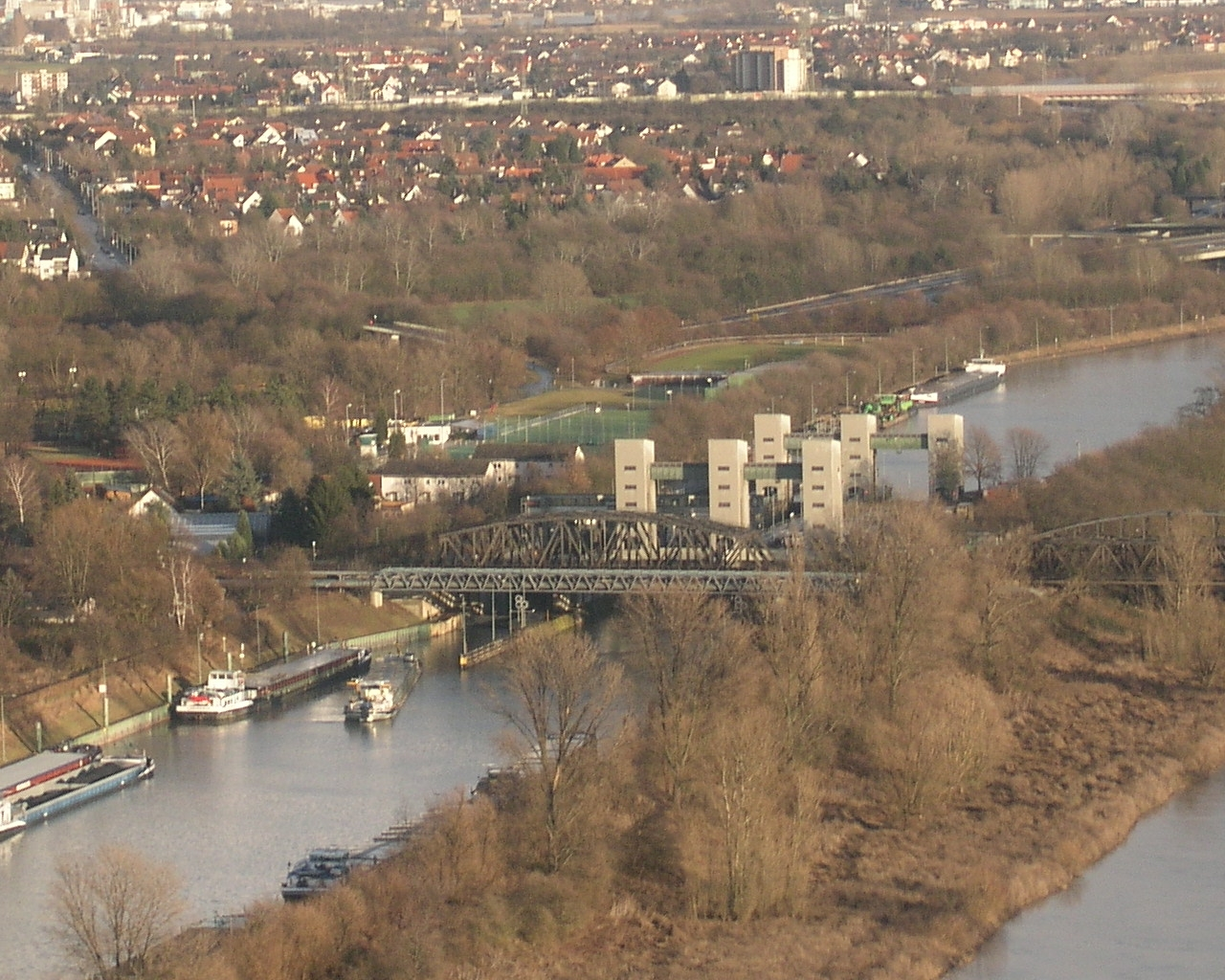
Die Schleuse Feudenheim

Im Gegensatz zu anderen Wasserstraßen wie Mosel oder Main gibt es außer in Bad Cannstatt keine Bootsschleusen. Deshalb werden normalerweise Motoryachten und Segelboote in den Schiffsschleusen mitgeschleust. Die an den anderen 26 Staustufen eingerichteten Bootsschleppen sind oft in schlechtem Zustand oder sogar unbenutzbar. Mancherorts können Kanus bei Erlaubnis durch das Schleusenpersonal ebenfalls die Schleusen mitnutzen, insbesondere bei Gruppenfahrten.
Seit 2004 steuert und überwacht die Fernbedienzentrale in Stuttgart-Obertürkheim (FBZ) die Schleusen von Deizisau bis Stuttgart-Hofen am oberen Neckar.

### Pegel und Hochwasser
Für die Berufs- wie die Freizeitschifffahrt sind die Wasserstände des Neckars entscheidend für seine Befahrbarkeit. Laut Hochwassermeldeordnung (HMO) des Landes Baden-Württemberg gelten folgende Hochwassermeldehöhen an den Pegeln:
| Pegel              | Wasserstand | Abfluss  | Telefonansage |
| ------------------ | ----------- | -------- | ------------- |
| Rottweil           | 230 cm      | 77m³/s   | 0741-8730     |
| Horb               | 270 cm      | 108 m³/s | 07451-19700   |
| Kirchentellinsfurt | 330 cm      | –        | 07121-19700   |
| Plochingen         | 300 cm      | 290 m³/s | 07153-19429   |
| Lauffen            | 500 cm      | 600 m³/s | 07133-19429   |
| Gundelsheim        | 340 cm      | –        | 06269-19429   |

Pegel Plochingen
Der Pegel Plochingen (seit 1905) lag als einziger Pegel an der Wasserstraße Neckar im freien Gefälle. Im Jahre 1962 wurde das bewegliche Wehr Deizisau errichtet. Um die Stauschwankungen fernzuhalten, baute man eine Schwelle rund 100 m unterhalb der Straßenbrücke Plochingen und verlegte den Pegel dorthin. Das große Hochwasser im Februar 1970 zerstörte diese Schwelle aus Schüttsteinen. Da die Kosten für den Neubau einer Schwelle aus Beton zu hoch erschienen, fand man eine wirtschaftlichere Lösung. Aus den Wasserständen und Abflussmengen an den Pegeln Wendlingen (Neckar-km 206,5 – für den Neckar-Oberlauf) und Reichenbach (Fils-km 2,5 – für die zulaufende Fils) werden algorithmisch Wasserstände und Abflussmengen für den alten Pegel Plochingen berechnet und veröffentlicht.
Hochwasser
- 1824: Das schwerste überlieferte Hochwasser im Neckargebiet fand im Oktober 1824 statt. Abschätzungen ergeben ein HQ4000, also ein 4000-jährliches Ereignis.[54]

### Zufrieren
- 1709: Vom 18. Januar bis 28. Januar und vom 31. Januar bis 13. Februar sowie kurz nach dem 13. Februar bis 23. März 1709 war der Neckar zugefroren.[55]

## Bauwerke

### Mühlen

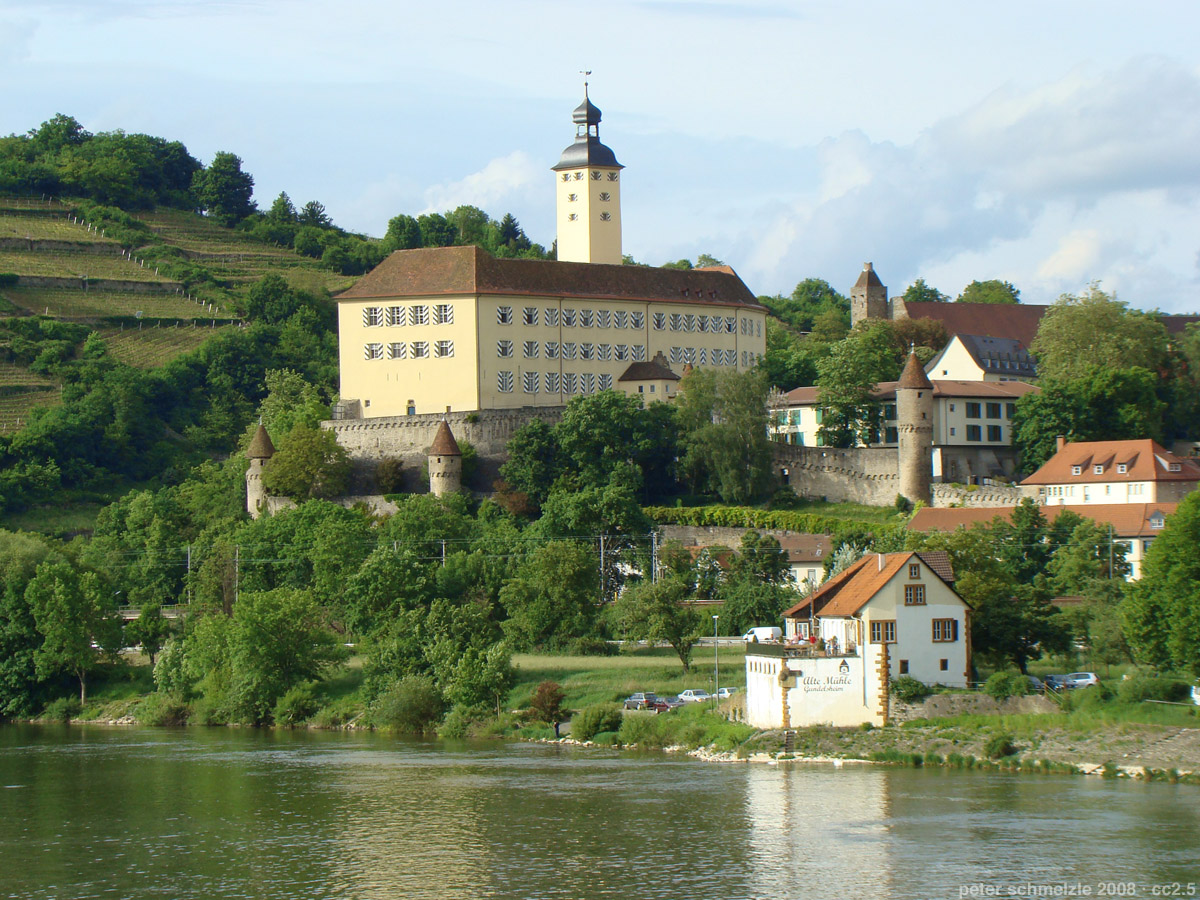
Alte Neckarmühle unterhalb von Schloss Horneck in Gundelsheim

Die Wasserkraft des Neckars trieb eine Vielzahl von Mühlen an, die teilweise heute noch erhalten sind:
- In Rottweil bestand seit dem 15. Jahrhundert eine Pulvermühle, die 1863 in der Pulverfabrik Rottweil aufging.
- In Gundelsheim gibt es das Gebäude der Alten Neckarmühle von 1604. Der Mühlenbetrieb wurde nach der Neckarregulierung eingestellt. Der letzte Müller war Meister Batz um 1935/36. Technik ist dort keine mehr vorhanden, zeitweise wurde das Gebäude gastronomisch genutzt. Sehenswert am Gebäude sind noch ein großer Wappenstein und alte Inschriften.[56]

### Kraftwerke
Zumindest seit Beginn des 20. Jahrhunderts, als Kraftwerke die historischen Mühlen verdrängten, wird am Neckar großtechnisch Strom aus Wasserkraft gewonnen. Es gibt mehrere überregional bekannte Wasserkraftwerke am Neckar: 
- In Horb wurde an der Inselspitze auf Höhe der Schillerstraße im Februar 2010 mit dem Bau eines Wasserkraftwerks begonnen, das seit 13. April 2011 offiziell Strom aus Wasserkraft liefert. Rund 2,3 Millionen Kilowattstunden pro Jahr soll das Wasserkraftwerk künftig produzieren. Dies reicht aus, um rund 600 Vierpersonenhaushalte mit Strom zu versorgen. Zusammen mit den beiden bereits bestehenden, sanierten Anlagen verfügt es über eine durchschnittliche Gesamtleistung von 437 kW. Die Gesamtinvestitionen belaufen sich auf rund 5,5 Millionen Euro.[57]
- Im Rottenburger Ortsteil Bad Niedernau befindet sich das Wasserkraftwerk Bad Niedernau.
- In Rottenburg am Neckar stehen die beiden Kraftwerke Beim Preußischen und Tübinger Straße.

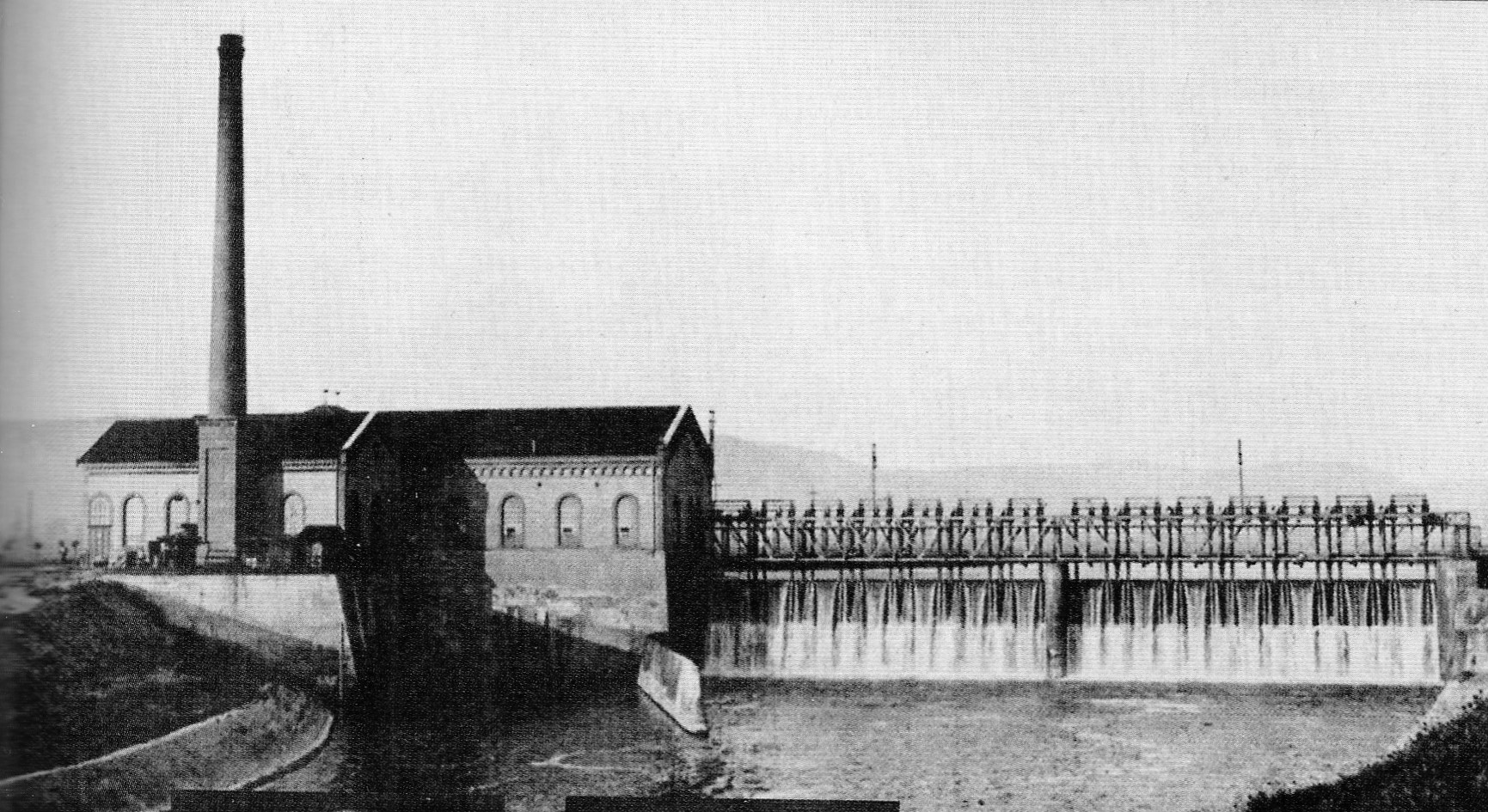
Kombiniertes Wasser- und Kohlekraftwerk in Kiebingen im Jahr 1910

- In Kiebingen betrieb die Rottenburger Uhrenfabrik Junghans seit 1903 ein eigenes Kraftwerk, das auch heute noch Strom produziert. Für die Uhrenfabrik war das durch Wasser und Dampf angetriebene Kraftwerk überdimensioniert, so dass der überschüssige Strom verkauft wurde. Heute steht das historische Maschinenhaus unter Denkmalschutz. Trotz seines Alters ist das Kraftwerk eine hochmoderne Anlage mit drei Besonderheiten: Es hat eine innovative Schaufelform der Turbinen, die mithilfe von Computersimulationen entwickelt wurde, spezielle Thordon-Turbinenlager sowie ein luftgefülltes Schlauchwehr. Ein Fischpass stellt seit der Modernisierung die Durchgängigkeit an der Stauanlage für Fischwanderungen wieder her.[58]

- Zwischen Hirschau und Tübingen stehen das Flusskraftwerk bei Tübingen-Hirschau und das im Jahr 1930 erbaute Wasserkraftwerk Rappenberghalde. Es wurde 1999 generalsaniert, und heute erzeugen seine zwei Kaplan-Turbinen zusammen mit der Restwasserturbine am vorgelagerten Wehr in Hirschau zusammen etwa 7 Millionen Kilowattstunden Strom pro Jahr. Pro Sekunde fließen über einen 1,7 Kilometer langen Zuleitungskanal 22 Kubikmeter Wasser in das Kraftwerk. Das Kraftwerk nutzt das Flussgefälle des Neckars von 7,5 Metern.[59]

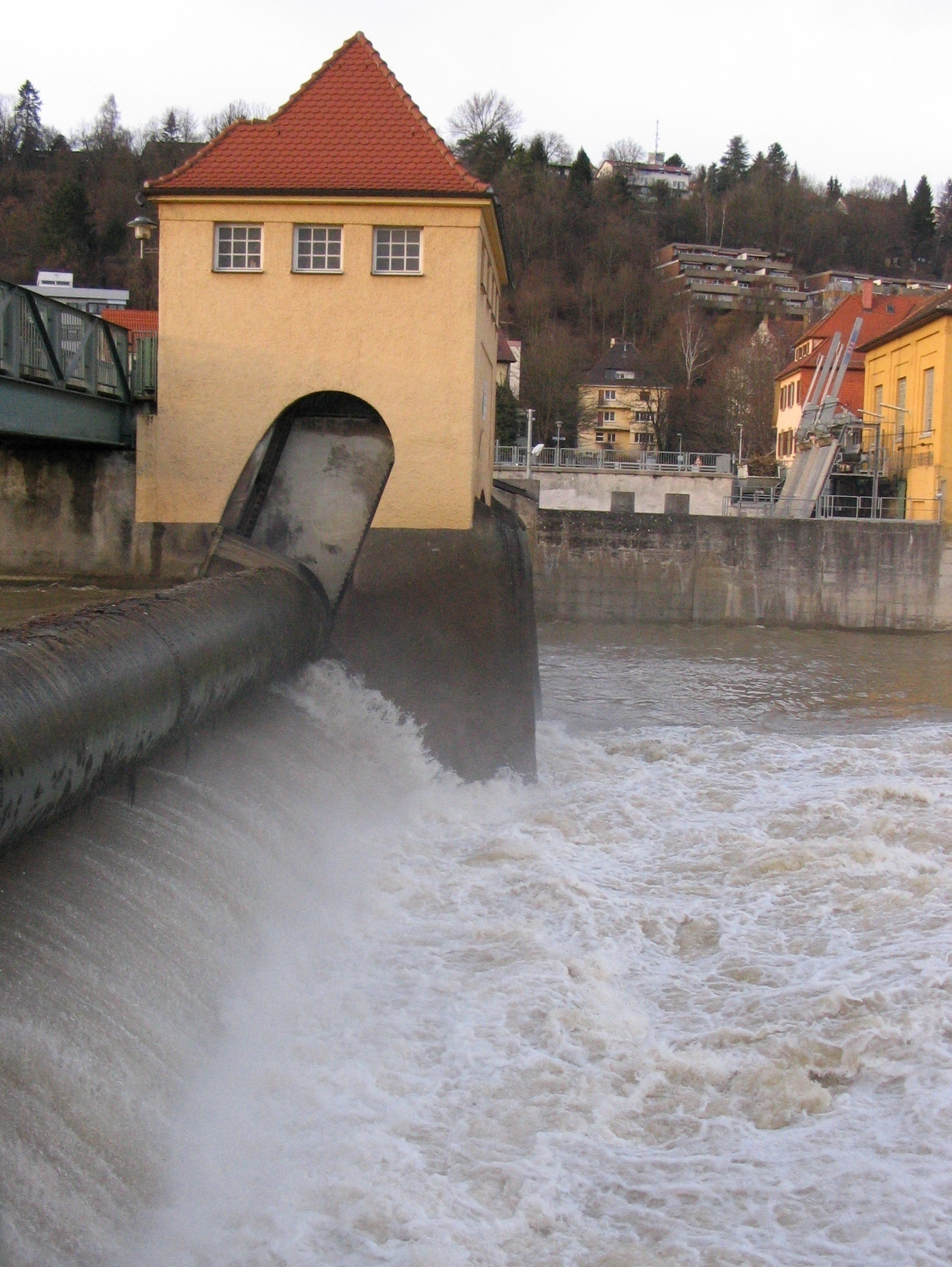
Tübingen

- Beim Wasserkraftwerk Neckarwerk in Tübingen wurde im Rahmen der Neckarregulierung das Stauwehr in den Jahren 1910/1911 als eine der ersten Walzenwehrkonstruktionen in Deutschland errichtet. Es dient der Stromerzeugung und der Kontrolle des Flusses. Durch das Stauwehr kann die Wasserführung des Neckars im Tübinger Zentrum gut reguliert werden. Vor dem Bau des Wehrs war der Neckar voller Kiesbänke und hatte eine sehr flache Uferzone. Dieses sieht man auf vielen Aufnahmen und Zeichnungen vor dem Bau. Auch die Hochwasser, die immer wieder die damals wenigen Gebäude im Wöhrd überschwemmten und teilweise die Neckarbrücke gefährdeten, wurden mit diesem Wehr und den anderen Wehren des Neckars (z. B. in Rottenburg) verhindert. Für Fische gibt es eine nachträglich hinzugefügte Fischtreppe. Die Fußgängerbrücke über das Wehr ist eine wichtige Verbindung der beiden Neckarufer zwischen Lustnau und der zentralen Eberhards- oder Neckarbrücke. Von hier aus hat man eine schöne Sicht auf Neckar, Altstadt, Stiftskirche und Schloss.[60]

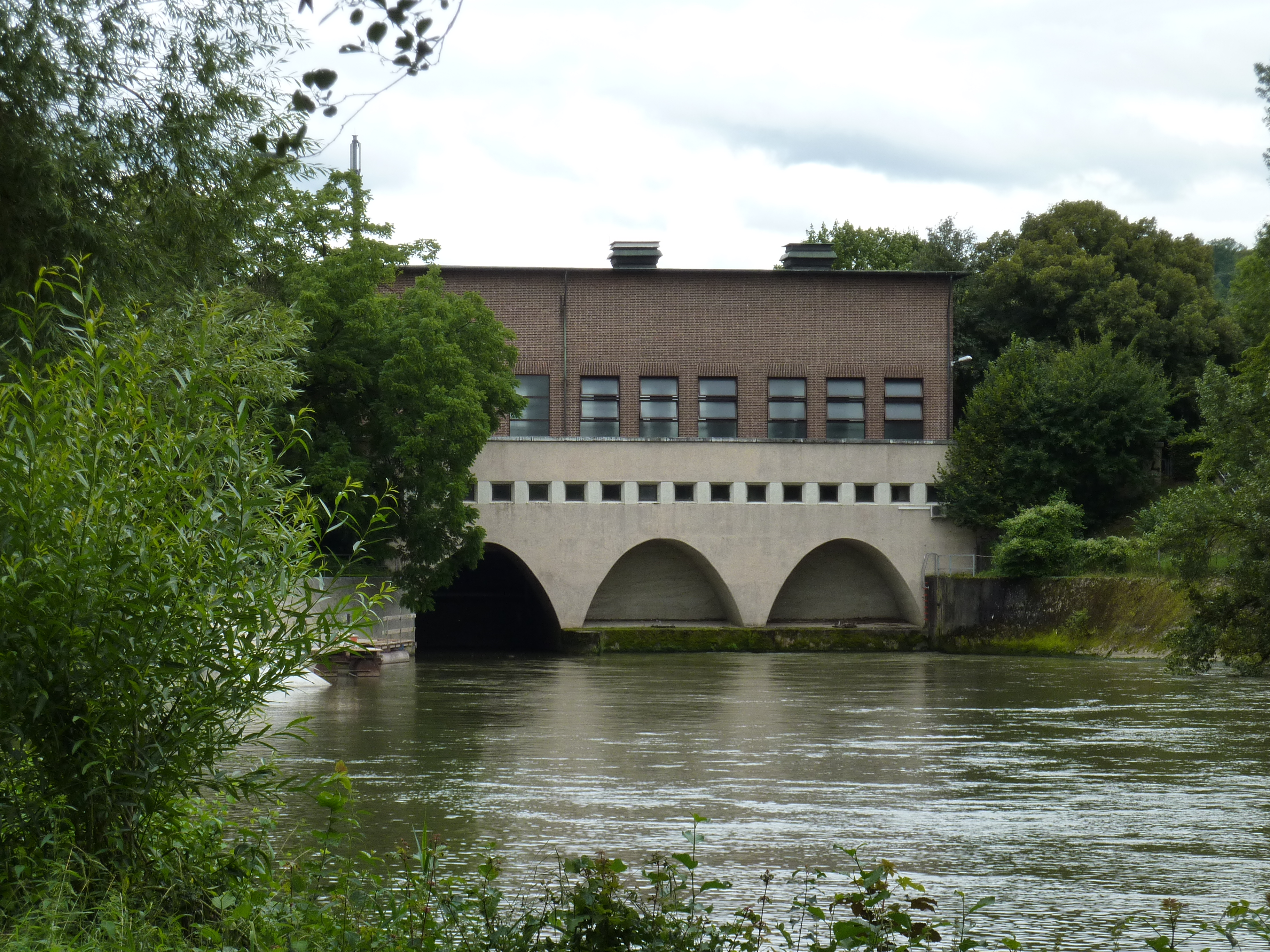
Das Kraftwerk Oberesslingen

- Das Kraftwerk Oberesslingen ist ein Laufwasserkraftwerk zwischen zwei Neckarinseln bei Flusskilometer 195,6 in Oberesslingen. Das Kraftwerk wurde 1929 im Zuge der Neckarstauregelung nach einem Entwurf des Architekten Paul Bonatz errichtet. Es hat eine Leistung von 2,1 MW und liefert pro Jahr etwa 12,3 GWh Energie. Der mittlere Durchfluss beträgt 45 Kubikmeter pro Sekunde.
- In Esslingen wurden etwa 5,2 Millionen Euro in ein neues Laufwasserkraftwerk auf dem Hechtkopf investiert. Mit einer Leistung von 1,25 MW und einer jährlichen Stromproduktion von 7,1 GWh können über 4000 Menschen mit Strom versorgt werden. Mit dem Bau dieses neuen Wasserkraftwerks wurde auch die letzte Staustufe am Neckar mit Turbinen ausgerüstet. Es wird eingerahmt von der Wehranlage im Neckar auf der einen und dem historischen Brückenhaus über dem Hammerkanal auf der anderen Seite.[58]

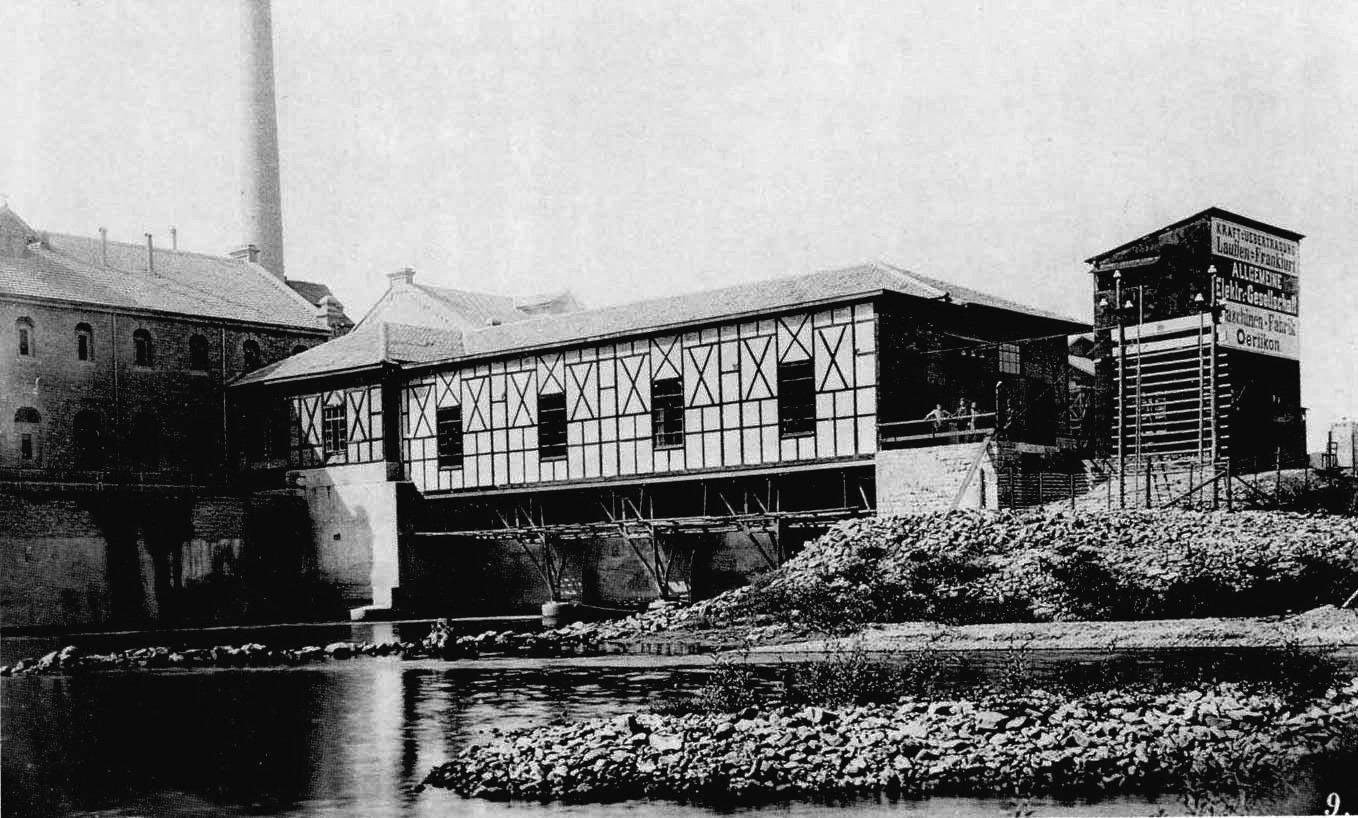
Das Kraftwerk von Lauffen am Neckar 1891

- Die Drehstromübertragung Lauffen–Frankfurt war am 25. August 1891 die weltweit erste Übertragung elektrischer Energie mit hochgespanntem Drehstrom. Anlässlich der Internationalen Elektrotechnischen Ausstellung wurde der im Wasserkraftwerk am Mühlgraben in Lauffen am Neckar erzeugte Strom auf 15 kV hochgespannt und über 175 Kilometer nach Frankfurt am Main transportiert, wo er auf dem Ausstellungsgelände einen künstlichen Wasserfall betrieb. Das Kraftwerk wurde beim Ausbau des Neckar stromaufwärts verlegt. Der Originalgenerator befindet sich im Deutschen Museum.
- Das Wasserkraftwerk Heilbronn liegt am Altneckar in der Innenstadt und nicht am Verkehrsweg des Kanals, deshalb gibt es hier keine Schleuse.

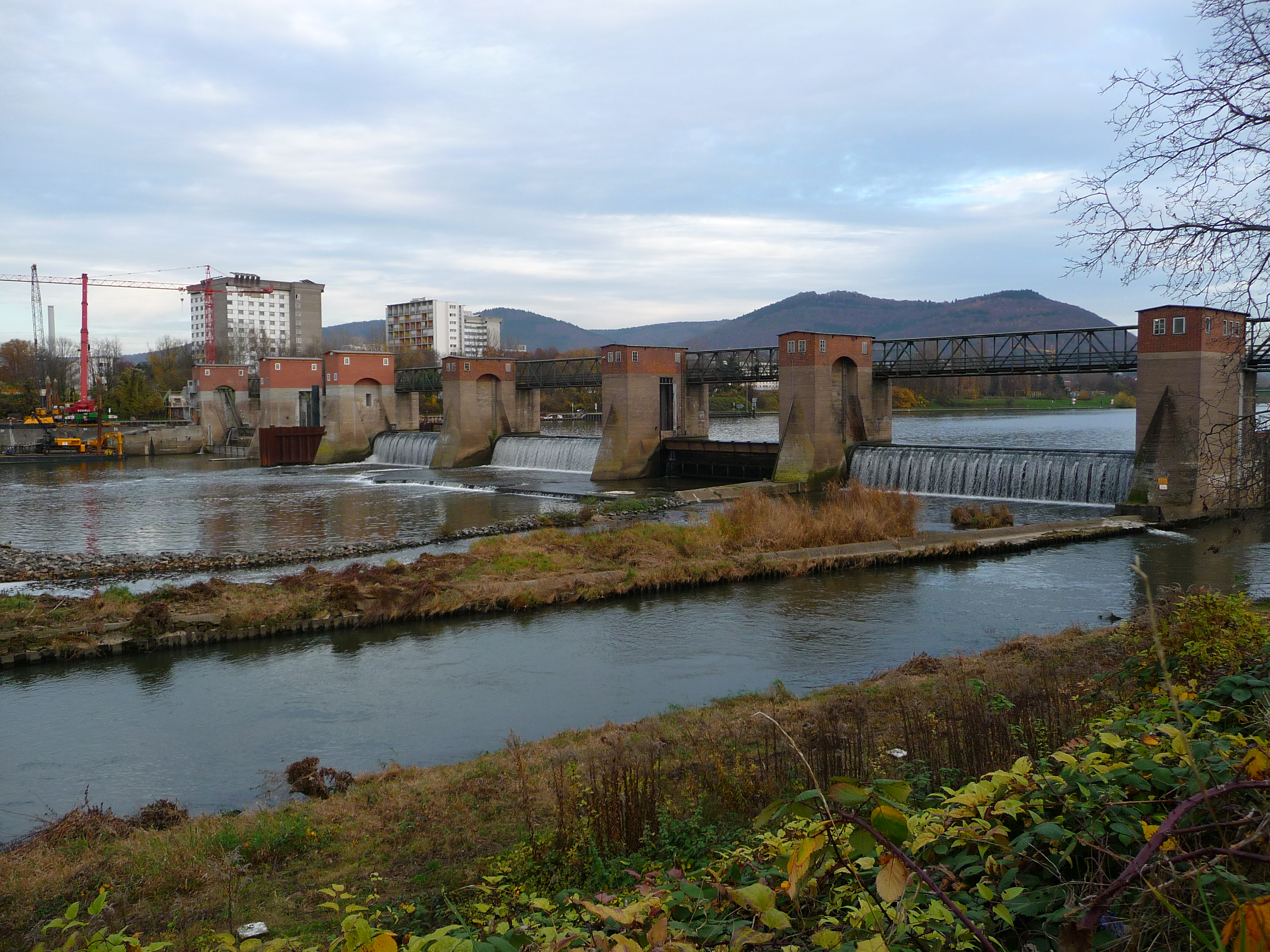
Wehrsteg über den Neckar am Wehr Wieblingen in Heidelberg (Baujahr 1925)

- Am Heidelberger Karlstor gibt es ein weiteres Wehr mit Schleusenanlage; das zugehörige Kraftwerk ist das einzige Unterwasserkraftwerk am Neckar. Die Baugenehmigung, die der Neckar AG 1994 für das Laufwasserkraftwerk am Standort erteilt wurde, enthielt einige Auflagen. Es durften weder sichtbare Veränderungen an dem bestehenden und unter Denkmalschutz stehenden Wehr vorgenommen werden, noch sollte das neue Kraftwerk das historische Stadtbild Heidelbergs verändern. Die technische Lösung war ein unter dem Flusswasser unsichtbar in der Flusssohle versenktes Kraftwerk.[58]
- Am Wehr in Heidelberg verbindet der Wehrsteg die Stadtteile Wieblingen und Neuenheim. 2006 wurde mit dringend erforderlichen Instandsetzungsarbeiten begonnen, die 2014 abgeschlossen werden sollen.

Darüber hinaus ist und war der Neckar auch Kühlwasserquelle für Kohle- und Kernkraftwerke. Bei Esslingen-Zell kühlt das Neckarwasser das Kraftwerk Altbach/Deizisau, eines der modernsten Steinkohlekraftwerke in Europa. Es umfasst zwei Blöcke und steht auf den Gemarkungen der beiden Gemeinden Altbach und Deizisau. Es kann einschließlich der Gasturbinen und des Kombiblocks 4 maximal etwa 1270 MW elektrische Leistung ins Netz einspeisen.
Das Heizkraftwerk Stuttgart-Gaisburg, die Müllverbrennungsanlage des Kraftwerks Stuttgart-Münster, das Kraftwerk Marbach, das Kraftwerk Walheim, das Kraftwerk Heilbronn sowie die beiden stillgelegten Kernkraftwerke Obrigheim und Neckarwestheim beziehen oder bezogen ebenfalls ihr Kühl- bzw. Verdunstungswasser aus dem Neckar.

### Kreuzungsbauwerke
Über den Neckar führen einige teils sehr alte Brücken. Zu den bekanntesten historischen Neckarbrücken zählt die Alte Brücke in Heidelberg, die bereits im hohen Mittelalter bestand und 1788 in ihrer heutigen Gestalt errichtet wurde. Weitere historische Neckarbrücken sind die im Kern auf 1532 datierende Neckarbrücke in Lauffen am Neckar, die 1742 erbaute Neckarbrücke in Sulz, die Pliensaubrücke, die Alte Agnesbrücke und die Ulrichsbrücke in Köngen. Die älteste noch erhaltene Neckarbrücke ist die Innere Brücke in Esslingen. Das 230 Meter lange Bauwerk entstand im 13. Jahrhundert und besteht aus elf Steinbögen.
Die Neckartalbrücke Heilbronn ist mit 1348 Metern die längste Neckarbrücke. Die Spannbetonkonstruktion aus dem Jahr 1967 ist marode und wird seit Anfang 2018 durch einen Neubau ersetzt.
In Neckargröningen entstand 1990 die mit 85 Metern längste freispannende Fußgängerbrücke in Holzbauweise. Das ungewöhnlich konstruierte Bauwerk hat einen dreieckigen Querschnitt und ist transparent gedeckt. Die älteste Spannbeton-Eisenbahnbrücke Deutschlands – erbaut 1957 – steht in Heilbronn.
Im Jahr 1905 gab es bereits 119 Brücken über den Neckar, deren größte die von 1903 bis 1905 erbaute Neckargartacher Neckarbrücke mit einer Gesamtlänge von 230 Metern war.
1985 führten über die Großschifffahrtsstraße 159 Eisenbahn-, Straßen- und Wegebrücken. Hinzu kamen 126 Freileitungskreuzungen und 67 Düker. Insgesamt bestehen heute etwa 400 Neckarstege und -brücken, davon die Hälfte im Ober- und die Hälfte im Mittel- und Unterlauf.

### Burgen und Schlösser
Von Mannheim über Heidelberg, Eberbach, Mosbach bis Heilbronn verläuft die Burgenstraße nahezu parallel zum Neckar und führt auf diesem rund 100 km langen Abschnitt des unteren Neckars an zahlreichen Burgen und Schlössern vorbei. Zuallererst ist natürlich das Heidelberger Schloss zu nennen. Unter den Neckarburgen sind aber auch die vier Burgen in Neckarsteinach, Bergfeste Dilsberg, Burg Eberbach, Burg Hirschhorn, Burg Zwingenberg, Burg Stolzeneck, die Minneburg, Burg Dauchstein, Schloss Neuburg (Baden), die Burg Hornberg (die Burg des Götz von Berlichingen) und die Burg Guttenberg (Deutsche Greifenwarte), Schloss Horneck, Burg Ehrenberg.
Im weiteren Verlauf flussaufwärts bis Stuttgart und weiter am oberen Neckar stehen die Burg Horkheim und das Neippergsche Schloss Klingenberg, Schloss Lichtenegg, die Esslinger Burg, Burg Remseck, Schloss Liebenstein, die Weiler Burg, die Ruine Herrenzimmern, die Neckarburg (Schlössle) und die Burg Hammetweil bei Neckartenzlingen, das Schloss Hohentübingen, das Schloss Weitenburg, die Ruine Albeck bei Sulz am Neckar sowie die Ruinen Wehrstein und Neckarburg.

### Türme
- TK-Elevator-Testturm in Rottweil
- Fernmeldeturm Mannheim
- Neckartower Schwenningen

## Wanderwege und Fahrradwege
Zwei Fernwanderwege ziehen sich den Fluss entlang von der Quelle zur Mündung,
- der Neckarweg und
- der Neckarsteig.

Wichtige Wanderwege, die den Neckar erreichen oder das Neckartal berühren, sind darüber hinaus
- der Georg-Fahrbach-Weg,
- der Main-Neckar-Rhein-Weg,
- der Martinusweg,
- der Schlichemwanderweg,
- der Schwarzwald-Querweg Rottweil–Lahr,
- der Schwarzwald-Schwäbische-Alb-Allgäu-Weg und
- der Stromberg-Schwäbischer-Wald-Weg.

Den Neckar als traditionelle Weinregion würdigen
- der Weinwanderweg Obertürkheim – Uhlbach – Rotenberg – Untertürkheim und
- der Württembergische Wein-Wanderweg.

Für Radfahrer ist ein
- Neckar-Radweg

eingerichtet und beschildert.

## Der Neckar in der Literatur

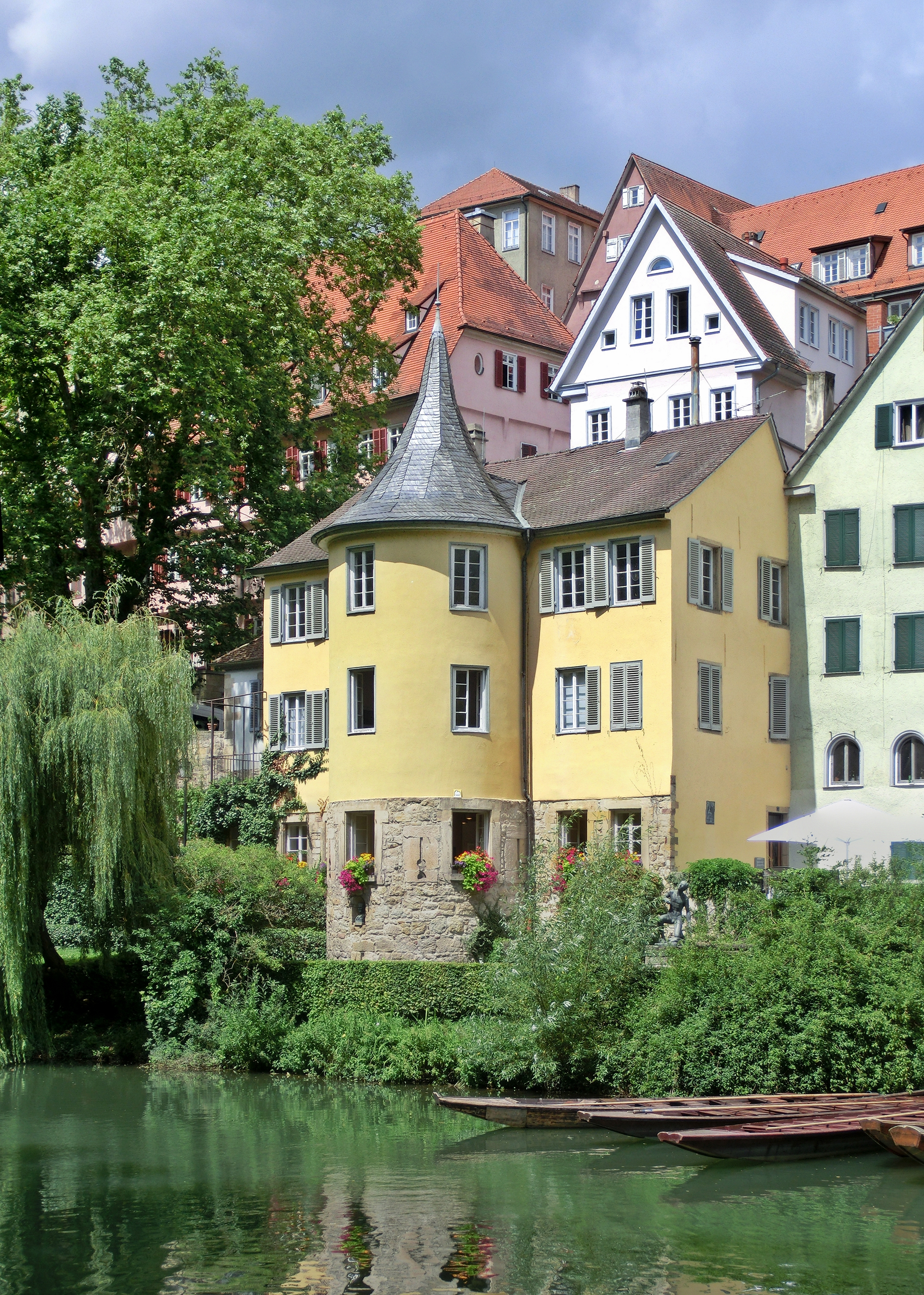
Der Hölderlinturm am Tübinger Neckarufer

Friedrich Hölderlin, der 1770 in Lauffen am Neckar geboren wurde und von 1807 bis zu seinem Tod im Jahre 1843 im heute so genannten Hölderlinturm am Tübinger Neckarufer lebte, dichtete kurz nach 1800 eine Ode an den Neckar. Die erste der neun Strophen lautet:

„In deinen Tälern wachte mein Herz mir auf

Zum Leben, deine Wellen umspielten mich,

Und all der holden Hügel, die dich

Wanderer! kennen, ist keiner fremd mir.“

Der amerikanische Schriftsteller Mark Twain äußerte sich in seinem 1880 erschienenen Buch Bummel durch Europa wie folgt über den Neckar:

„Deutschland ist im Sommer der Gipfel der Schönheit, aber niemand hat das höchste Ausmaß dieser sanften und friedvollen Schönheit begriffen, wirklich wahrgenommen und genossen, der nicht auf einem Floß den Neckar hinab gefahren ist.“

## Dokumentationen
- Pia Grzesiak, Rolf Lambert: Der Neckar. SWR, 2017 (Beschreibung der ARD-Mediathek)

## Karten
- Landesvermessungsamt Baden-Württemberg: Freizeitkarte F513 Mannheim Heidelberg – Naturpark Neckartal-Odenwald (Westblatt). Stuttgart 2006, ISBN 3-89021-606-4.
- Landesvermessungsamt Baden-Württemberg: Freizeitkarte F514 Mosbach – Naturpark Neckartal-Odenwald (Ostblatt). Stuttgart 2006, ISBN 3-89021-607-2.
- Erhard Jübermann: Wassersport-Wanderkarten, Blatt 3, Deutschland-Südwest. Geocenter, 2004, ISBN 3-929540-13-4.
- Gerhard Römer (Hrsg.), Irene-Annette Bergs (Bearb.): Der Neckar in alten Landkarten. Ausstellungskatalog. Badische Landesbibliothek, Karlsruhe 1988, ISBN 3-88705-022-3.
- Charte des alten Flußlaufs im Ober-Rhein-Thal.